# Les Voyages du professeur Lorgnon
Les Voyages du professeur Lorgnon est une série de 28 récits d’Henri Vincenot décrivant des randonnées d’une durée comprise entre une et sept journées parcourues par trois amis, la plupart sur des lignes ferroviaires secondaires, quelques-unes à bicyclette ou partiellement en voiture de location. Ces récits publiés dans des numéros de la revue La Vie du rail du 15 janvier 1961 au 30 août 1970 ont été réunis  en recueil dans deux rééditions en 1983 et en 2003.

## Les personnages
Les personnages sont trois amis qui partagent une passion du chemin de fer, le professeur Lorgnon, « Chaix ambulant », l’ingénieur Pillsech qui emmène des documents indiquant les profils des lignes et le docteur Ribistou.
Mademoiselle Anne Guilvarc’h, assistante sociale rencontrée dans un train par hasard, dont le professeur Lorgnon adolescent était l'amoureux transi, participe à trois voyages.
Leur âge est d’environ 60 ans ou de la fin de la cinquantaine, étant nés avant la Première guerre mondiale.  
Lorgnon, professeur d’université, certainement à l’institut de géographie de Paris, vraisemblablement ancien professeur  d’histoire-géographie, « amoureux attardé des heureuses régions sous développées », hostile aux grands ensembles, à l’automobile, passéiste au point de déplorer la pax romana comme anéantissement de la civilisation gauloise  et de considérer l’architecture gothique comme une décadence après la perfection de l’art roman, s’oppose, dans des joutes verbales courtoises, à l’ingénieur Pillsech défenseur des grands projets d’aménagements, ceux du littoral du Languedoc auxquels il participe, de la canalisation de la Durance, des installations atomiques. Les trois apprécient les repas gastronomiques, le docteur Ribistou étant le bon vivant du trio, le seul, semble-t-il, à avoir, ou avoir eu, une vie de famille (mention de petits-enfants), l’ingénieur étant, de plus, mysogine.

## Récits
Les 28 récits, d'une quinzaine de pages en moyenne (édition Omnibus), décrivent de manière très détaillée, dans un style alerte, les paysages, la géologie, l'économie, l'ethnologie (notamment la linguistique), l'histoire, l'architecture des régions traversées. Ils sont accompagnés d'illustrations d'Henri Vincenot, carte de chaque randonnée avec les lignes ferroviaires parcourues, les itinéraires à vélo ou à pied, le relief, les cours d'eau, le nom des petites régions naturelles et de dessins de paysages, de villes (panorama de centres historiques) et de monuments avec une prédilection pour les églises romanes.
Les voyages se déroulent dans les années 1960 au cœur de la période des Trente Glorieuses où la reconstruction des régions détruites était achevée et où les grandes villes étaient entourées d'une ceinture de grands ensembles, également de bidonvilles, la crise du logement n’étant donc pas encore résorbée. Cette époque est celle d'un pays en voie de modernisation accélérée, où les particularismes perceptibles au fil des voyages, d'une petite région naturelle ou historique à la suivante, commencent à s’estomper, mais restent présents avec leurs nuances, dans les accents , les caractères humains, plus rarement quelques costumes régionaux en voie de disparition.
Le chemin de fer assurait plus de la moitié du transport de marchandises (environ 60 % en 1960), produits et approvisionnements d’une petite et moyenne industrie diversifiée présente sur l’ensemble du territoire et de l’agriculture. Les trains de marchandises parcouraient l’ensemble du réseau  y compris les lignes secondaires, les moindres gares disposant de cours de débords pour le chargement et déchargements de wagons. Ces récits sont aussi une description géographique et économique avec mention de nombreux bassins miniers (charbon, bauxite etc.) encore exploités, fermés au cours des décennies suivantes, et évocation du rôle du chemin de fer dans le développement de certaines régions, ayant permis l’acheminement de fertilisants agricoles et l’expédition des productions vers les villes. 
Les amis randonnent également à vélo ou à pied sur routes, certaines relativement importantes, à une époque où la circulation était moins importante et où les sentiers de randonnées pédestres étaient encore peu développés, même dans les régions touristiques.
Cinq récits se déroulent sur des lignes ensuite disparues, « la voie des durs » (Pau-Canfranc), « la ligne des trois mousquetaires » (Puyoô-Mauléon), « du côté de Maupassant » (Gisors-Dieppe), « Le Langue d’Oc » (Montpellier-Le Vigan), « la ligne au quatre visages » (Montpellier-Toulouse).

## Liste des récits

### Nord et Est
- Une promenade en montagne de  Reims (Épernay-Reims). La Vie du rail du 21 avril 1963. Randonnée ferroviaire d'une journée au départ de la gare de l'Est. Un premier arrêt à Avenay permet une randonnée dans les vignes de la côte des blancs, un deuxième à Germaine est suivi d'une marche de 5 km sur le Mont-Joli, jusqu'à la gare de Rilly lieu du déjeuner dans une auberge du village puis retour à Paris en fin d'après-midi[5].
- Au berceau de l’histoire de France (Laon). La Vie du rail du 25 septembre 1964. Après la visite de la ville haute sur son « promontoire sacré » avec sa cathédrale à quatre tours, le professeur Lorgnon redescend à la gare récupérer sa bicyclette qui le suit partout, toujours : « C'est avec joie que je te retrouve toujours ma petite reine ǃ De plus en plus, on me regarde comme une bête curieuse ǃ Pourtant quelle prodigieuse combinaison que celle-ci Train et vélo ǃ ».  Le professeur visite ensuite villages et églises du Laonnois sur un circuit d'une trentaine de kilomètres en se promettant de revenir pour d'autres randonnées. C'est l'unique récit où le professeur est seul.[6]

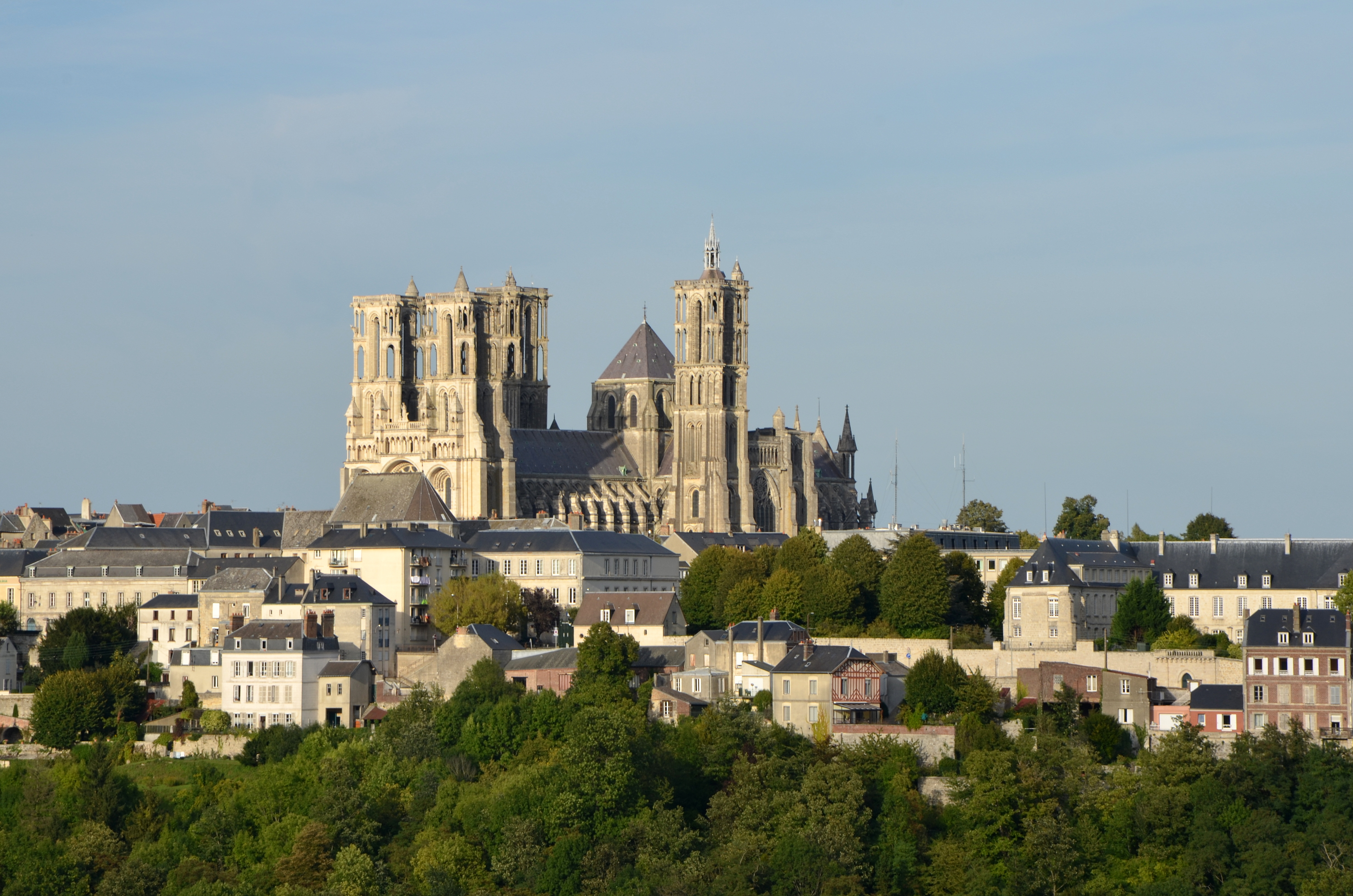
Cathédrale de Laon
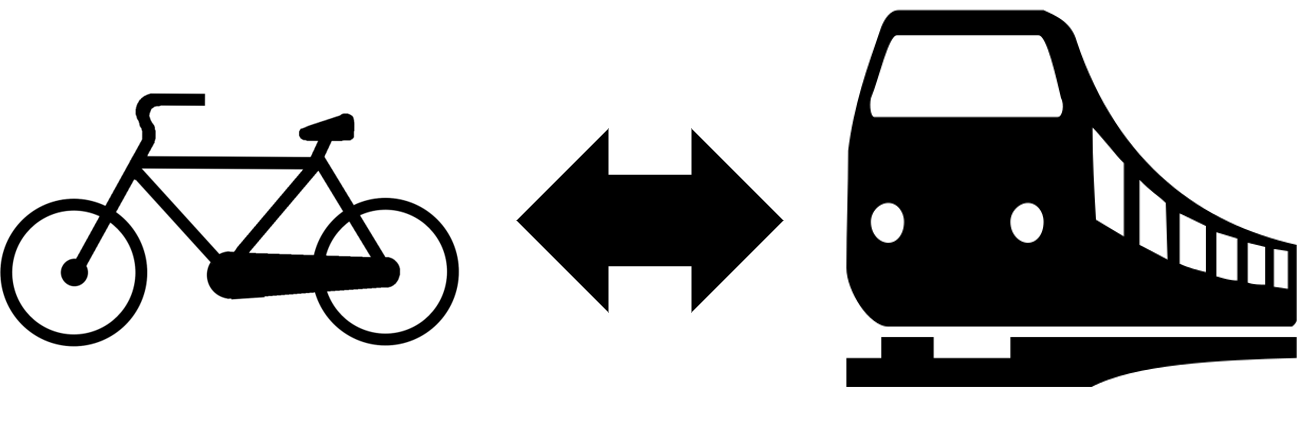
Train + vélo

- Une gageure (Arras-Etaples). La Vie du rail du 8 novembre 1964. La gageure est la découverte d'une très jolie région contrairement aux préjugés de beaucoup de Français méridionaux qui imaginent « qu'il n'y a rien à voir dans le Nord ». Première étape rapide de Paris à Arras où le battement de la correspondance laisse le temps de visiter les deux belles places. ̠La ligne d'Arras à Saint-Pol parcourt le Ternois, région touristique méconnue. Rapide visite de Saint-Pol, ville reconstruite après les destructions de 1944 comme base de départ des V1 mais qui conserve, malgré tout, un certain charme. La suite du voyage dans un train marchandises-voyageurs remorqué par une locomotive à vapeur 230 D déclenche l'enthousiasme des trois participants. Le train s'arrête longuement dans chaque petite gare pour laisser ou prendre des wagons, pour leur plus grand plaisir. Les trois promeneurs visitent la charmante petite ville d'Hesdin et se promènent jusqu'au Vieil-Hesdin, repartent le lendemain matin pour une autre promenade à Montreuil-sur-Mer avec sa forteresse en étoile, ses rues tortueuses bordées de maisons basses, l'église Saint-Saulve. Retour à Paris par Étaples et Amiens pour une arrivée gare du Nord à 22 heures[7].

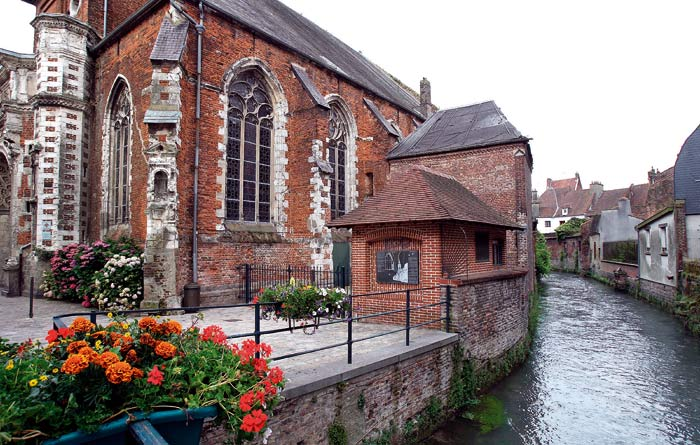
Église Notre Dame à Hesdin
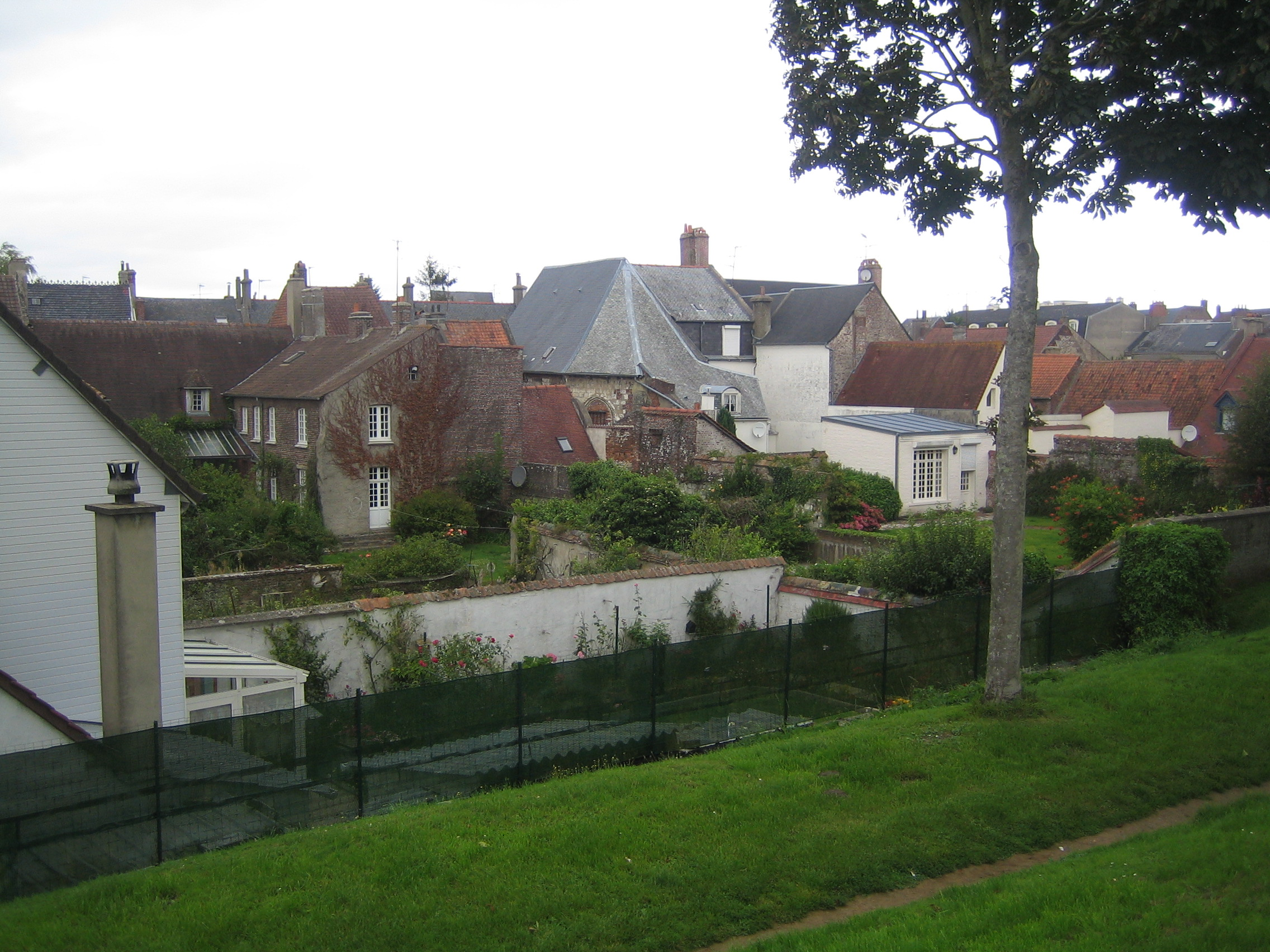
Montreuil-sur-Mer
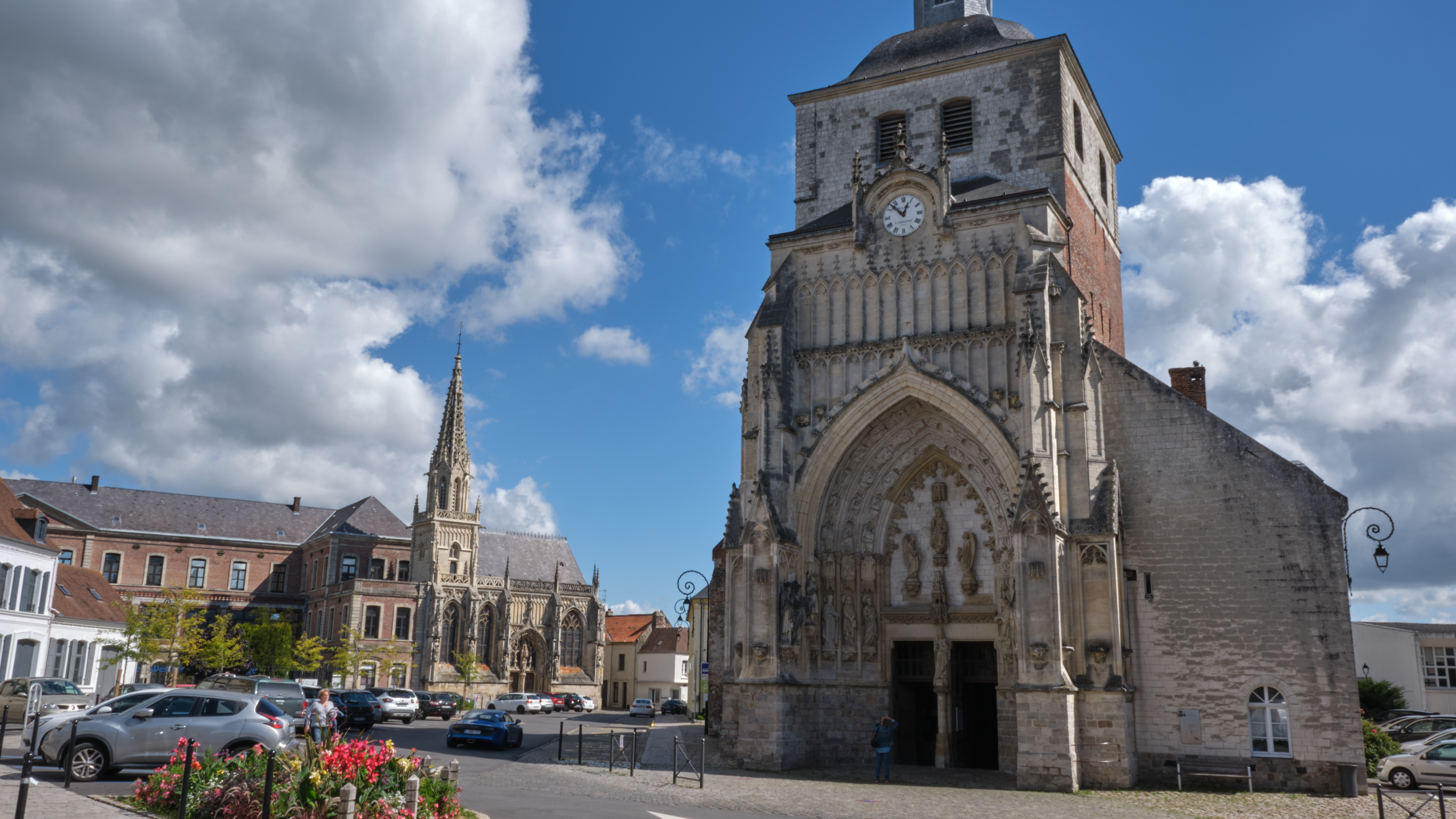
Abbatiale Saint-Saulve de Montreuil

### Bretagne
- Au pays du mystère ! (Le Mans-Brest). La Vie du rail du 27 août 1961. Après Le Mans, l'express se dirige vers un très vieux pays, la « mystérieuse Armorique ». Nos amis font étape à Saint-Brieuc pour une promenade dans la ville puis reprennent un train pour Brest où le professeur Lorgnon rencontre un amour d'adolescent, Mademoiselle Anne Guianvarc'h, qu'il n'avait pas revue depuis. Après un échange en breton, Mlle Guianvarc'h promet de revoir son ancien amoureux qui lui propose de se joindre aux futurs voyages : « J'espère que vous vous joindrez à nous pour venir rendre au train et aux campagnes françaises le culte qu'ils méritent ? ». Le train passe sur l'impressionnant viaduc de Morlaix haut de 64 m.[8]

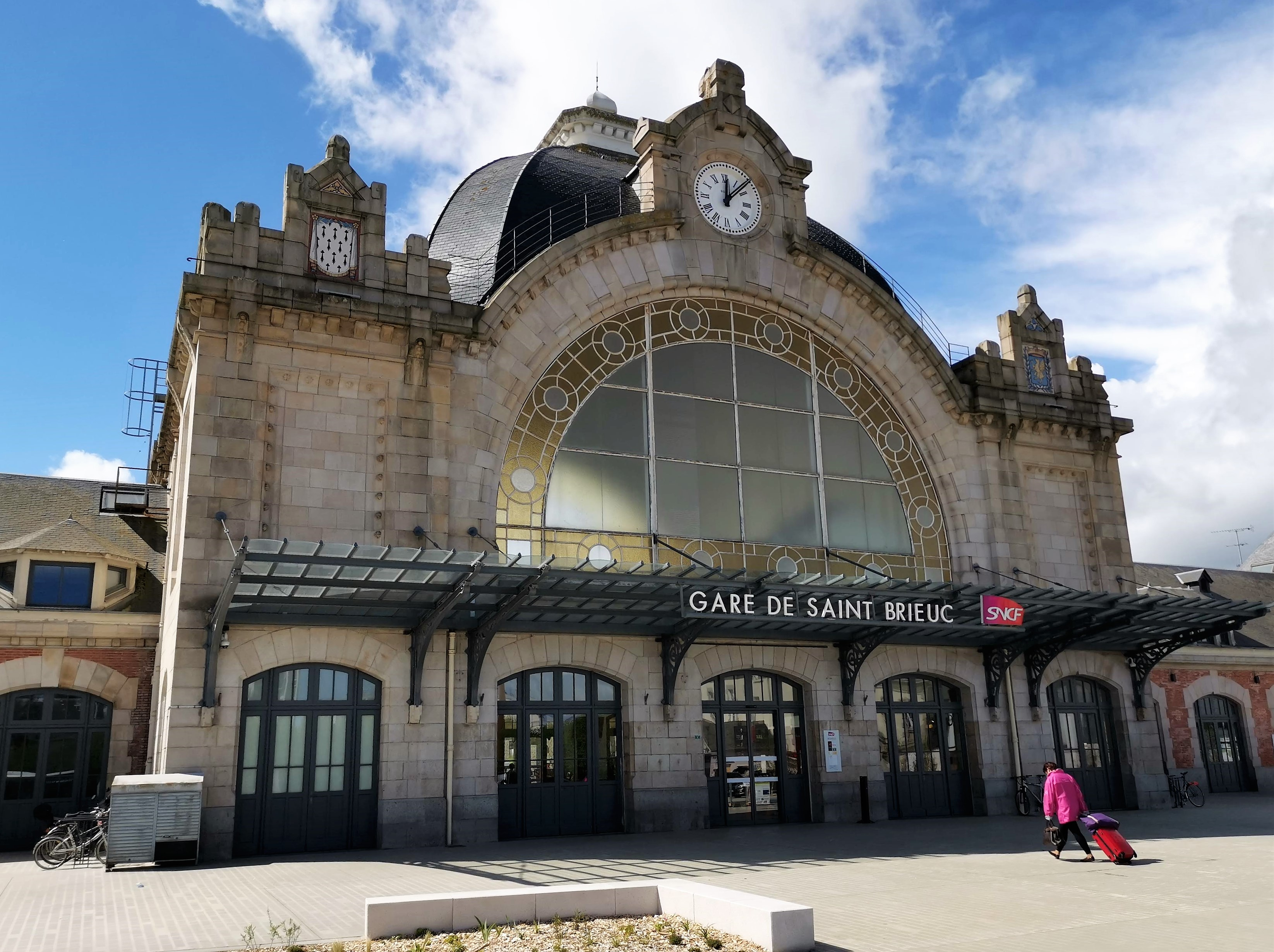
Gare de Saint-Brieuc
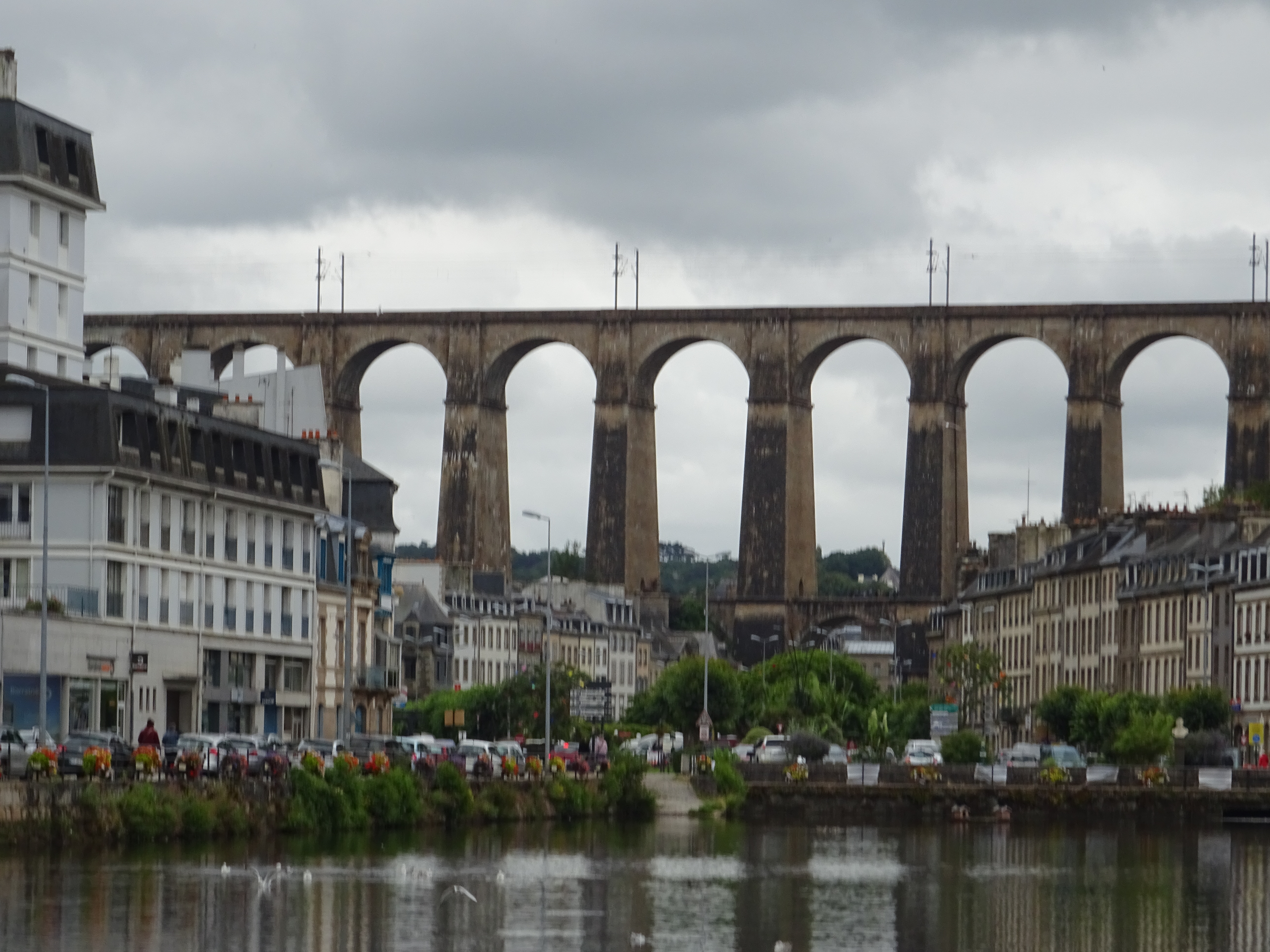
Viaduc de Morlaix

- De Rennes à Douarnemez. La Vie du rail du 30 juin 1963. Le voyage débute dans la vallée encaissée de la Vilaine par la ligne Rennes-Redon et se poursuit par la ligne Redon-Quimper. « Pour devenir amoureux de Mamm Goz Arvor, il n'y a qu'à se laisser faire » dit le professeur Lorgnon. Mlle Guianvarc'h qui était du voyage précise que  ces trois mots « Mamm Goz Arvor » signifient « Grand Maman Bretagne ». Les quatre voyageurs descendent à la gare de Langon-Fougeray, (Langon très ancien gué sur la Vilaine), pour une promenade à la découverte des alignements mégalithiques de Saint-Just et de la lande de Quilly. La dernière partie du voyage après Quimper (« qui mérite à elle-seule une visite spéciale que nous ferons quelque jour » dit Lorgnon), se déroule sur la ligne Quimper-Douarnemez[9].

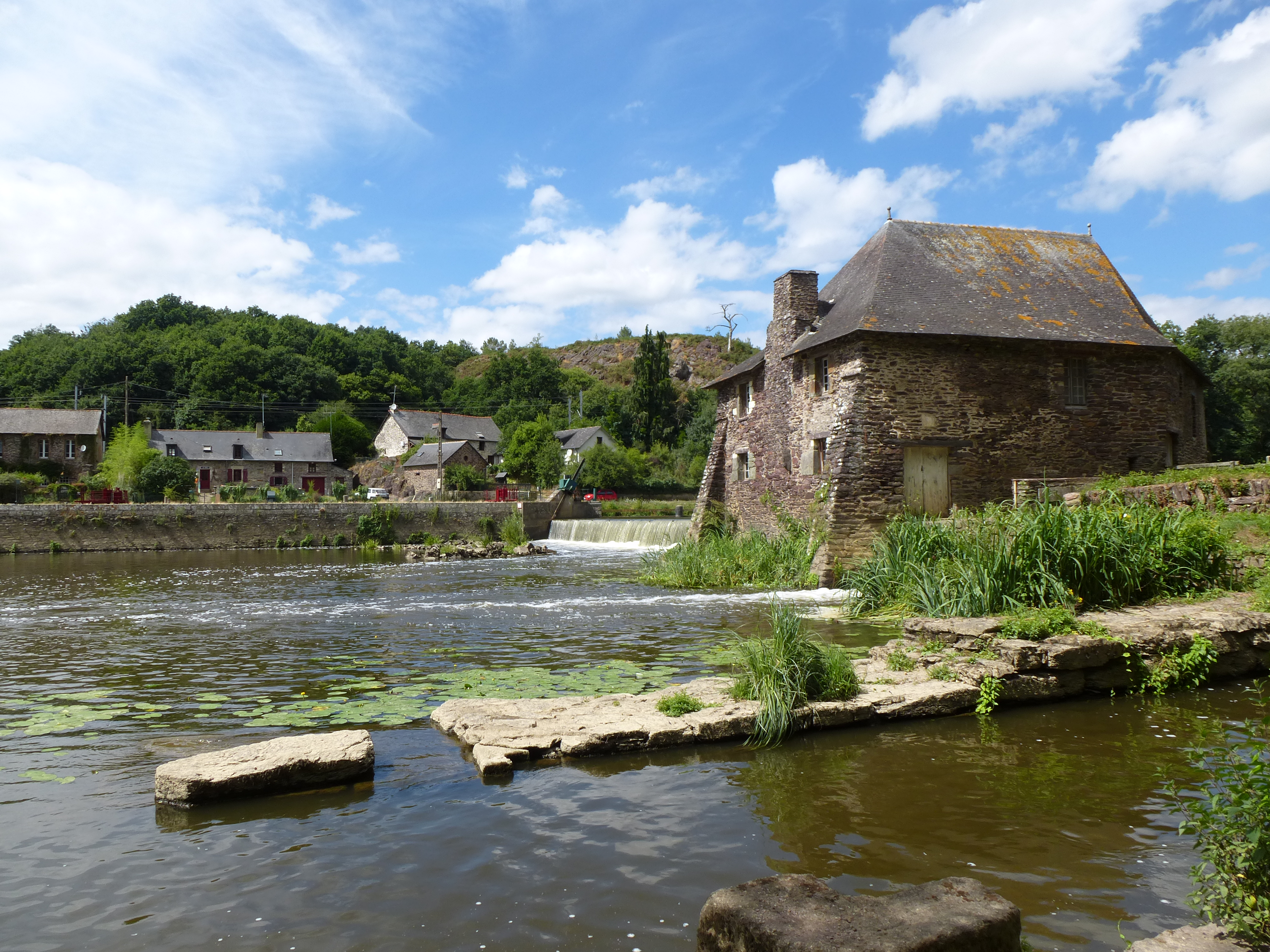
Moulin du Boël sur la Vilaine
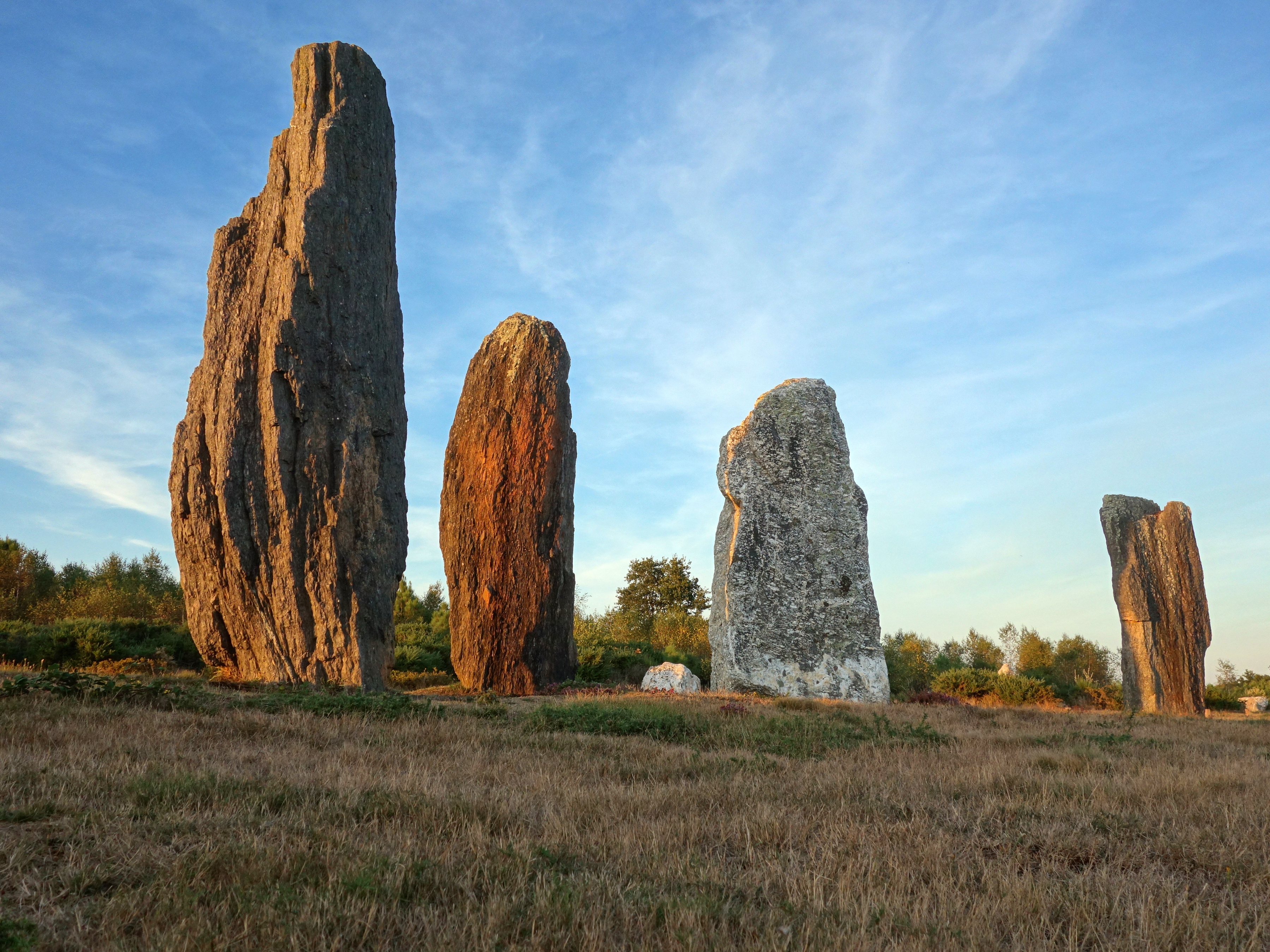
Menhirs à Saint-Just
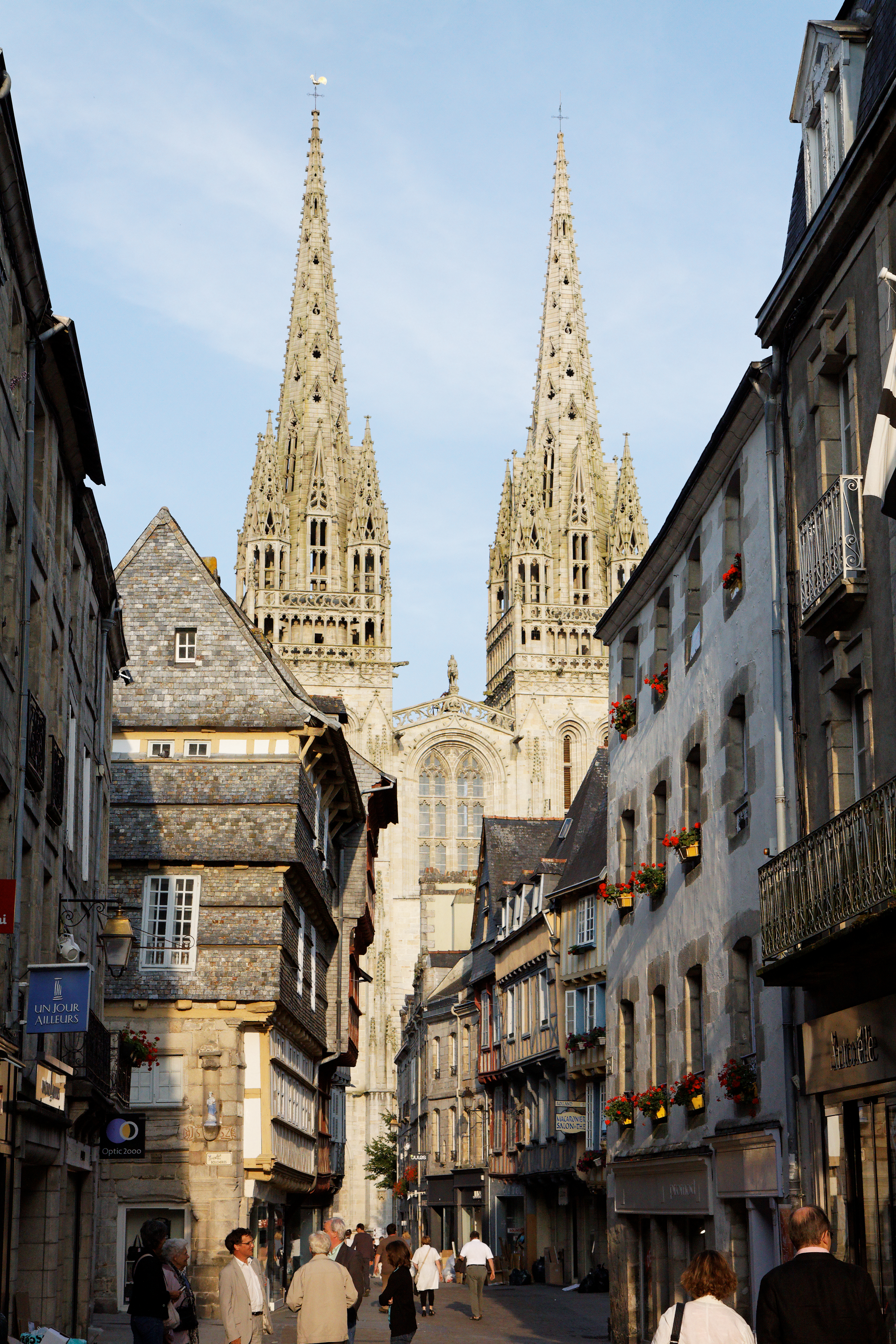
Cathédrale de Quimper

- Dans le cercle magique (Auray-Saint-Brieuc). La Vie du rail du 28 mai 1972. La première moitié du voyage se déroule dans un autobus SNCF, la ligne Auray-Pontivy étant fermée au trafic voyageurs depuis 1949 (mais encore parcourue par des trains de marchandises et périodiquement par des trains touristiques). Lorgnon regrette l'ancien parcours ferroviaire qui suivait au plus près les vallées du Blavet et de l'Ével mais reconnaît le charme de l'itinéraire routier. Le professeur Lorgnon décrit le « Cercle magique » comme vestige de l'ancienne forêt de Brocéliande, au cœur de l'Argoat, « bassin fermé où vivent des populations anciennes issues des vieilles tribus gauloises et, peut-être, ces dieux inconnus qui dressèrent les mégalithes». Après un repas à Pontivy, les trois compagnons font un circuit à bicyclette de 60 km en deux jours par Stival avec visite à l'église Saint-Mériadec dont la cloche guérissait les sourds et assourdissait les entendants, Cléguérec, Sainte-Brigitte, le lac de Guerlédan puis prennent un autorail pour Saint-Brieuc d'où ils reviennent en train à Paris dans la soirée[10].

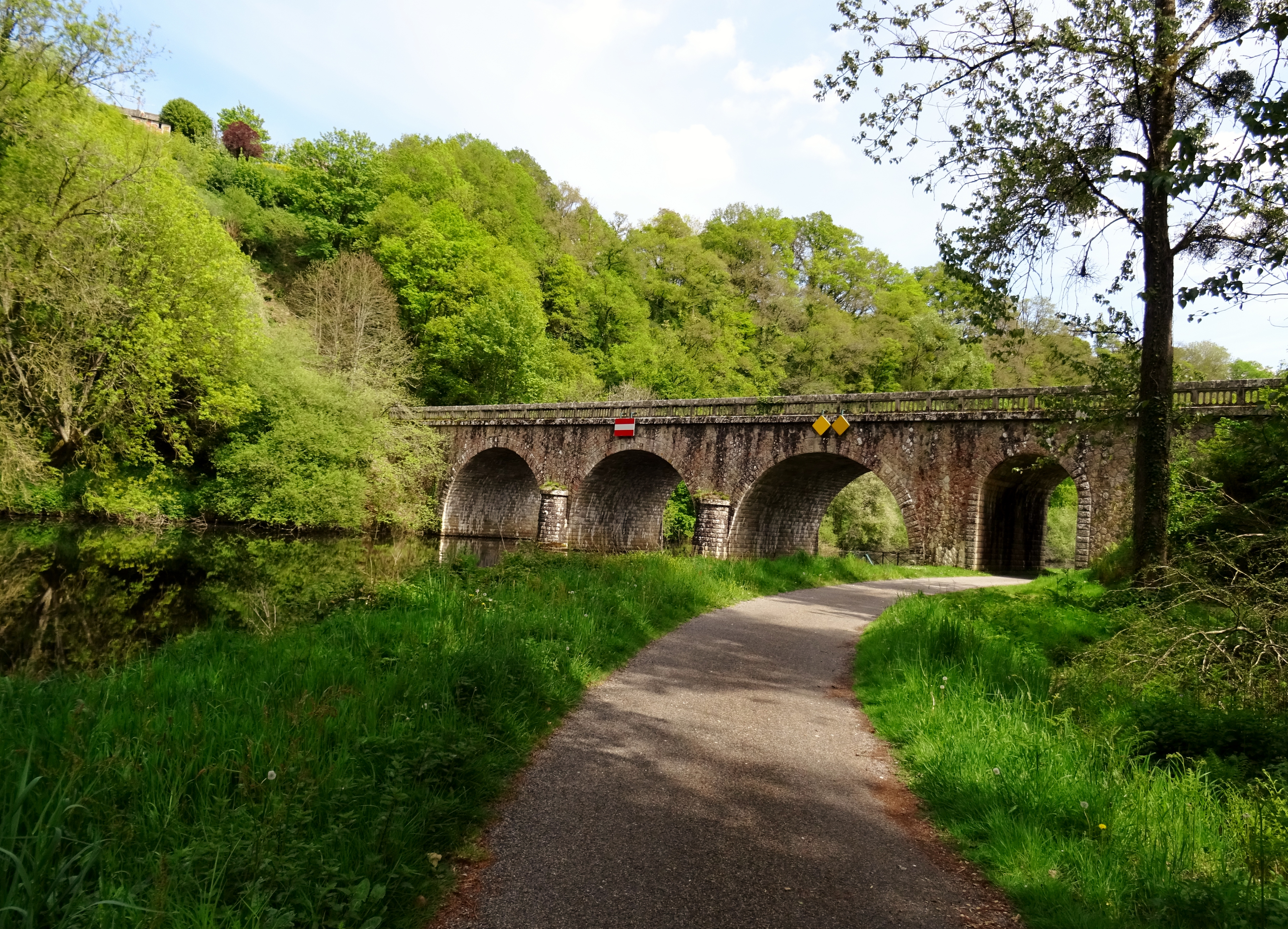
Pont sur le Blavet de la ligne Auray-Pontivy
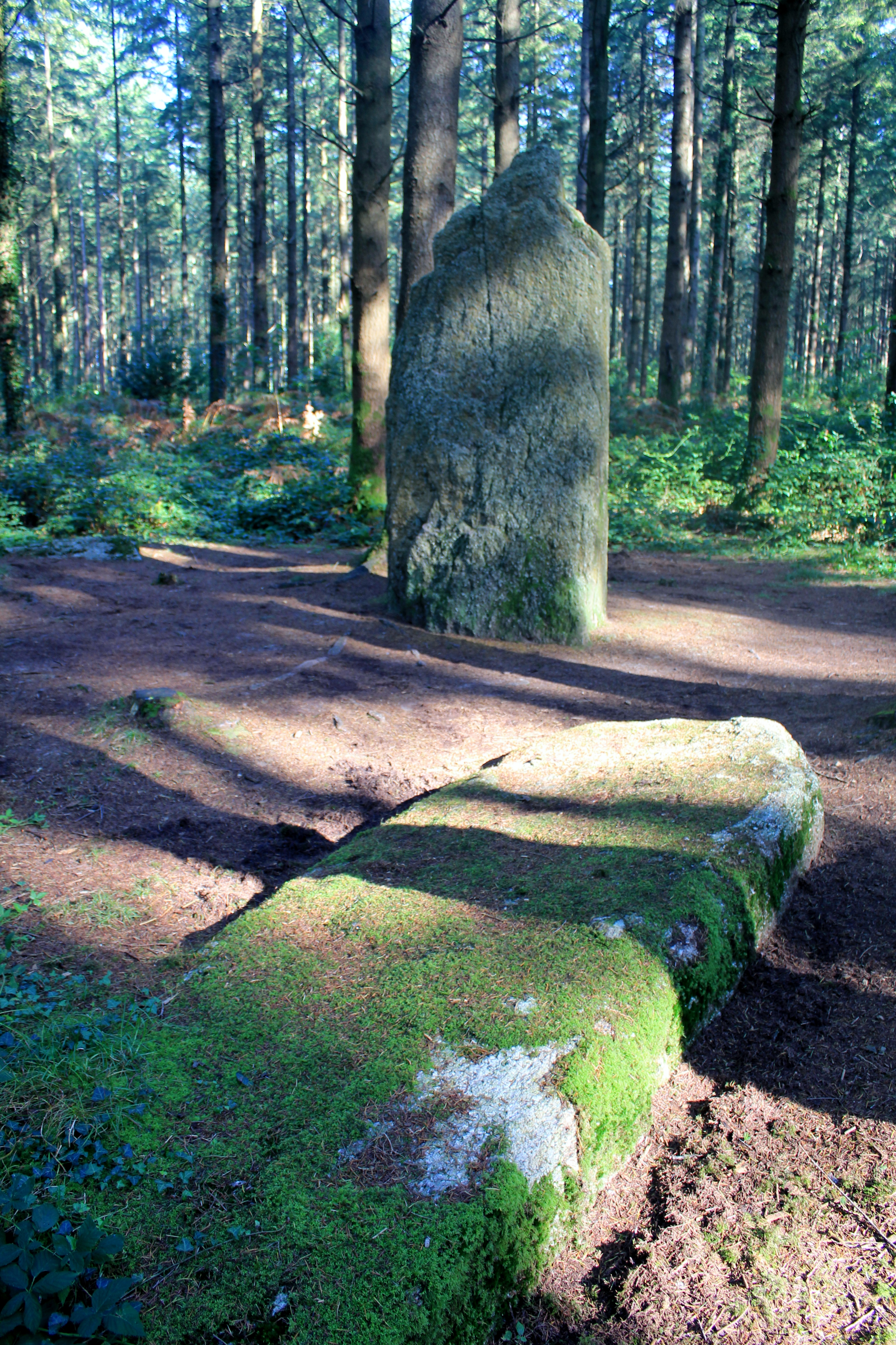
Menhir de l'Étoile dans le « cercle magique »
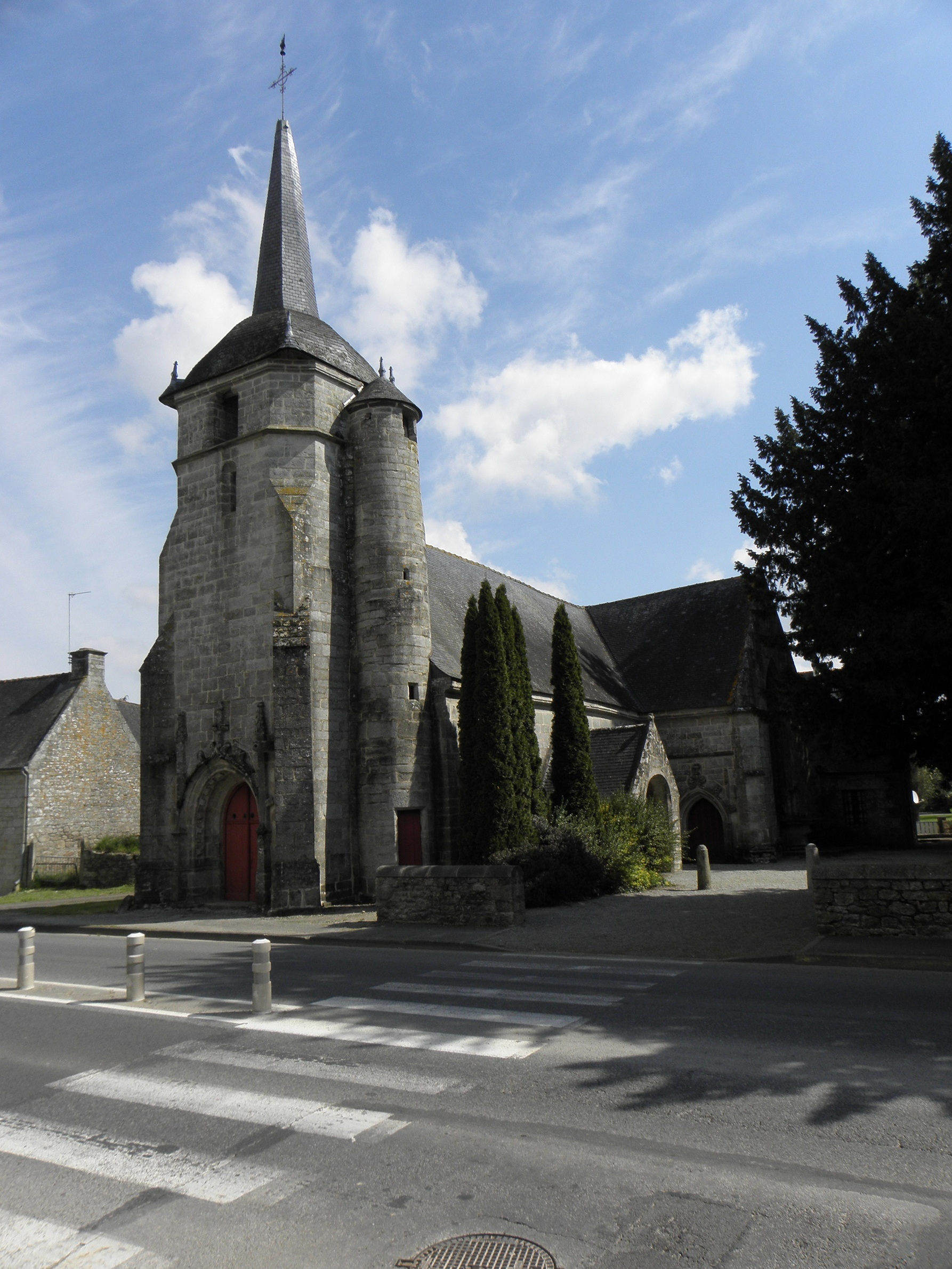
Église Saint-Mériadec. Sa cloche guérit les sourds

### Vexin et Normandie

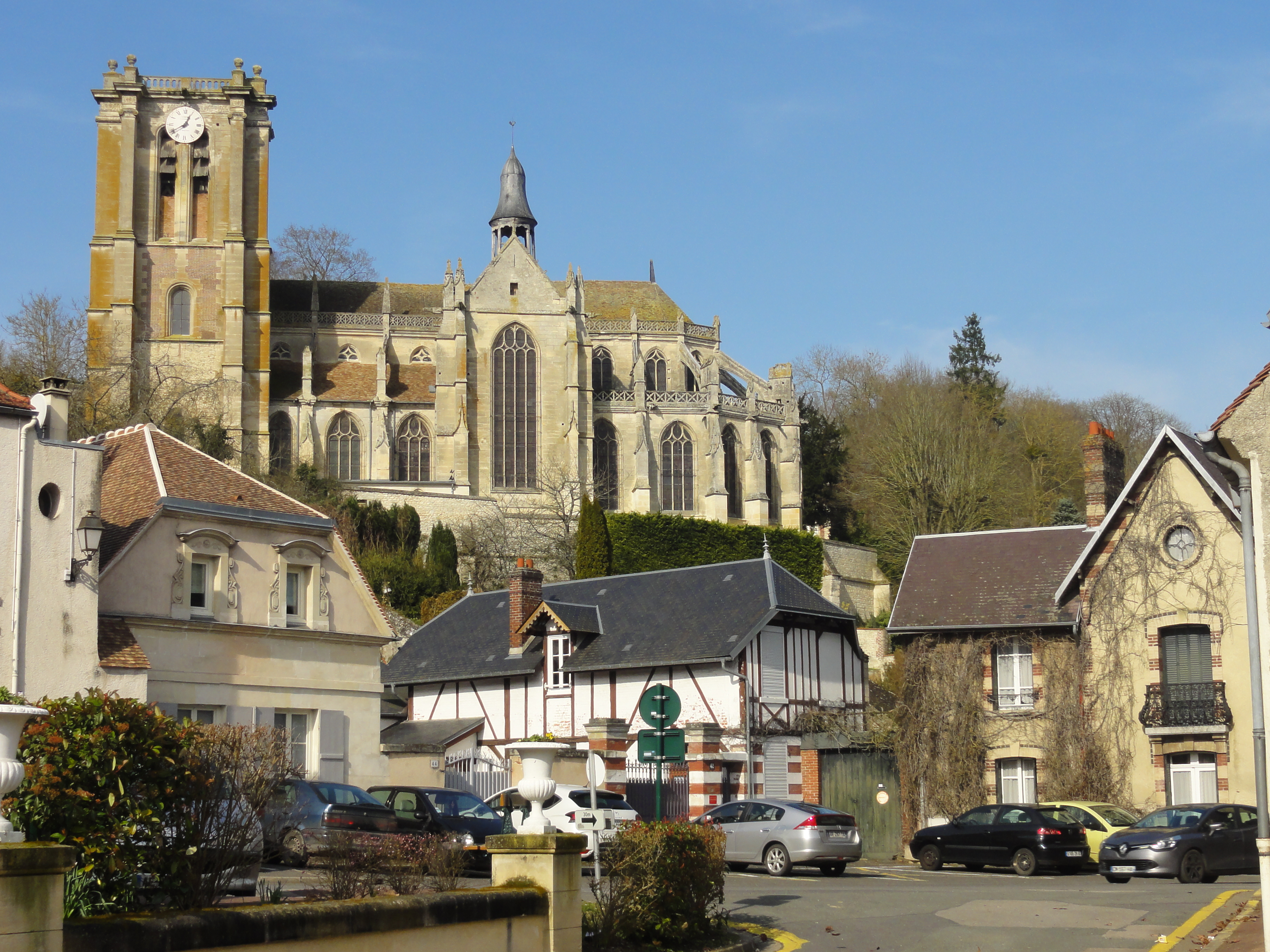
Église Saint-Jean-Baptiste de Chaumont

- En Vexin français (Pontoise-Gisors). La Vie du rail du 13 octobre 1963. Court voyage au départ de la gare Saint-Lazare en compagnie de Mademoiselle Guianvarc'h sur la  section Pontoise-Gisors de la « vieille ligne de Dieppe », itinéraire direct par Gournay-en-Bray, Forges-les-Eaux, Serqueux et Neufchâtel, artère à double voies parcourue à cette date par de nombreux autorails, par des trains au départ de Dieppe-Maritime, des trains « bon dimanche » et « un jour à la mer », des trains spéciaux transportant les Anglais en transit vers l'Espagne (Dieppe-Cerbère), jadis des trains de plaisirs. La description du paysage commence à Pontoise, celui de périphérie parisienne étant jugé sans intérêt. La ville sur les bords de l'Oise qui sépare le Parisis du Vexin, dominée par la cathédrale Saint-Maclou, pâtit de sa proximité de la capitale. En passant à Chars, le professeur signale l'embranchement, à cette époque fermé au service voyageurs depuis 1949 mais encore parcouru par des trains de marchandises, vers Magny, étape sur la route Paris-Rouen, ancienne ville de roulage où les voyageurs passaient la nuit, dont il recommande la visite. Un arrêt à Chaumont-en-Vexin est l'occasion d'une balade dans ce bourg, visite de l'église et panorama sur le belvédère[11].
- Du côté de chez Maupassant (Gisors-Dieppe). La Vie du rail du 10 septembre 1967. Encore un court voyage, suite du précédent sur une ligne dont la section de Serqueux à Dieppe est actuellement une voie verte l'Avenue verte, celle de Gisors à Serqueux ayant cependant été réhabilitée pour les trains de fret en provenance du Havre avec rétablissement d'une desserte TER limitée. Retour de Dieppe par le train-paquebot « qui accepte les voyageurs continentaux dans la limite des places disponibles » et qui passe par Rouen pour bénéficier de ligne électrifiée, présage du déclin de la ligne directe par Serqueux, pour une arrivée à Paris à 17 heures.[12]
- Promenade d’équinoxe (Caen-Cherbourg-Coutances). (récit inédit). Voyage avec Mlle Guianvac'h de Caen à Bayeux. Visite de Bayeux et poursuite du voyage en train jusqu'à Cherbourg. Parcours à bicyclette le long de la côte occidentale du Cotentin par la pointe de La Hague. Visite du site archéologique de Hague-Dick de l'âge du bronze. Nuit à Beaumont-Hague. L'équipe prend, à Carteret le dernier convoi (service saisonnier à cette époque, de la ligne de Carteret à Carentan), fermée depuis et transformée en voie verte transcotentine et descendent à Lithaire pour l'ascension du Mont Castre de 122 m de hauteur d'où l'on a une vue panoramique sur le Cotentin. Redescente à Lessay où le professeur Lorgnon admire la restauration de l'abbaye qu'il avait trouvé ruinée en 1945 par les combats de la guerre, faisant l'inventaire des monuments historiques détruits. Retour à partir de la gare de Lessay par la Ligne de Coutances à Sottevast également transformée depuis en voie verte[13].

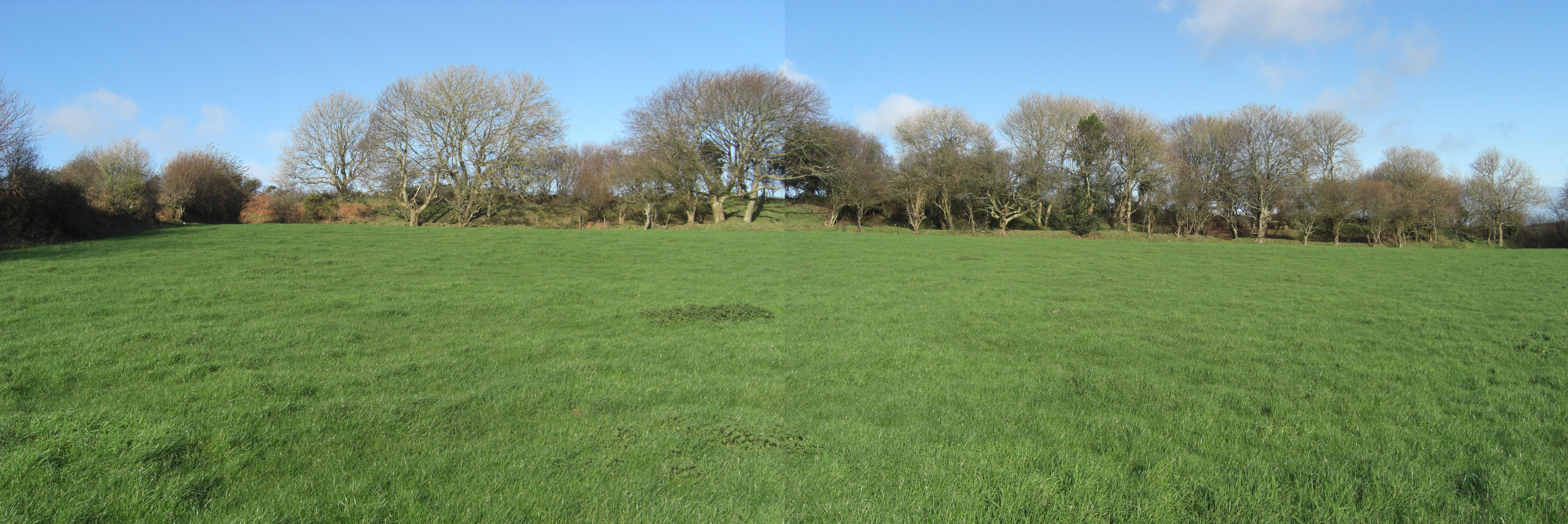
Site archéologique du Hague Dike
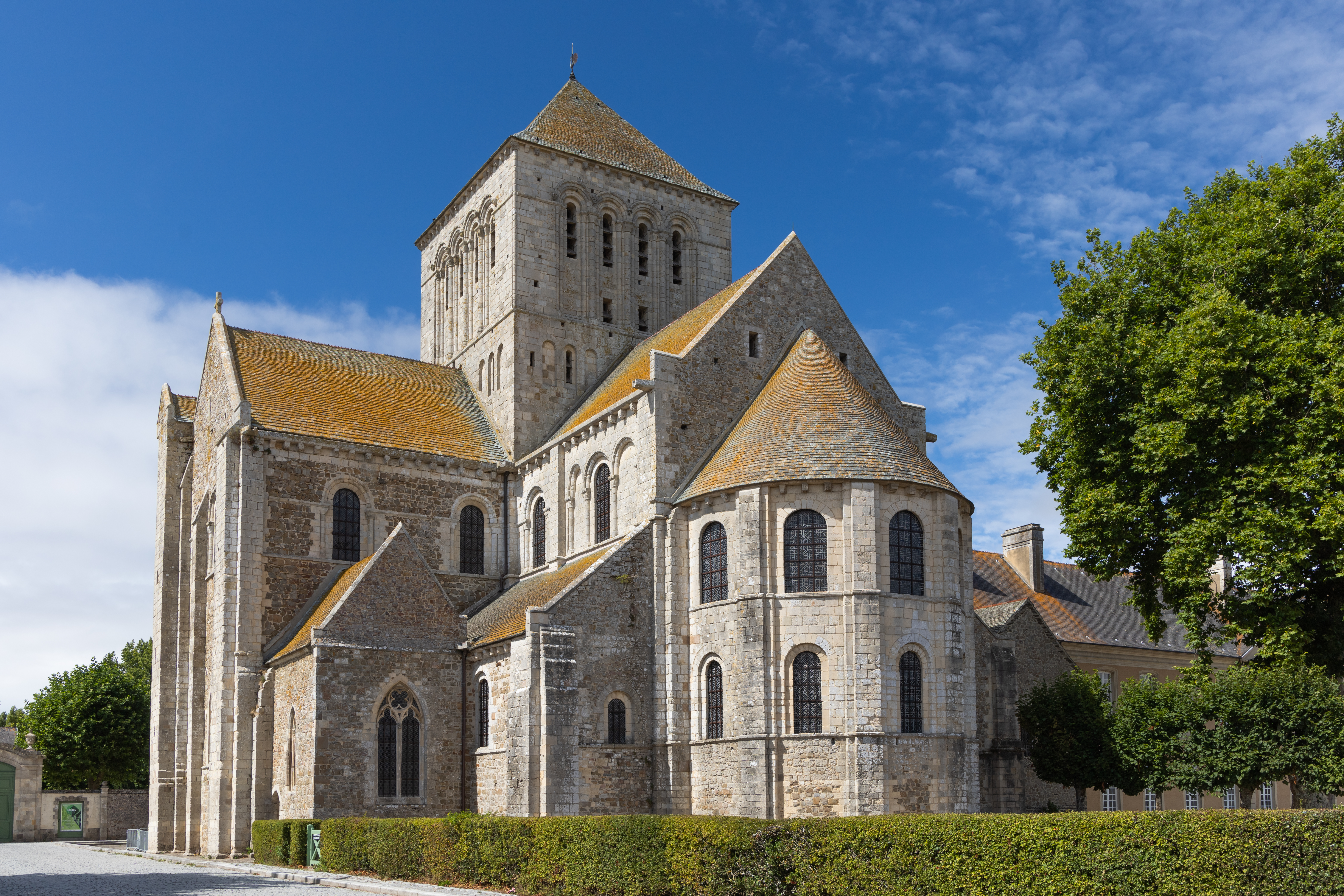
Abbaye de Lessay
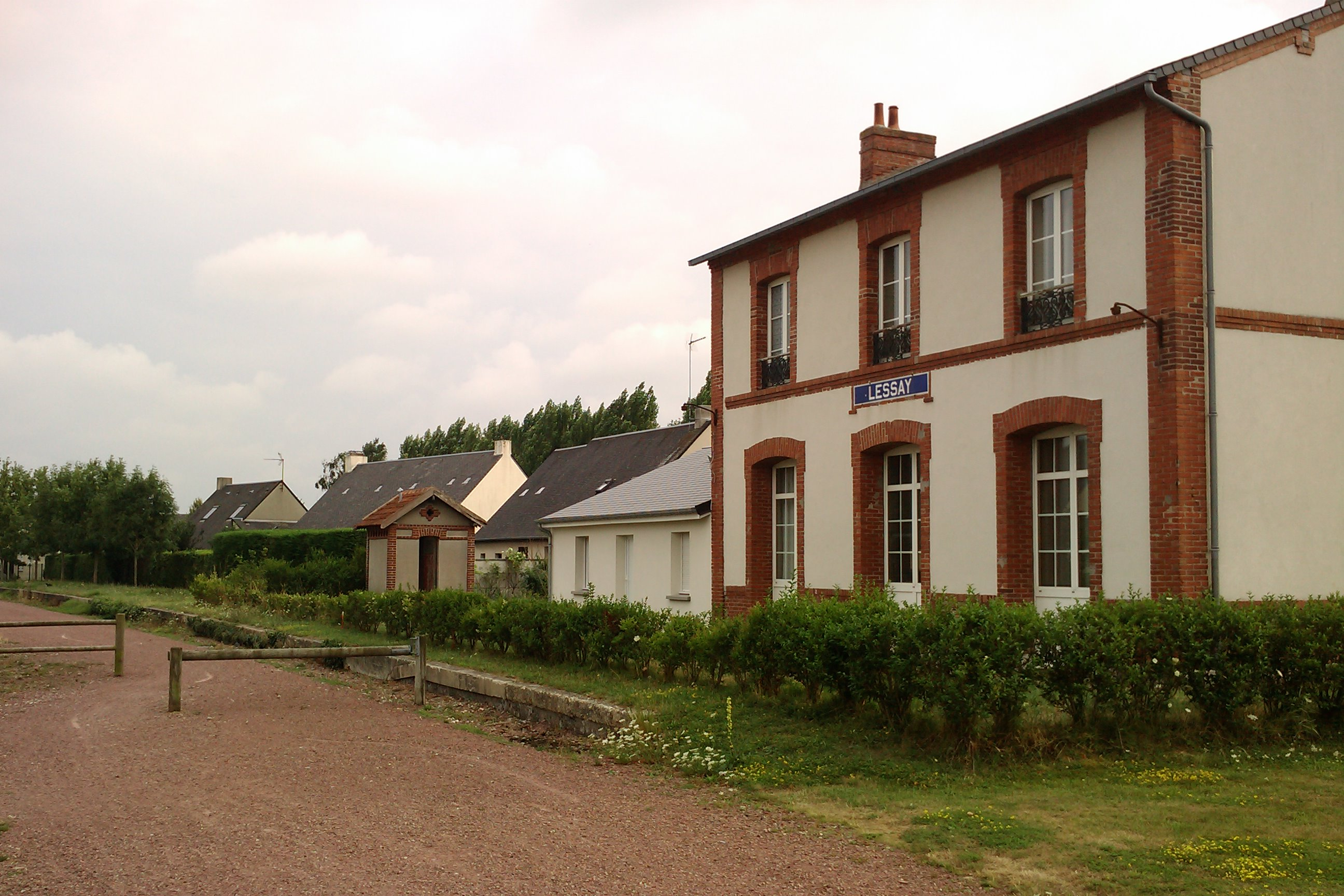
Gare de Lessay

### Poitou-Limousin

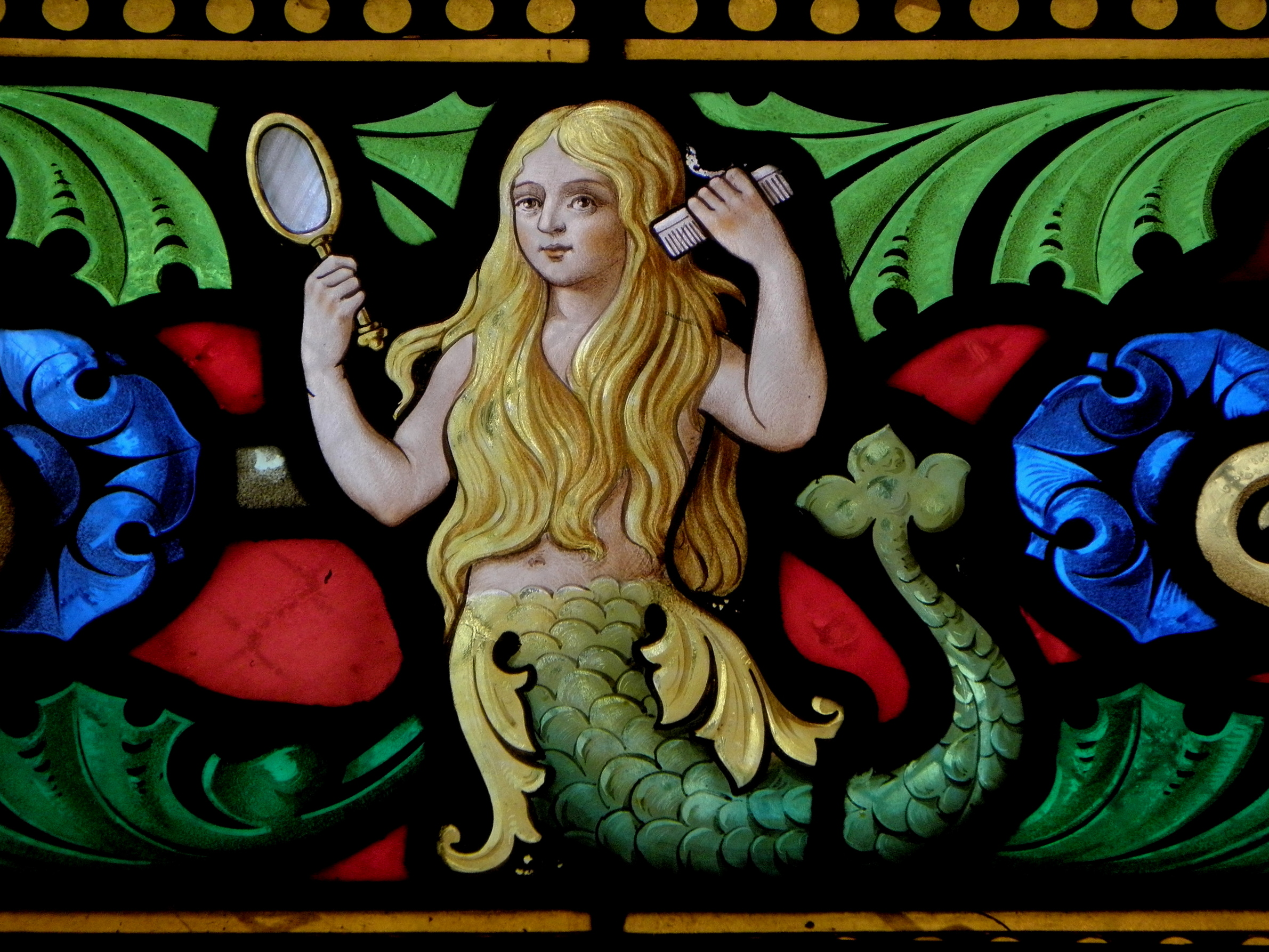
La fée Mélusine sur un vitrail de l’église St-Sulpice de Fougères

- De Mélusine aux quatre sergents (Poitiers-La Rochelle). La Vie du rail du 5 mars 1961. Sur le conseil du professeur Lorgnon, le trio prend, à Poitiers, l'omnibus plutôt que le rapide « Aunis ». L'autorail traverse le pays de Mélusine, ancienne forêt où Lusine chassée par sa mère vint se réfugier. Condamnée chaque samedi soir à devenir monstre, mi-femme, mi-poisson, elle fut épousée par Raymondin, neveu du comte de Poitiers. Le mari devait ignorer cette situation sous peine d'être maudit. Finalement des ailes bleu et argent lui poussèrent et elle s'envola, devenue fée. Les amis passent la nuit à Saint-Maixent puis se promènent le long de la Sèvre jusqu'à la gare suivante de Sainte-Néomaye, reprennent le train jusqu'à Breloux et flânent pour visiter d'anciens cimetières catholiques et protestants. Les pèlerins du rail reprennent le train pour La Rochelle qui passe à Niort à Surgères où les clients de la SNCF sont de grandes sociétés laitières et un marchand de bestiaux. Restauration d'une mouclade et d'une « chaudrée rochelaise » dans un café du port La Rochelle et retour par l'« Aunis » puis rapide du soir à Poitiers pour Paris.[14]

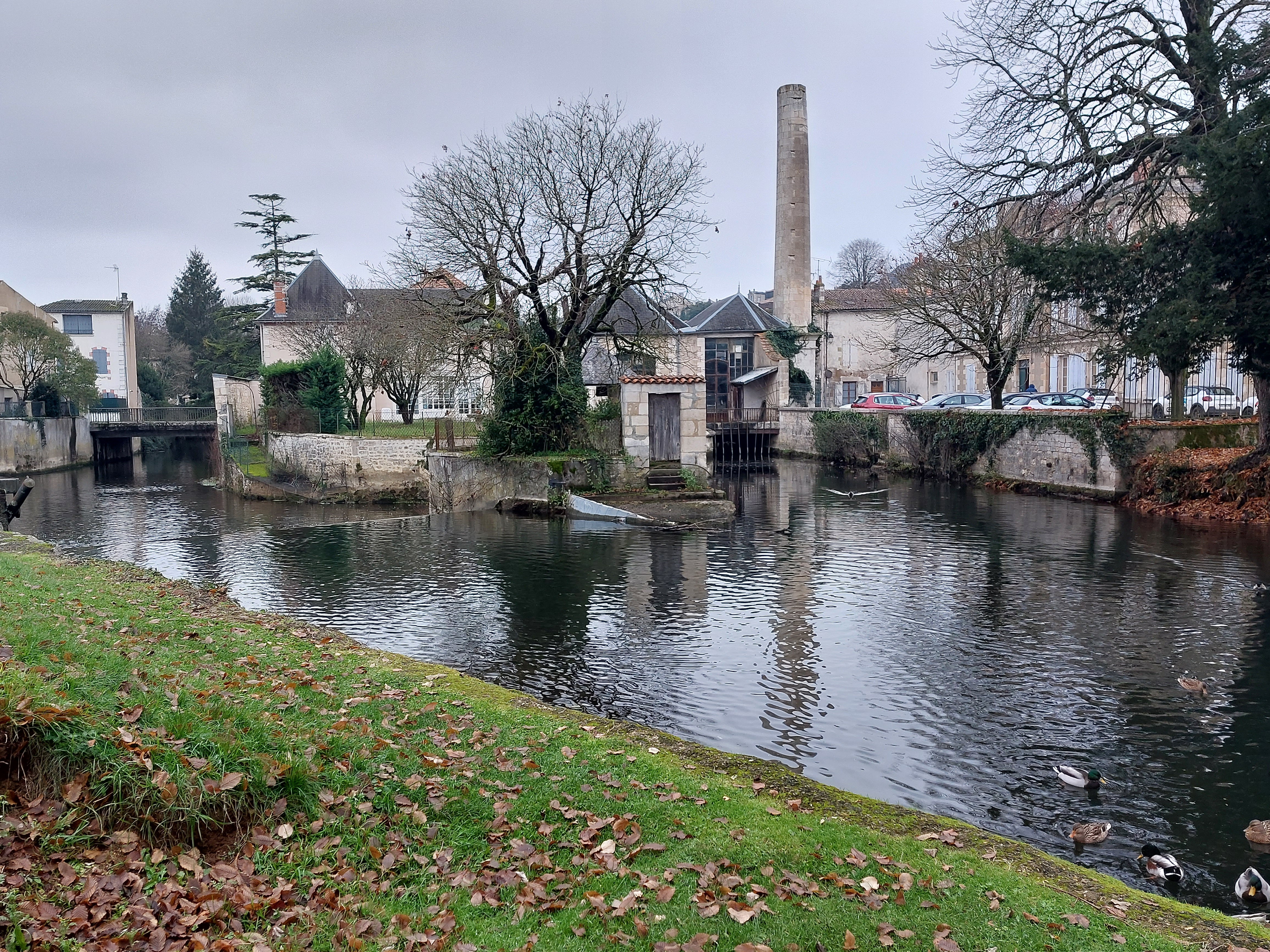
La Sèvre à Saint-Maixent
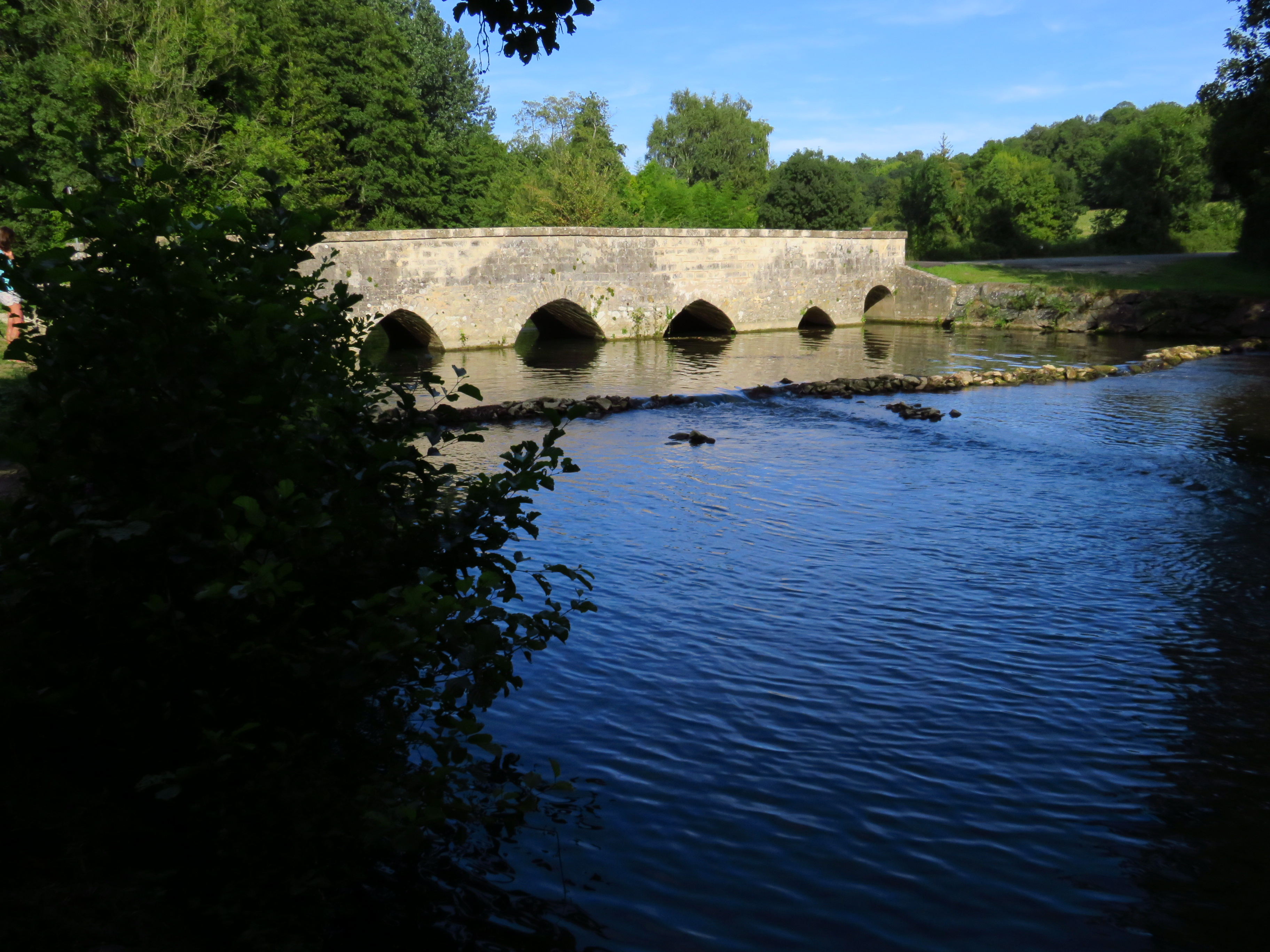
Pont neuf sur la Sèvre à Ste-Néomaye

- Voyage en nuances (Poitiers-Limoges). La Vie du rail du 16 février 1964. Voyage dans un pays intermédiaire entre le Poitou au sol calcaire et le Limousin, pays cristallin, par la Basse Marche. La ligne quitte Poitiers en suivant la vallée du Clain et bifurque à Mignaloux-Nouaillé avec la ligne (actuellement abandonnée) d'Argenton-sur-Creuse par Chauvigny dont le professeur recommande la visite. Une halte à Montmorillon permet de visiter la chapelle octogone. La ligne passe ensuite au Dorat où le professeur signale l'intérêt de l'église Saint-Pierre, à Bellac patrie de Jean Giraudoux, près des Monts de Blond où le professeur suggère une balade à partir des gares de Blond ou de Vaulry (actuellement non desservies). C'est là un des plus courts voyage de cet ensemble, avec départ de Poitiers à 9 h 42 et arrivée à Limoges pour le repas de midi.[15].

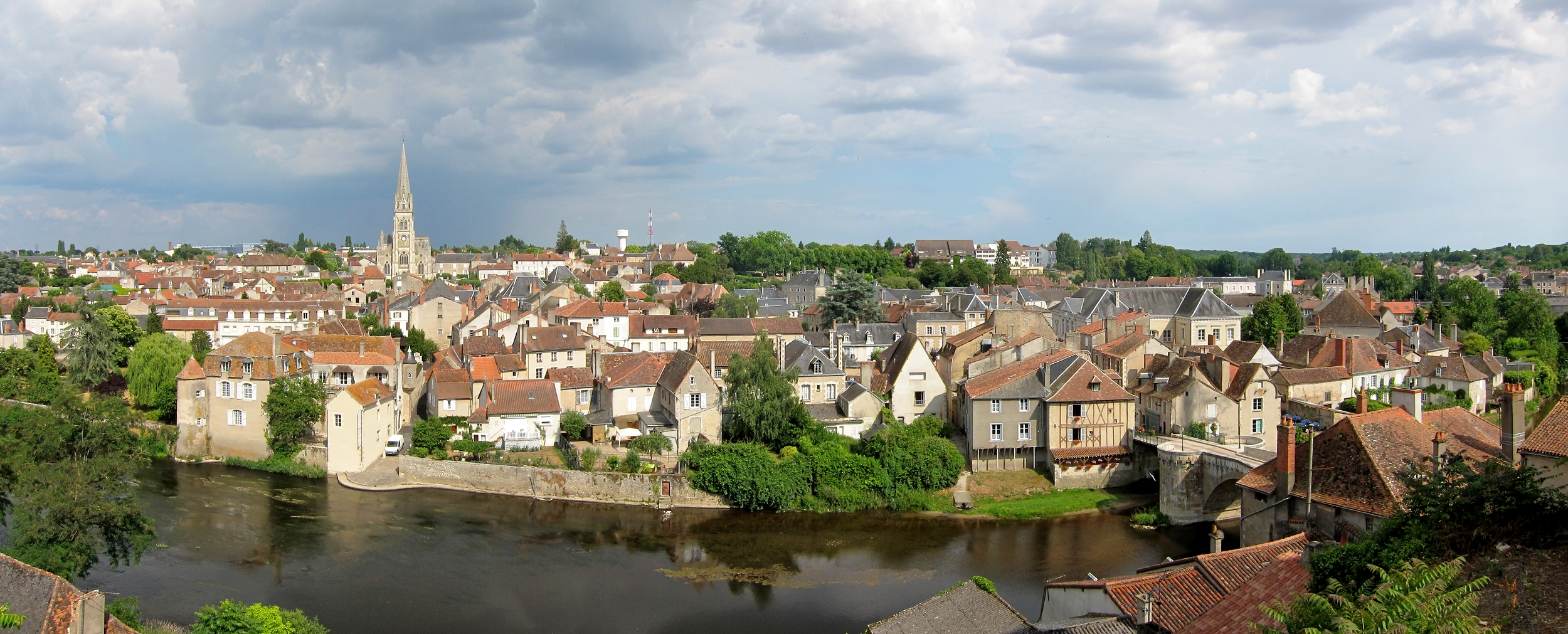
Montmorillon
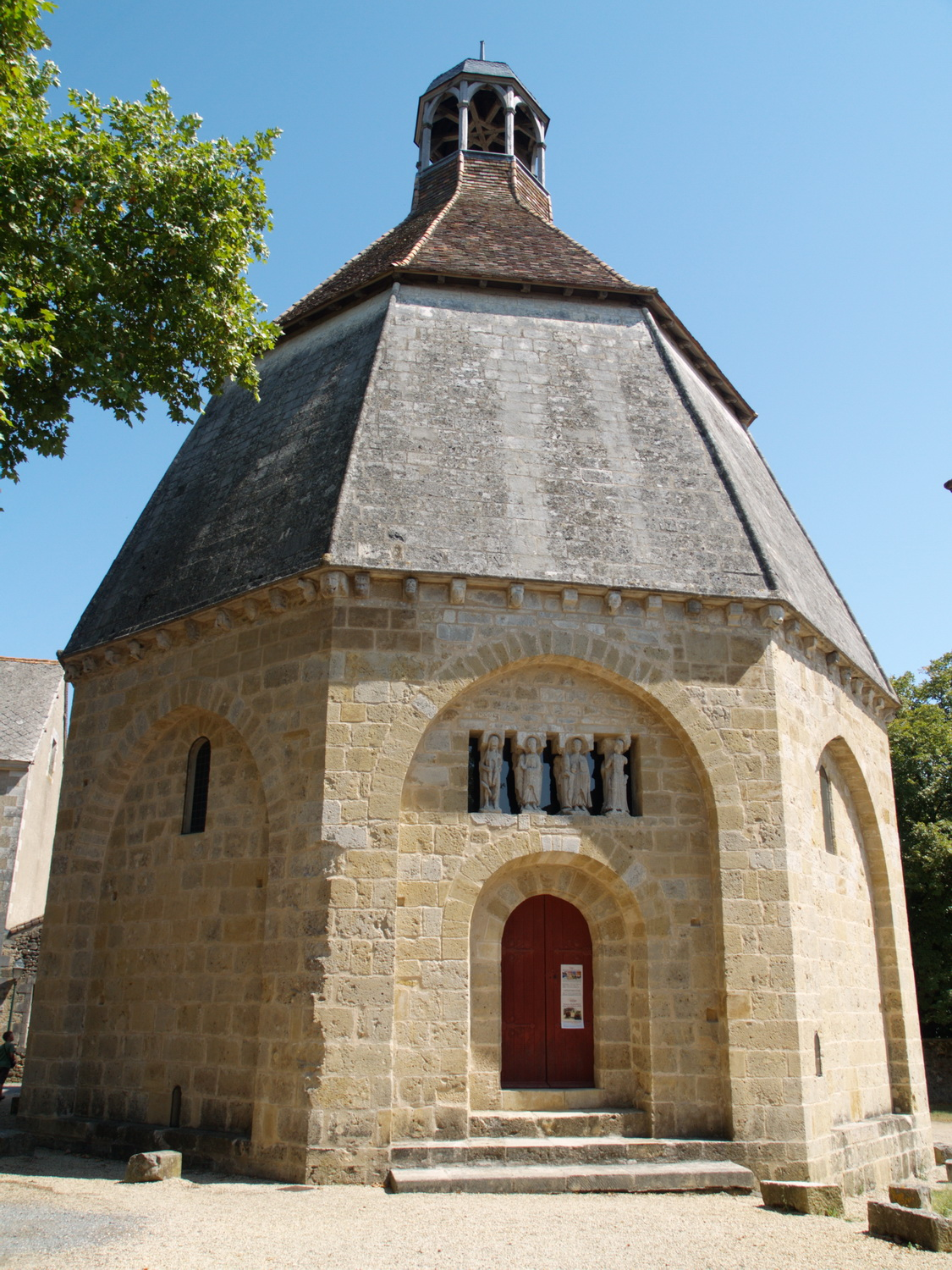
L’octogone de Montmorillon
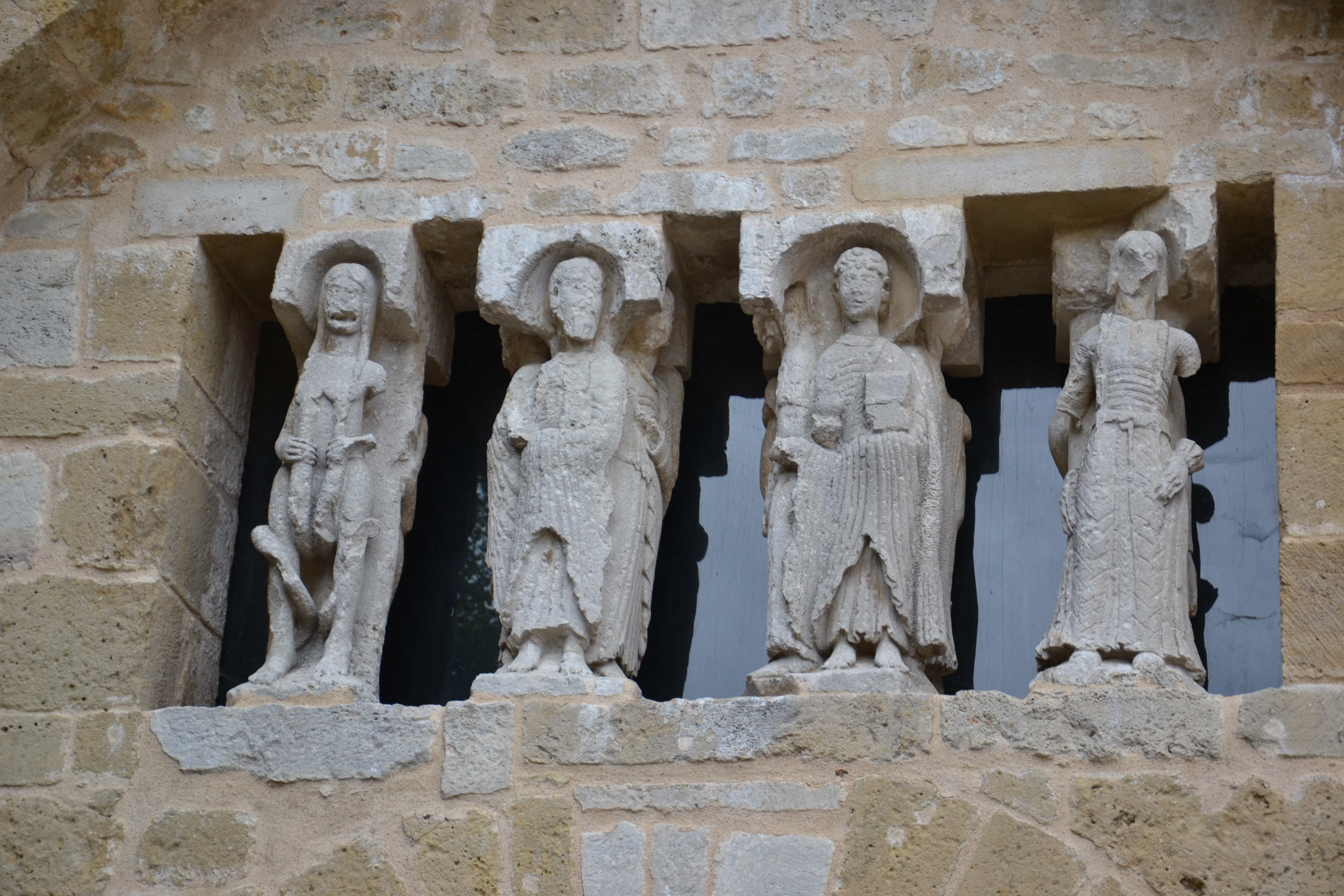
Groupe sculpté sur le portail de l’Octogone

### Massif central
- Le train dans un volcan (Aurillac-Arvant). La Vie du rail du 15 et 22 janvier 1961.  Ce récit est une gageure du professeur Lorgnon : « Pouvez-vous en un dimanche  au départ de Paris avec vos « voitures » parcourir deux des plus belles vallées de la haute Auvergne, passer à la cote 1200, visiter une station de montagne, traverser un volcan et rentrer le soir vous coucher dans votre lit… ». Après un trajet en train-couchettes de Paris-Austerlitz à Aurillac, un solide petit-déjeuner au buffet de la gare d’Aurillac, les trois amis prennent l’autorail omnibus à destination de Neussargues, ce qui permet une description de la région (vallées de la Cère et de l’Alagnon, massif montagneux du Plomb du Cantal au Puy Mary) dans ses aspects ferroviaires (comme toujours dans ces récits), géomorphologiques, architecturaux, historiques, touristiques. La ligne du type de voie de paroi  sur la rive sud de la vallée avec des tranchées écrêtées du côté de la rivière et une largeur de gabarit augmentée pour permettre le passage des chasse-neiges aboutit au tunnel du Lioran, « l’antre  de Vulcain ». Ce souterrain à 1 152 m d'altitude, le plus haut de France à sa construction, passe sous le Puy de Massebœuf entre le Plomb du Cantal et le Puy Griou qui est le cœur de l'ancien cratère. Une étape à Neussargues leur laisse le temps  d’un repas gastronomique au buffet de la gare et d’une promenade. Retour par autorails vers Arvant puis Clermont-Ferrand et train « Le Bourbonnais » arrivant à Paris-Austerlitz à 23 h 30.[16]

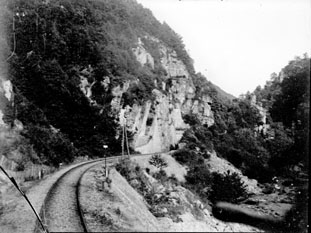
Voie ferrée dans les gorges de La Cère
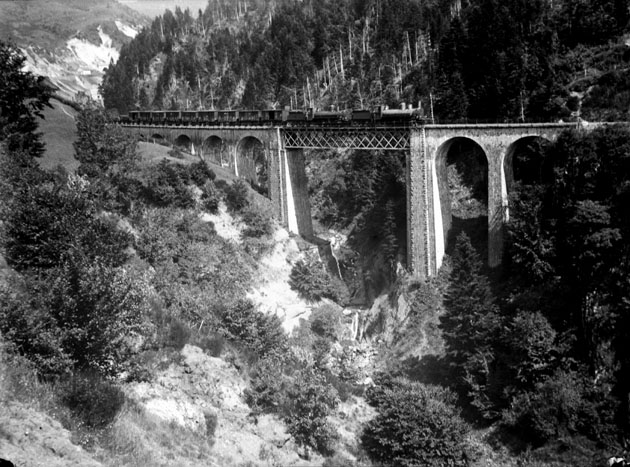
Viaduc de Nagin dans la montée du Lioran
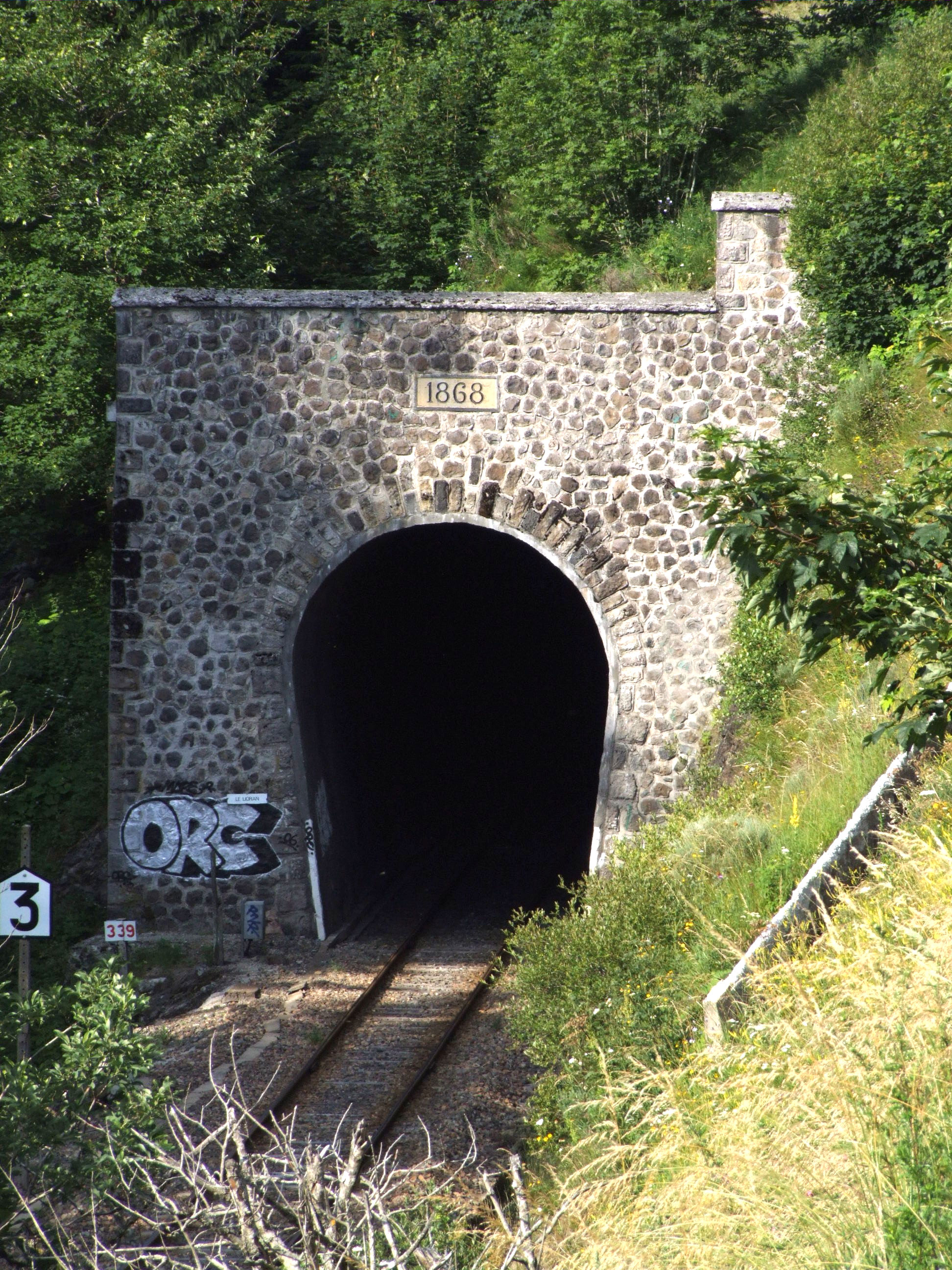
Tunnel ferroviaire du Lioran
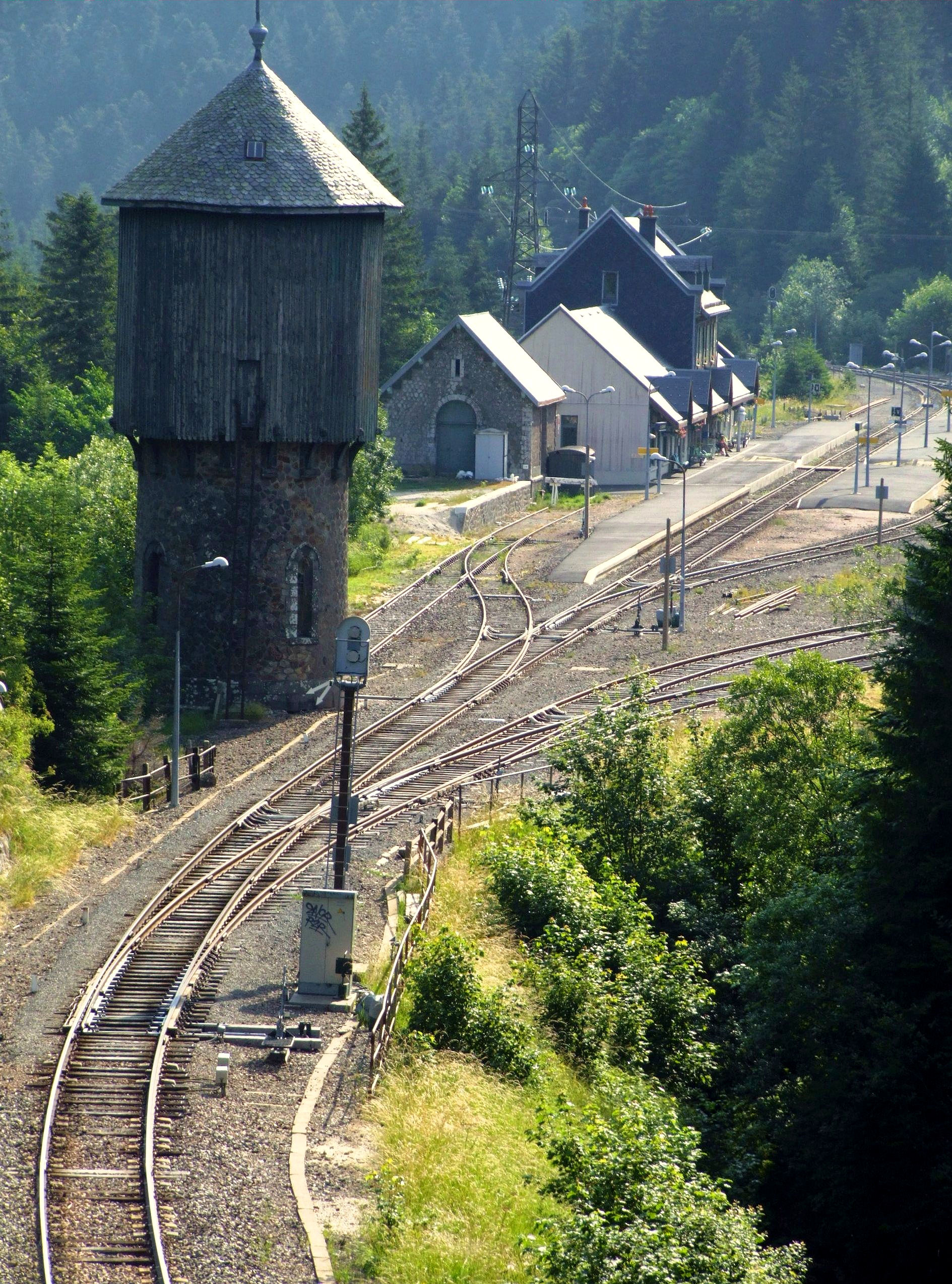
Gare du Lioran
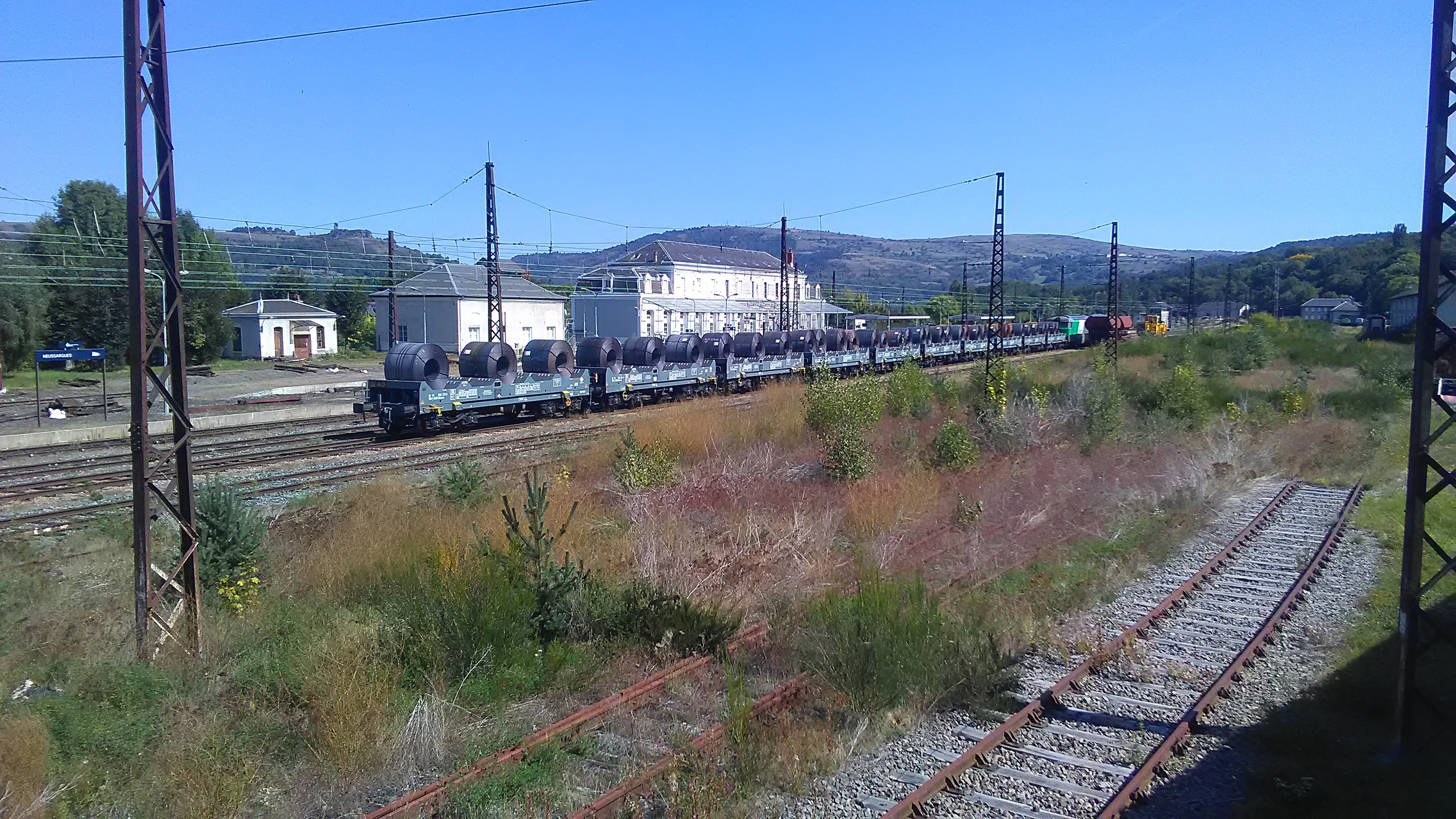
Gare de Neussargues

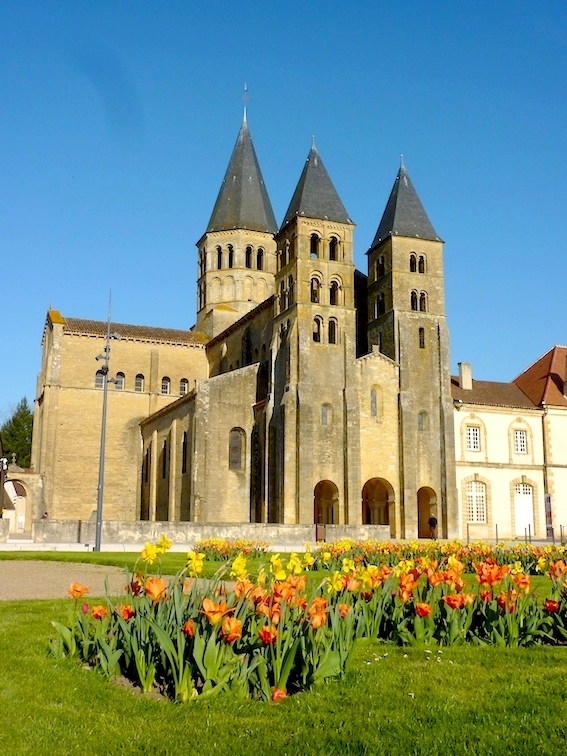
Basilique du Sacré Coeur de Paray le Monial

- Une porte de Bourgogne (Lyon-Paray-le-Monial). La Vie du rail du 29 avril 1962. Le récit sur une ligne secondaire, itinéraire alternatif à celui de la « ligne impériale » Lyon-Mâcon-Dijon-Paris, permet de pénétrer en Bourgogne par la vallée de l'Azergues. La ligne dessert une série de petits villages, Chessy, Le Breuil, Ternand où le professeur murmure : « Voici le genre de village où je voudrais finir mes jours ». Ribistou opine : «sans téléphone, sans auto (les ruelles sont trop étroites), sans machines, sans tintamarre, loin des usines, des fumées des plâtras d'en-bas, auprès d'un âtre de pierre ou dans un jardinet en promontoire, au-dessus du silence... » Nos voyageurs font une première étape à Lamure-sur-Azergues pour un casse-croute et une promenade dans la campagne. Les trois amis reprennent un autre omnibus qui passe par la « boucle de Claveisolles » (artifice ferroviaire  pour gagner de l'altitude où l'on voit un viaduc au-dessus de la sortie d'un tunnel), puis traverse le Tunnel des Écharmeaux long de 4 153 mètres (le plus long du Massif Central) au-delà duquel la ligne pénètre dans le Charolais. Une étape à La Clayette leur permet de prendre un deuxième repas, de se promener et de s'assoir au bord du petit lac qui baigne le château avant de gagner par le train pour Paray-le-Monial avec son abbaye bénédictine. Paray-le-Monial fut un centre de pèlerinage après l'ouverture de la voie ferrée. Le professeur suggère une randonnée à bicyclette en boucle au départ de Paray-le-Monial sur le circuit roman du Brionnais.[17]

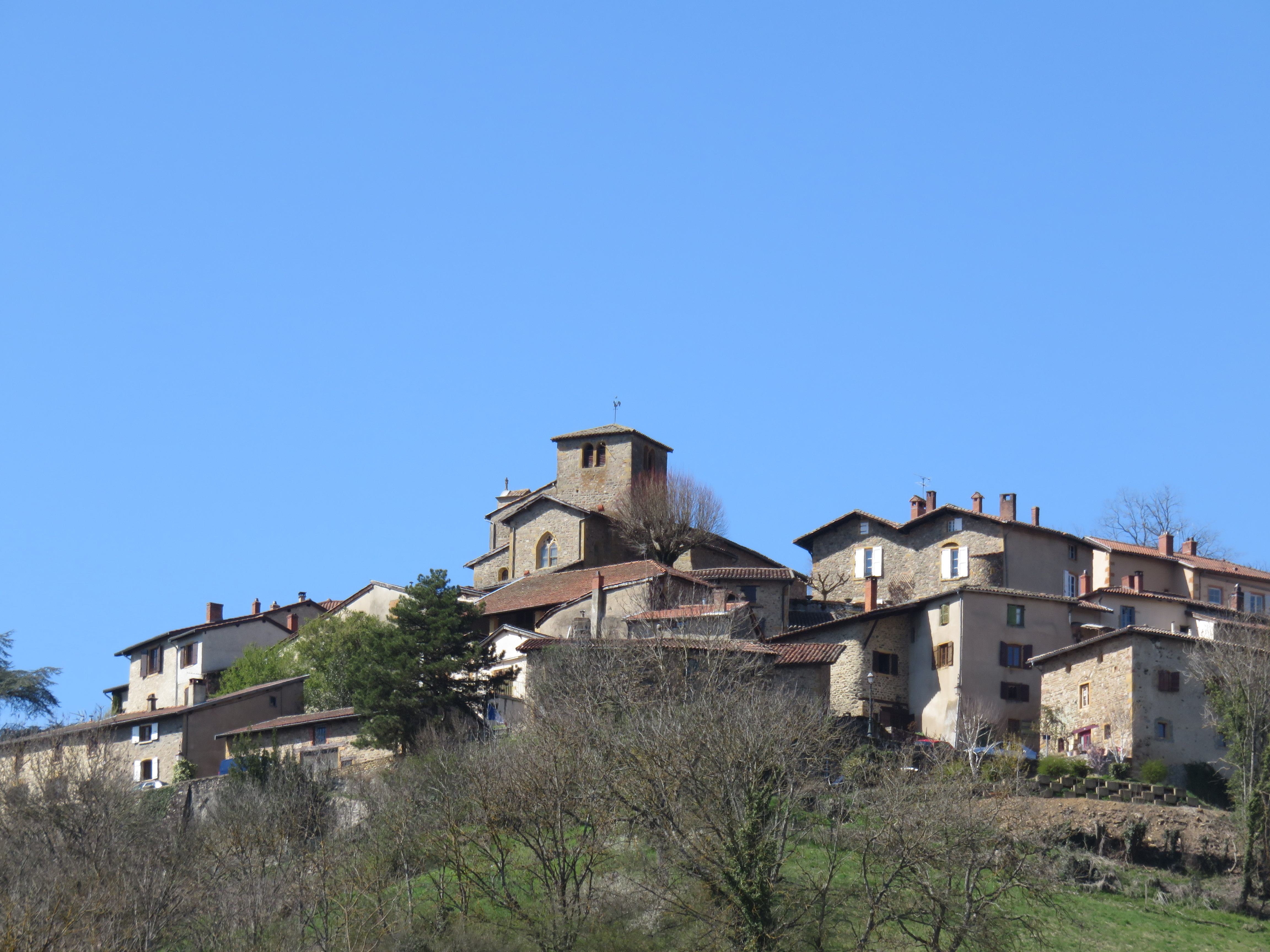
Vue de Ternand
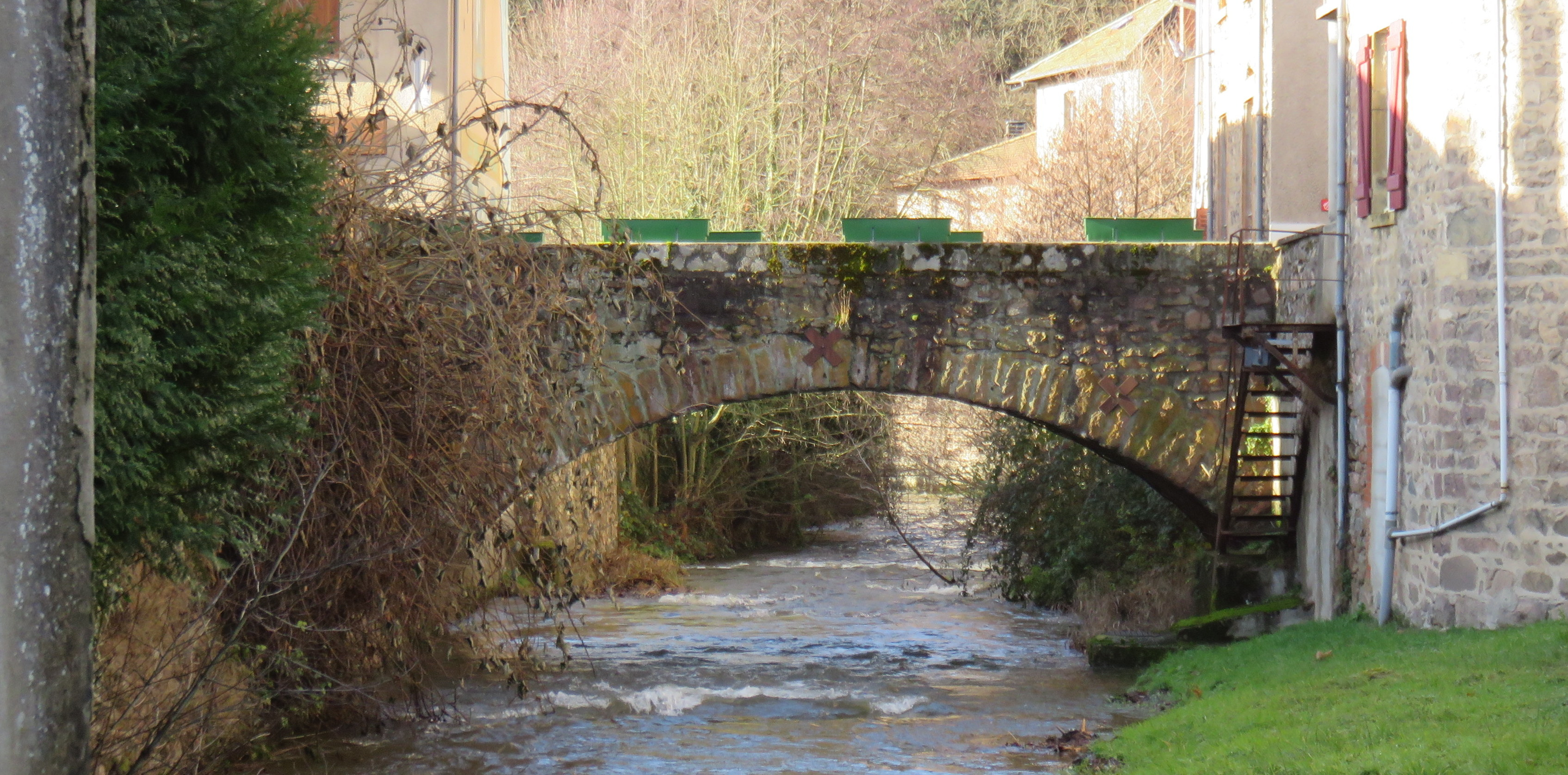
Vieux pont sur l'Azergues à Lamure
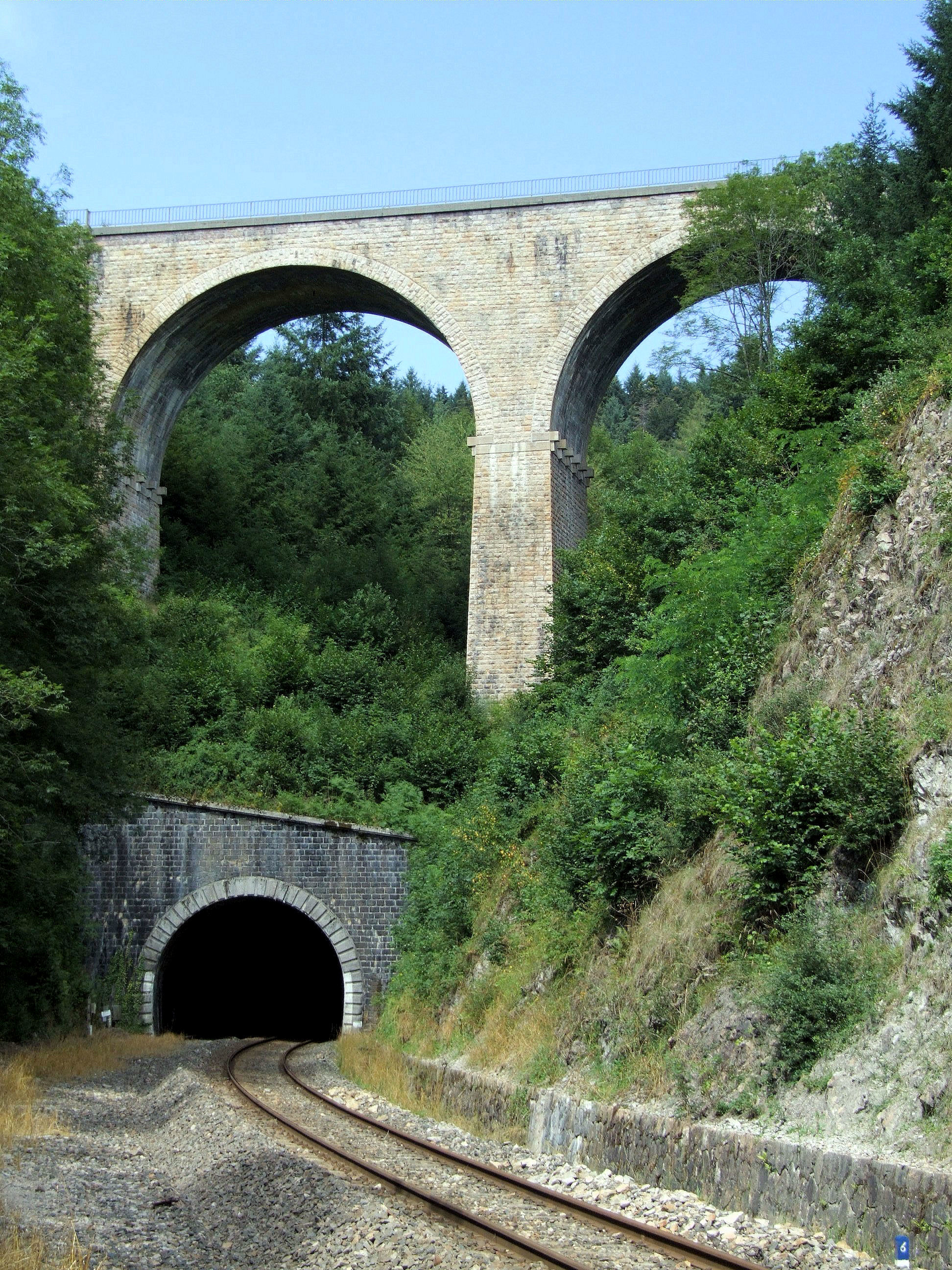
Boucle de Claveisolles
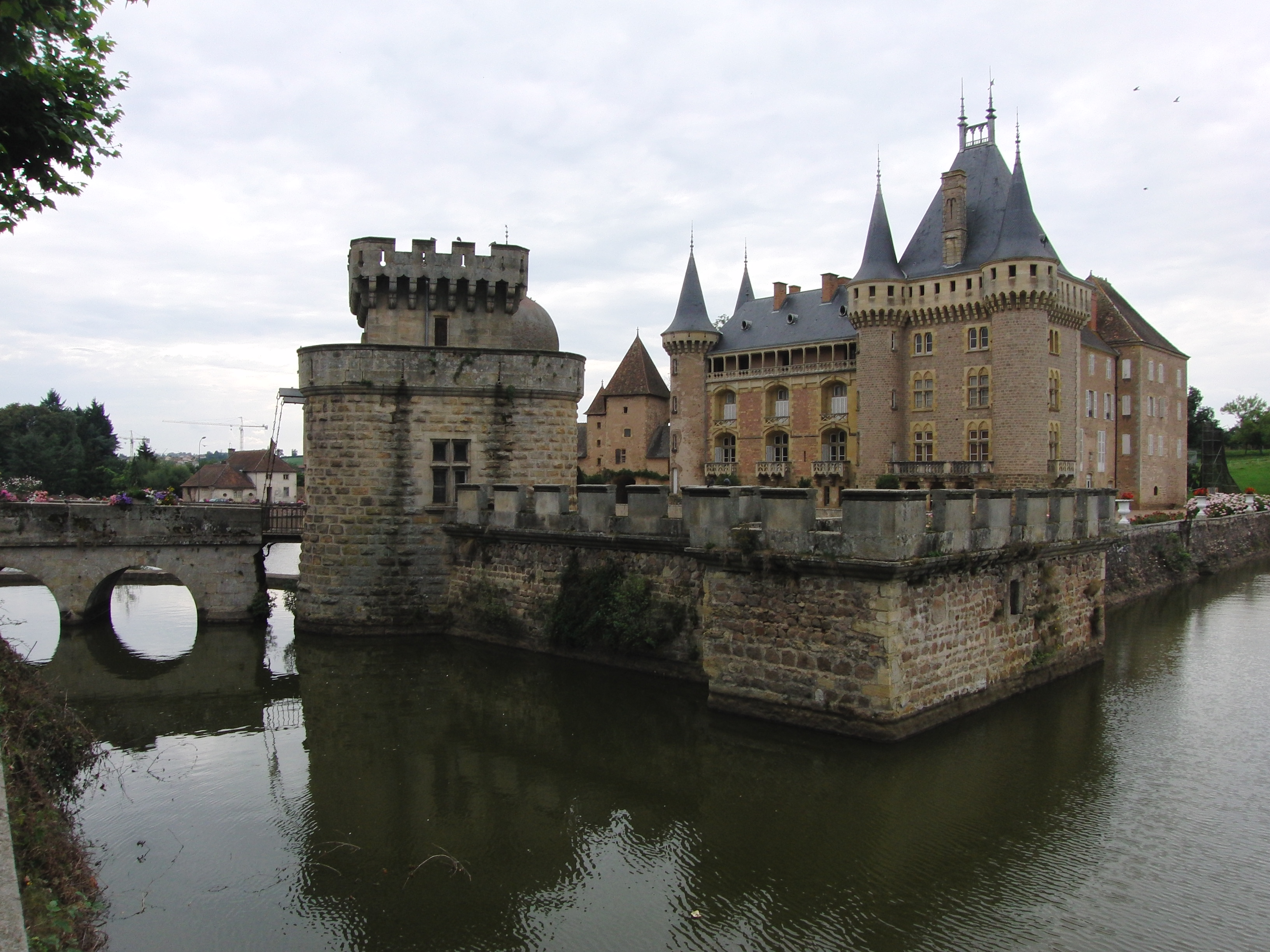
Château de La Clayette

- Les fourmis dans les jambes (Clermont-Nîmes). La Vie du rail des 8, 22 janvier 1967 et 5 février 1967. Voyage de 300 km en 7 jours comprenant un circuit routier et trois randonnées. L'autorail partant de Clermont au petit matin suit la vallée de l'Allier en passant par le pays des Couzes, trois rivières côte à côte qui descendent des hauteurs du Mont-Dore, du Cézallier, du Luguet traversant, l'une le lac Chambon, l'autre le lac Pavin. « À vous entendre j'en ai des fourmis dans les jambes », s'écria Ribistou. Descendus à Issoire, après un petit déjeuner et la visite de l'église Saint-Austremoine, les trois voyageurs sont emmenés en camion par un maquignon, dans un circuit routier par Saint-Nectaire, Murol, le lac Chambon ce qui leur donne l'idée de revenir à bicyclette sur ce parcours de 88 km. Repartis le lendemain, l'impressionnante ligne des Cévennes avec sa succession de viaducs et de tunnels dans les gorges de l'Allier offre les points de départ de plusieurs randonnées pédestres, 25 km de Monistrol dans le Gévaudan avec nuitée à Saugues, de La Bastide Saint-Laurent avec nuit à la Trappe de Notre-Dame des Neiges, de Villefort sur la voie Regordane avec évocation du parcours de Stevenson sur son ânesse Modestine. Retour en reprenant le train sur une descente vertigineuse pour une voie ferrée (825 m de dénivellation sur 45 km) vers les garrigues et la plaine languedocienne.[18].

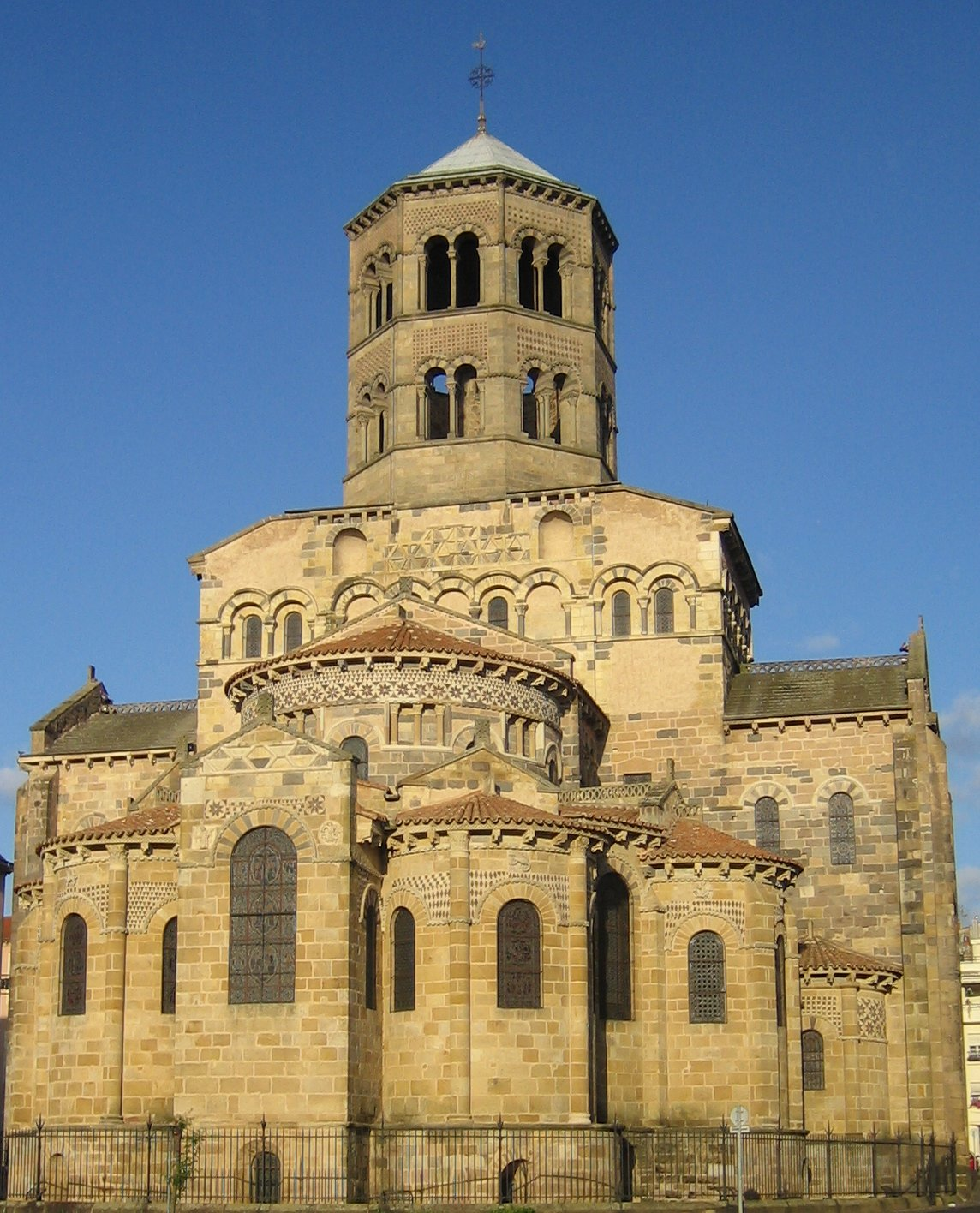
Église Saint-Austremoine d’Issoire
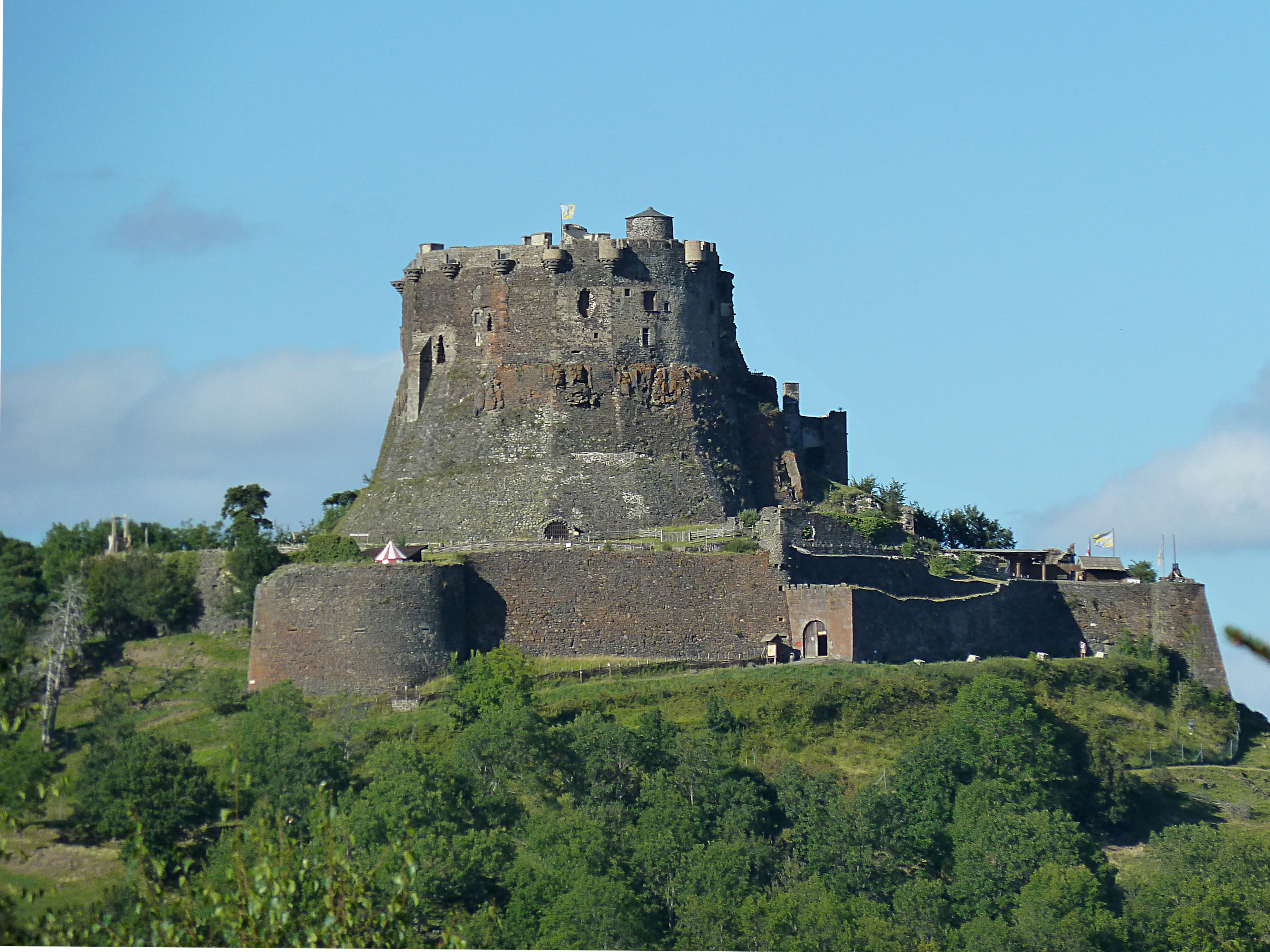
Château de Murol
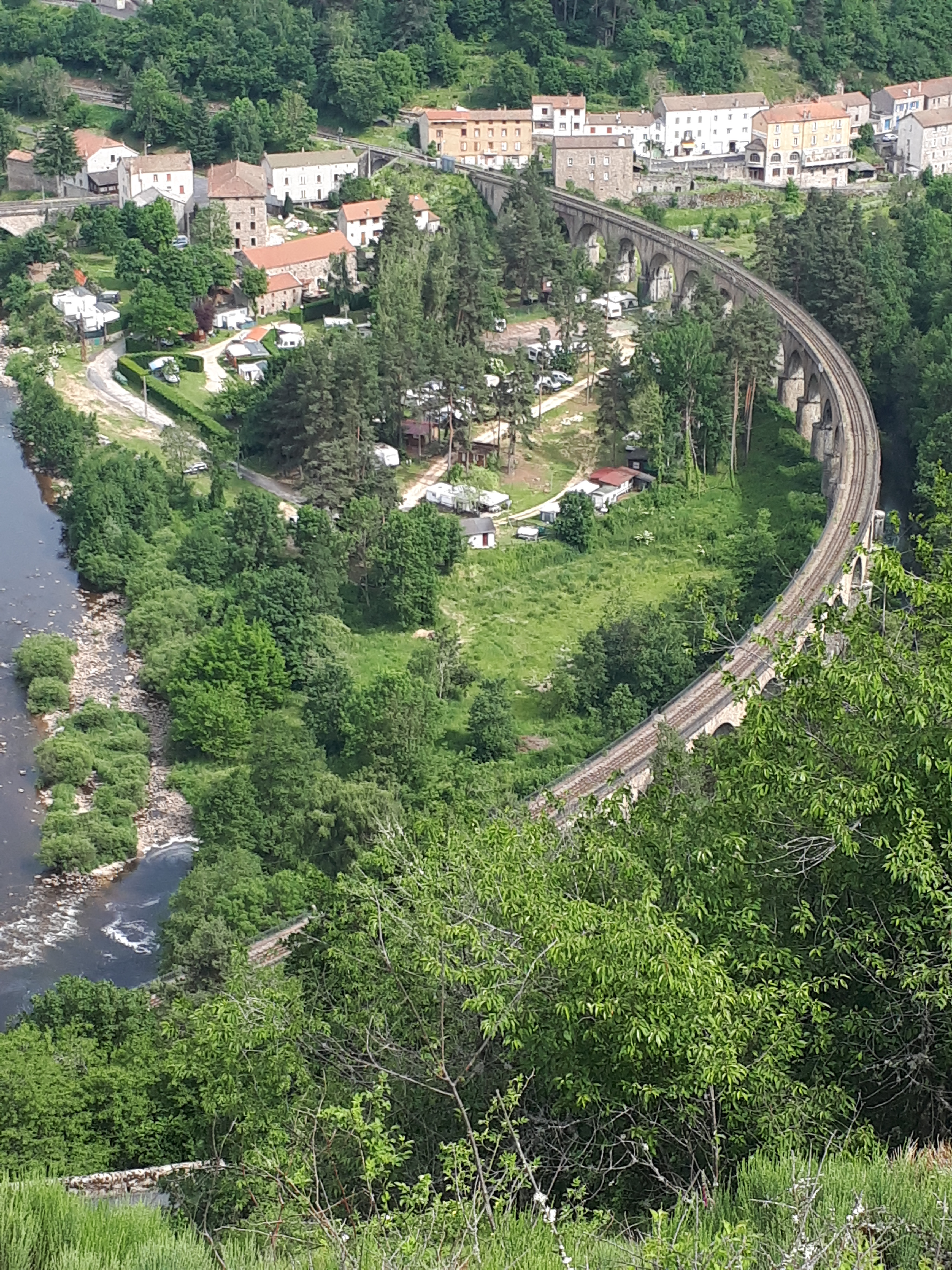
Viaduc de Chapeauroux
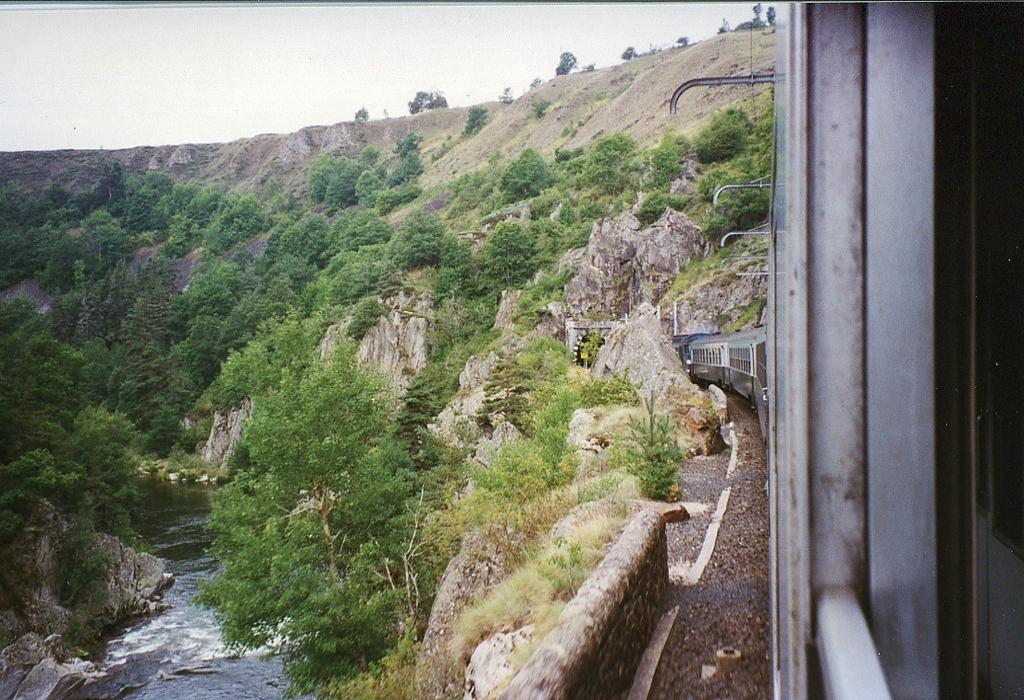
Dans les gorges de l'Allier

### Alpes
- En petit Bugey (Saint-André-le-Gaz-Chambéry). La Vie du rail du 14 mai 1961. Ce court voyage de 44 km comprend une étape à Aiguebelette où ils passent la nuit au plus beau point de vue sur le lac. Ces journées sont l'occasion d'un débat sur l'emplacement d'Alésia entre le docteur Ribistou  qui le voit à Novalaise à proximité entre le Rhône et le Guiers et le professeur partisan du site de la Côte d'Or et qui déplore l'issue de cette guerre des Gaules, la Pax Romana qui fut « l'anéantissement systématique de la très vigoureuse civilisation gauloise » [19].
- Sur le chemin de ronde des Alpes (Grenoble-Marseille). La Vie du rail du 3 mars 1963. Au lieu de suivre l'une des deux voies de pénétration nord-sud, la vallée du Drac ou celle de la Gresse, la ligne au départ de Grenoble monte sur l'étroite arrête entre ces deux vallées. Le train à vapeur monte péniblement les dures rampes vers ce plateau. L'ingénieur André ̈Ruelle fit adopter cet itinéraire faisant de Veynes sa ville natale, un nœud ferroviaire. Cet itinéraire un peu plus court et d'un point culminant moins élevé a nécessité la construction d'ouvrages d'art. La partie ferroviaire du voyage est entrecoupée d'une randonnée d'une vingtaine de kilomètres entre les gares de Clelles-Mens et de Saint-Maurice-en-Trièves avec nuit à l'hôtel de ce village. Passé son point culminant du col de la Croix-Haute à 1 165 m, la ligne pénètre dans une région de lumière le pays de Giono. Changement de train à Veynes. La ligne rejoint la vallée de la Durance à Sisteron dominé par son impressionnante citadelle puis passe à Saint-Auban où se situe la bifurcation vers Digne donnant correspondance avec la ligne à voie métrique des chemins de fer de Provence. Le professeur signale que l'itinéraire le plus court, plus touristique de Paris, Lyon, Grenoble à Nice passe par là. Il faut changer quatre fois mais le temps de parcours est à peine plus long d'une heure 10. Le train passe à Manosque, patrie de Giono, puis longe le canal EDF. La ligne passe à Cadarache dominé par son château puis à la cluse de Mirabeau. Le professeur ignore l'usine atomique à la déception de l'ingénieur. Lorgnon regrette la Durance sauvage « fille ardente », « chèvre dévorée par le loup » alors que Pillsech fait valoir la nécessité de l'irrigation d'une région sèche et la production d'électricité. La voie quitte la vallée de la Durance à Meyrargues puis dessert la gare d'Aix-en-Provence. Après un parcours dans les garrigues, on découvre, à la sortie d'un tunnel, un panorama sur la rade de Marseille dans une descente de 6 ou 7 kilomètres.[20]

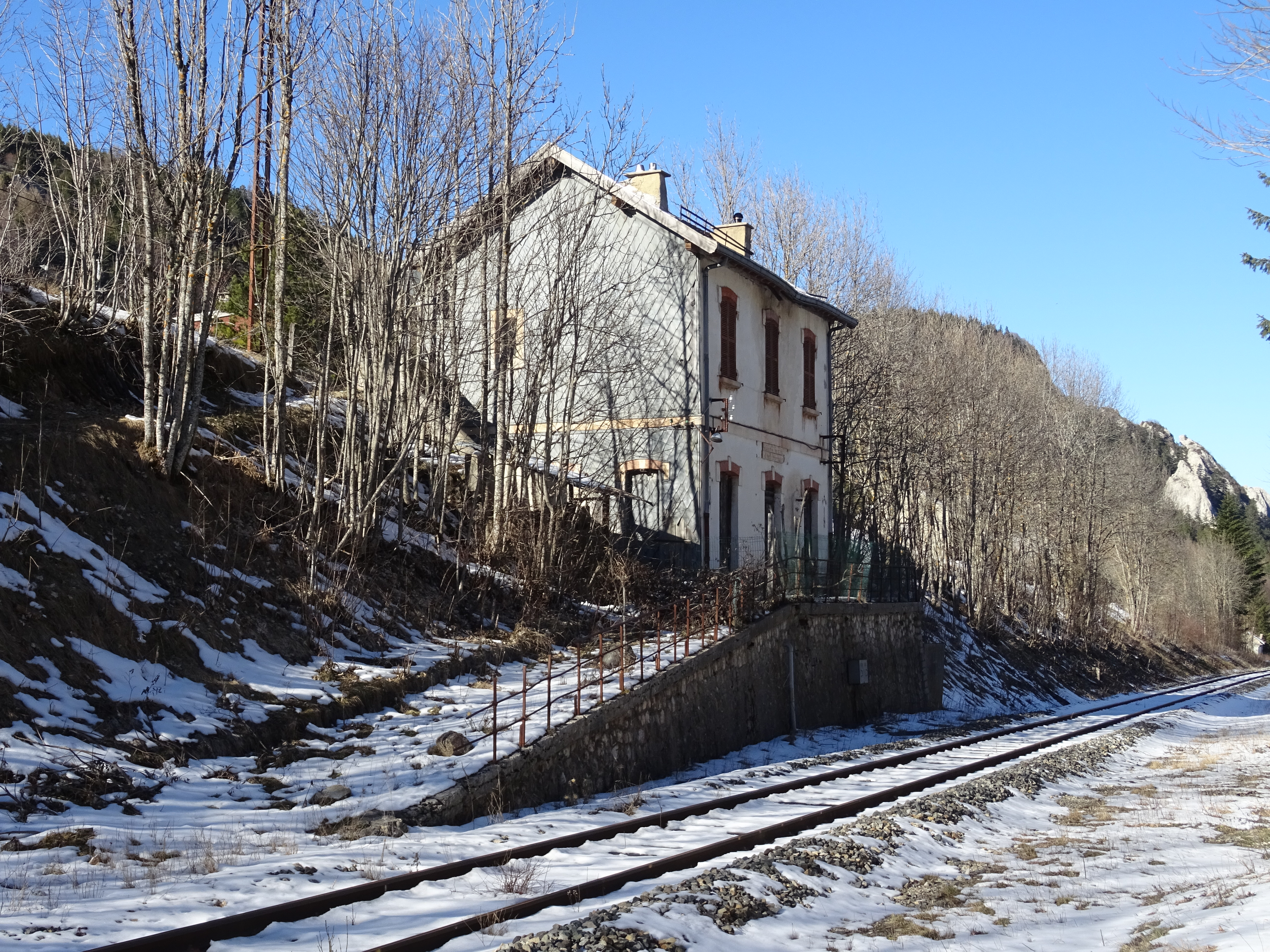
Col de la Croix haute
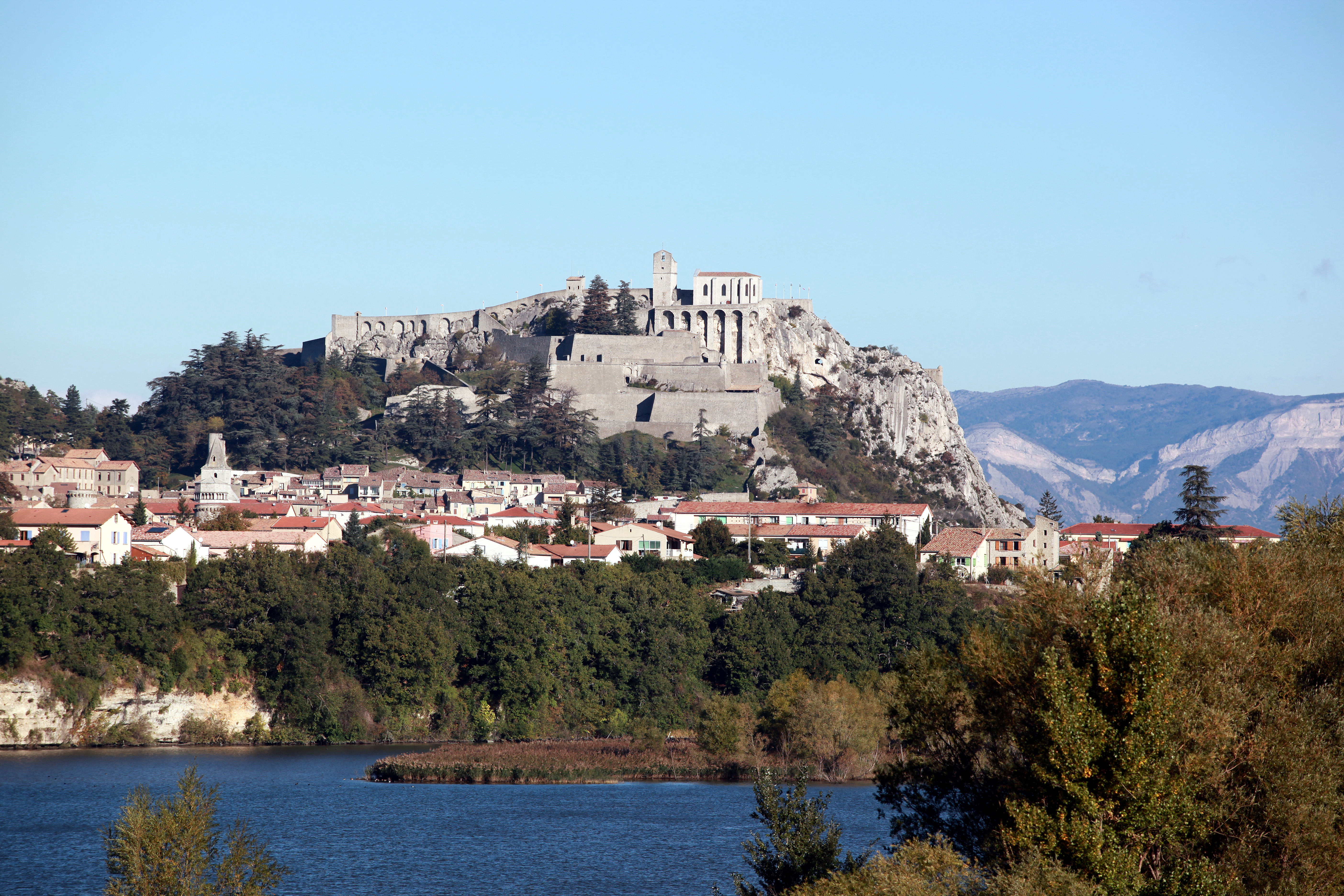
Citadelle de Sisteron
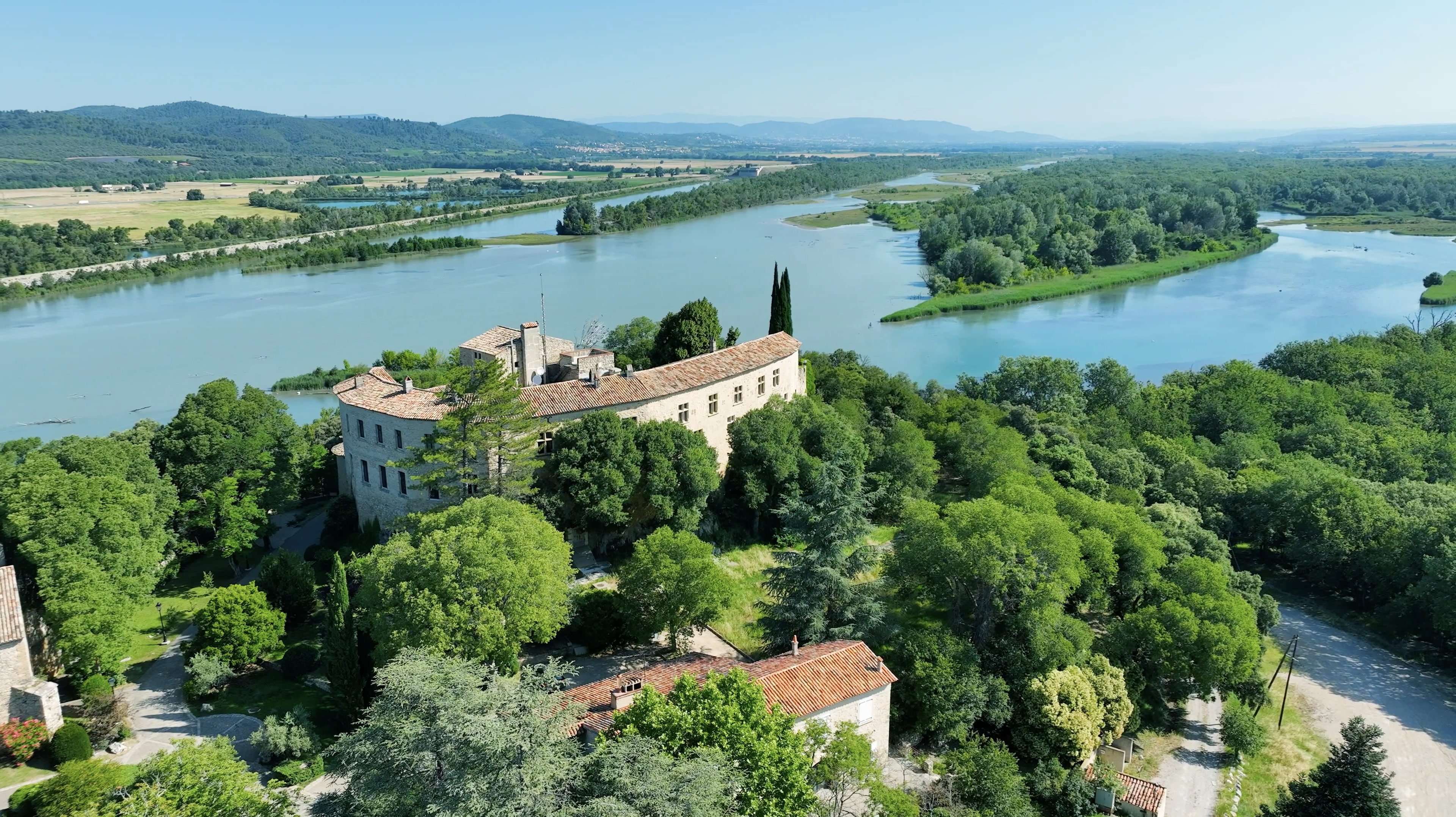
Château de Cadarache. Vue sur la Durance et le Verdon
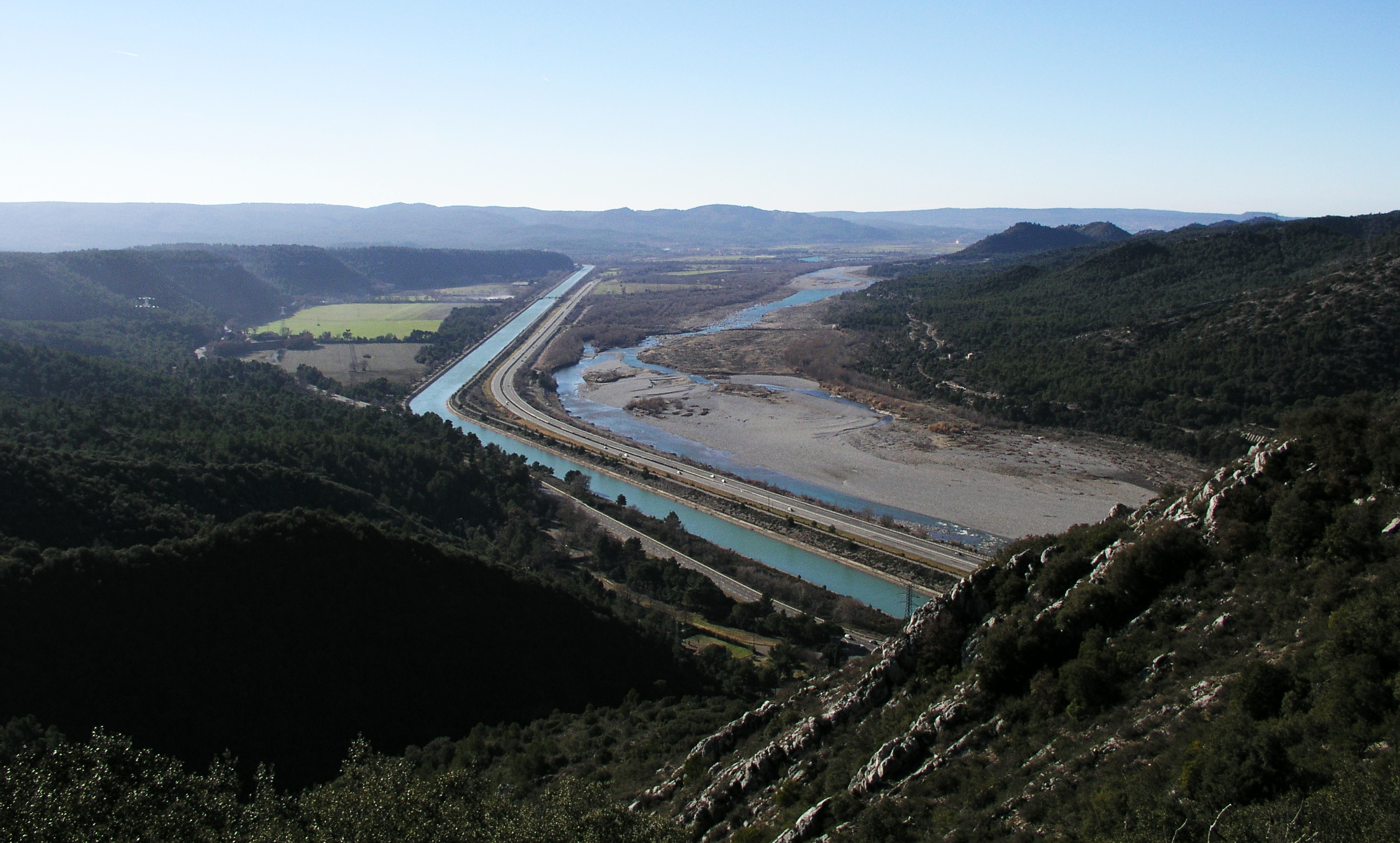
Durance et canal EDF à la cluse de Mirabeau

### Pyrénées
- La voie des durs (Pau-Canfranc). La Vie du rail du 25 août 1965. Parcours de la totalité de la ligne de la vallée d'Aspe avant sa fermeture en 1970, qui correspond à la « voie des durs », parcours méconnu du pèlerinage de Compostelle, par le col du Somport, choisi, de préfèrence à celui par le col de Roncevaux, relativement moins difficile, par les pèlerins voulant accumuler les difficultés pour accroître leurs mérites. Le chemin de fer transpyrénéen qui aurait pu passer par Saint-Jean-Port et le col de Roncevaux a également choisi la difficulté au prix de prouesses techniques, notamment tunnels hélicoïdaux, et de rampes de 43 ‰ qui n'auraient pu être gravies en traction à vapeur.  Une randonnée au départ de la gare de Lescun-Cette-Eygun vers le pas d'Azuns et la piste autour du pic d'Anie permet au professeur Lorgnon de faire découvrir une partie d'un passage secondaire du pèlerinage vers Saragosse culminant à une altitude voisine de 2 000 m. Le voyage ferroviaire se termine après la traversée du tunnel du Somport de (7 874 m de longueur), aujourd'hui abandonné, à Canfranc avec son immense gare. Retour par Pau et train-couchettes jusqu'à Paris -Austerlitz.[21]

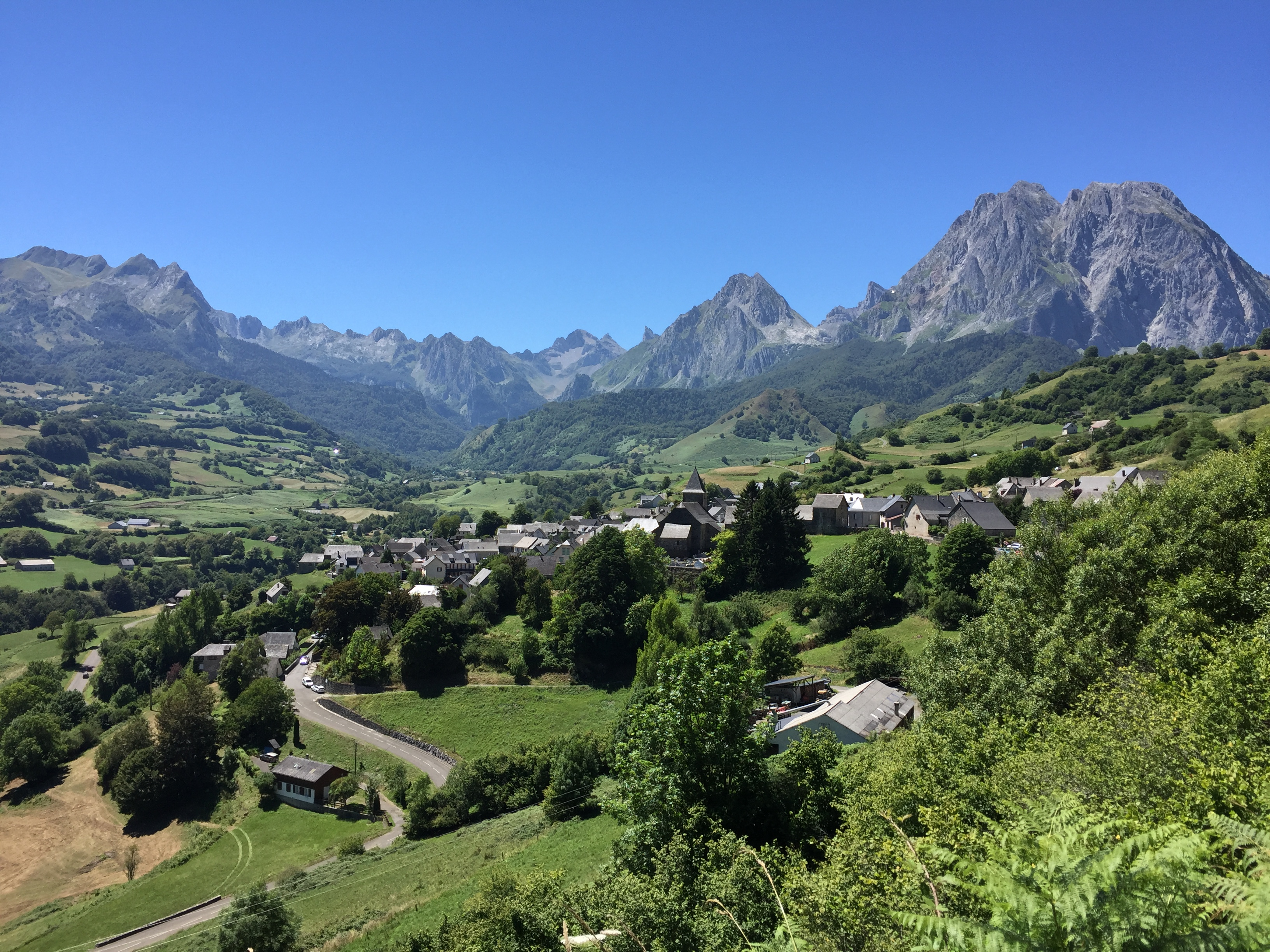
Lescun vers le pas d’Azuns
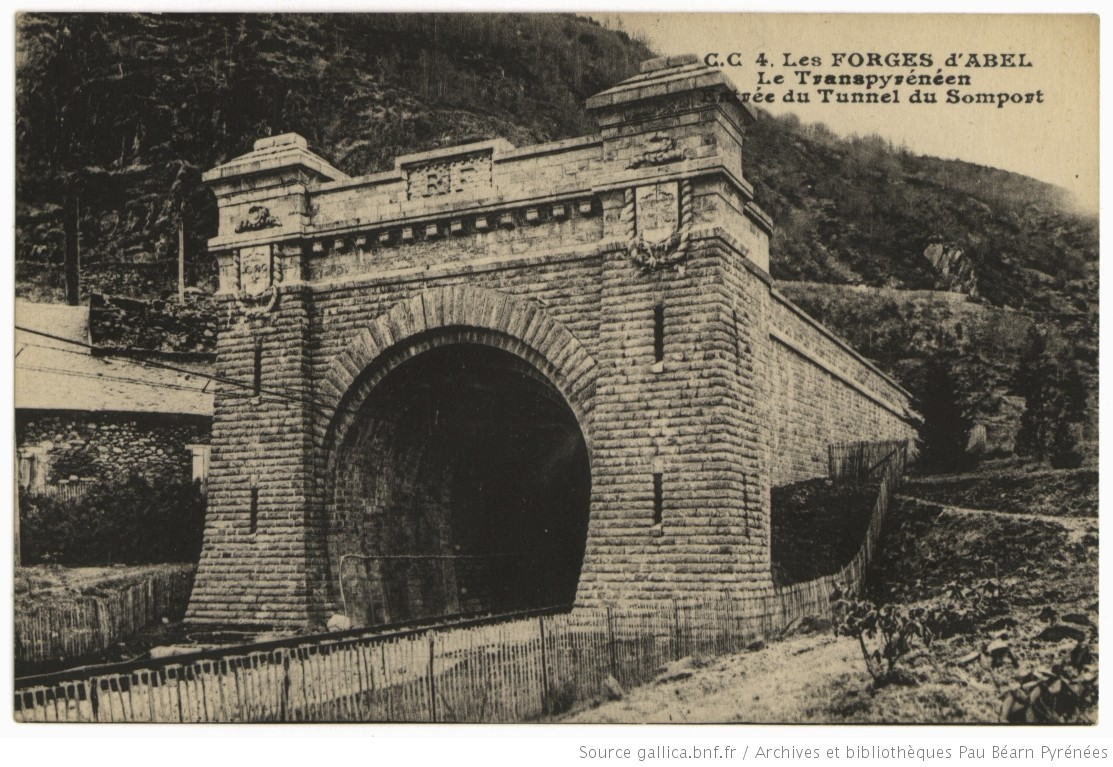
Entrée du tunnel du Somport
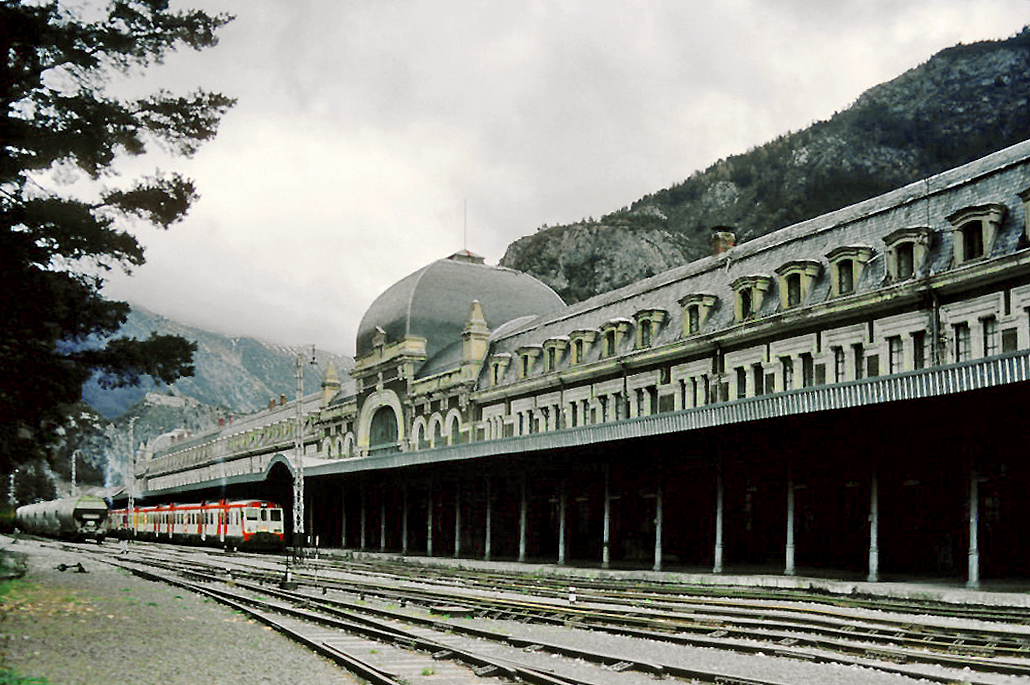
Gare de Canfranc

- De Labourd en Navarre (Bayonne-Saint-Jean-Pied-de-Port). La Vie du rail du 12 janvier 1969. Arrivé à Bayonne pendant la fête annuelle, les trois amis ratent le train de 11 heures, les trois amis passent l'après-midi et la soirée à Bayonne et partent le lendemain pour Saint-Jean-Port. La ligne remonte la Nive d'Arneguy, passe à l'embranchement de la ligne désaffectée vers Saint-Étienne-de-Baïgorry qui suit la Nive des Aldudes et se termine à Saint-Jean-Pied-de-Port, souvenir d'une étape majeure du pèlerinage de Saint-Jacques-de-Compostelle qui n'avait pas pris en 1969 son importance actuelle. Visite de la ville avec ses remparts et sa citadelle et retour à Bayonne en fin d'après-midi pour prendre le train de nuit.[22]
- La ligne des trois mousquetaires (Puyoô-Mauléon). La Vie du rail du 23 février 1969. Départ de Paris le matin pour arriver par rapide direct à Puyoô. Changement de train pour une nuit à Salies-de-Béarn. Départ le lendemain par la ligne qui passe près du village d'Athos, les villages d'Aramits et de Tardets d'où était originaire Porthos  étant un plus loin au sud dans le pays de Baretous ce qui amène Ribistou qui était né de ce côté d'évoquer Les Trois Mousquetaires et baptiser ainsi la ligne. La voie ferrée rejoint le gave d'Oloron qu'elle franchit pour arriver à la bifurcation de la ligne de Saint-Palais et aboutir à la gare terminus de Mauléon. Après visite du château et nuit dans cette petite ville, les trois amis louent une voiture pour gagner Larrau et partir à la recherche d'un maître d'hôtel que Ribistou avait connu à Paris et qui était revenu au pays reprendre son ancien métier de berger. Après deux heures de marche sur un sentier vers le col d'Iraty, ils retrouvent le cayolar de Jean-Pierre qui gardait 2000 animaux, moutons et brebis, de trois propriétaires. Les bêtes montaient par le train jusqu'à Mauléon puis continuaient à pied. Le lait des brebis sert à la fabrication du fromage local. Retour à Paris par le petit train puis le rapide de nuit pour Austerlitz.[23].

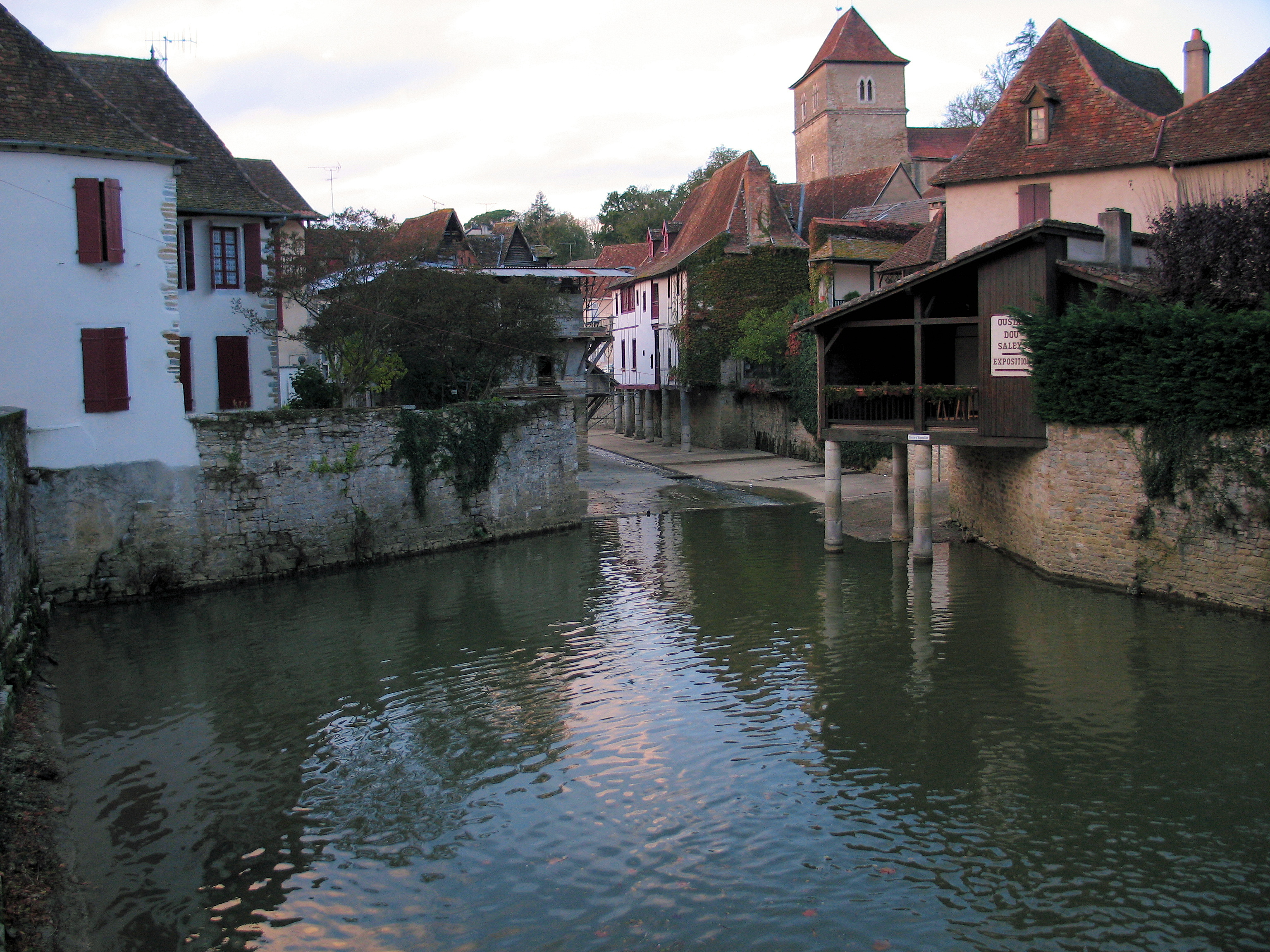
Salies-de-Béarn
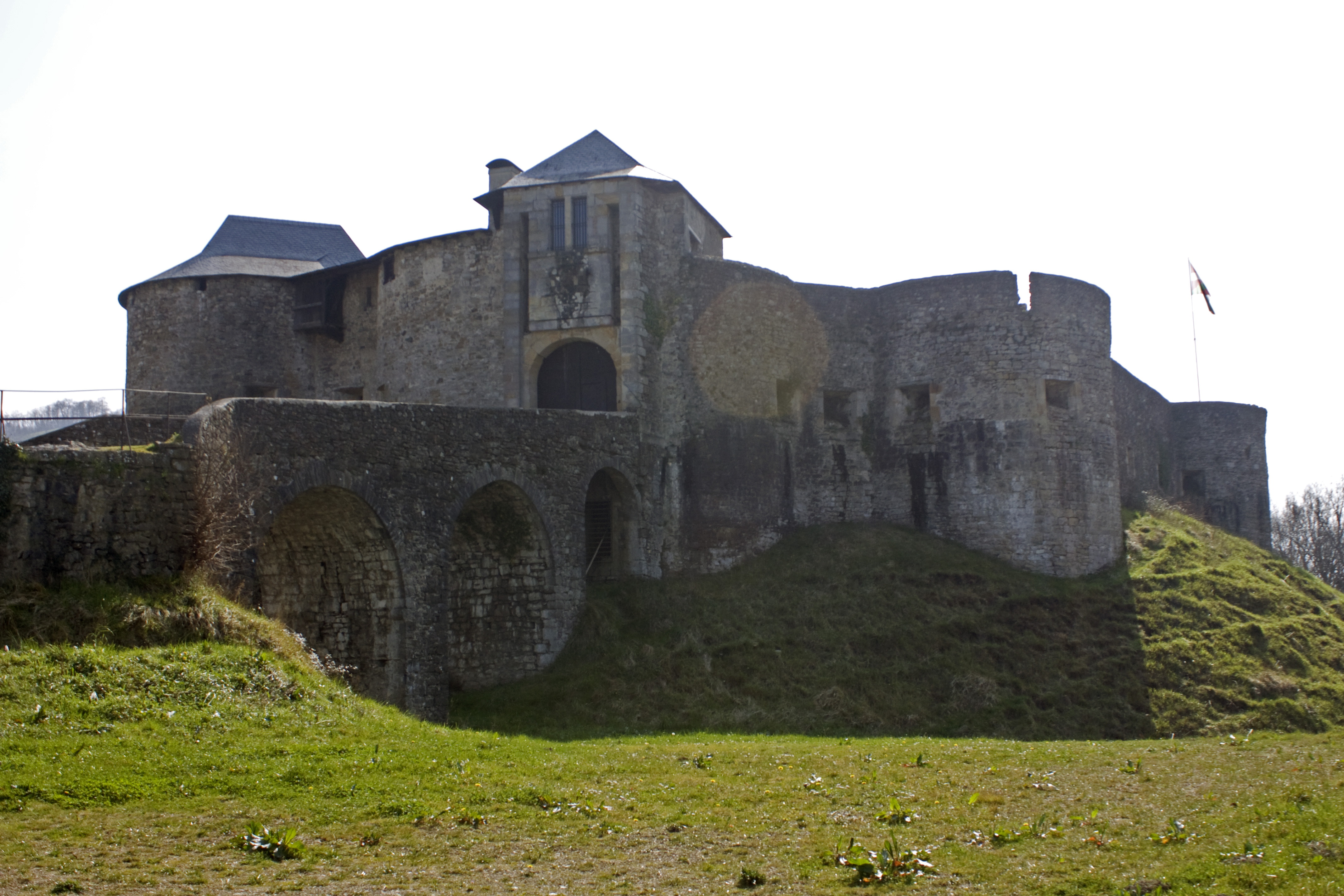
Château de Mauléon
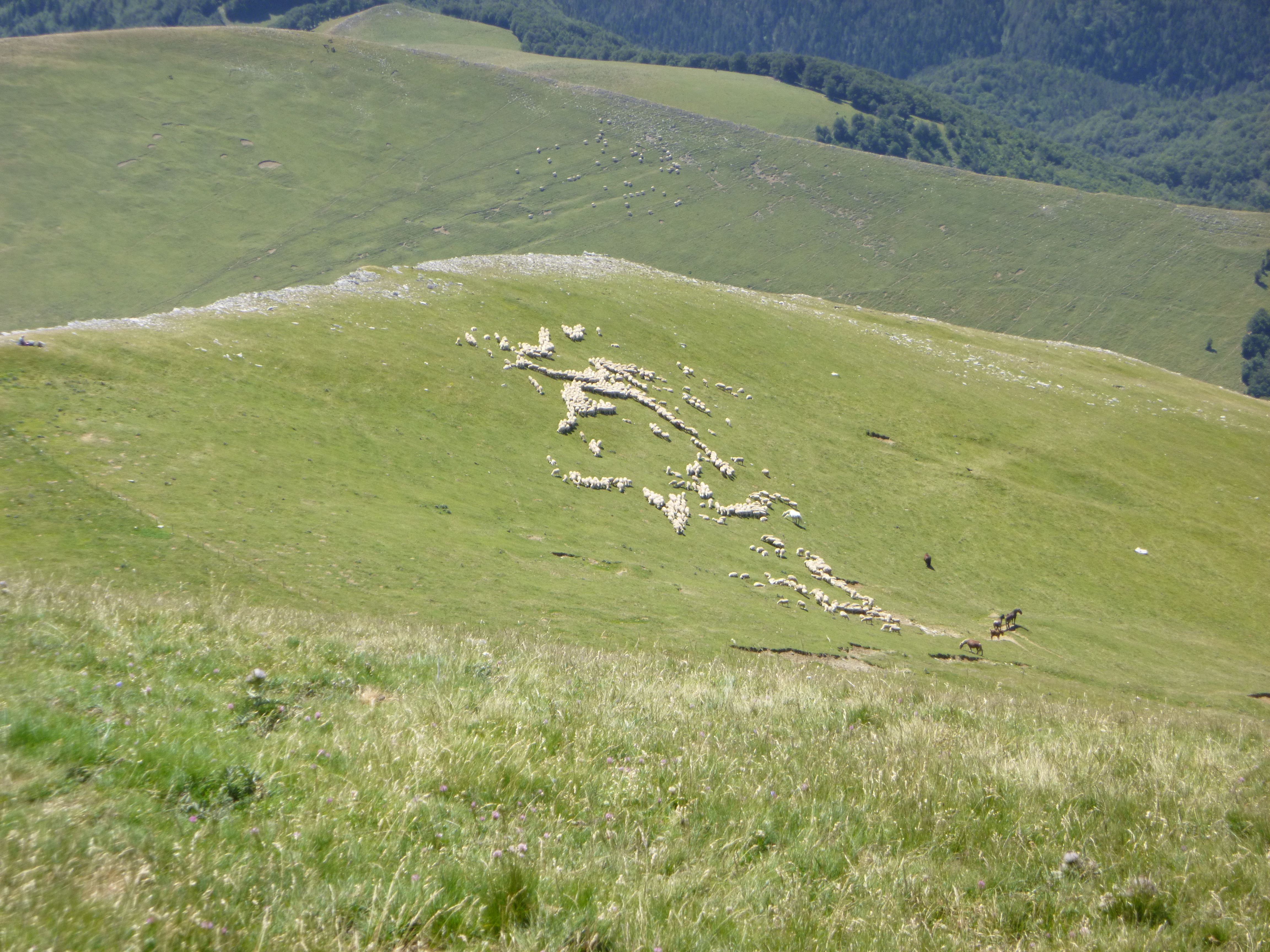
troupeaux de moutons en bas du pic d’Orhy

- Les beaux yeux d’Esclarmonde (Toulouse-Puigcerda). La Vie du rail du 23 mars 1969. Les amis prennent le train à Toulouse, descendent à Foix où le docteur Ribistou avait assisté en 1911 à l'inauguration de la statue d'Esclarmonde « Jeanne d'Arc du Midi ». Ils y louent une voiture pour gagner le château de Montségur, évoquant le catharisme et la croisade des Albigeois. Après une nuit à Foix, reprise du parcours ferroviaire sur la ligne du Puymorens, succession vertigineuse d'ouvrages d'art puis la Cerdagne par le petit train jaune[24].

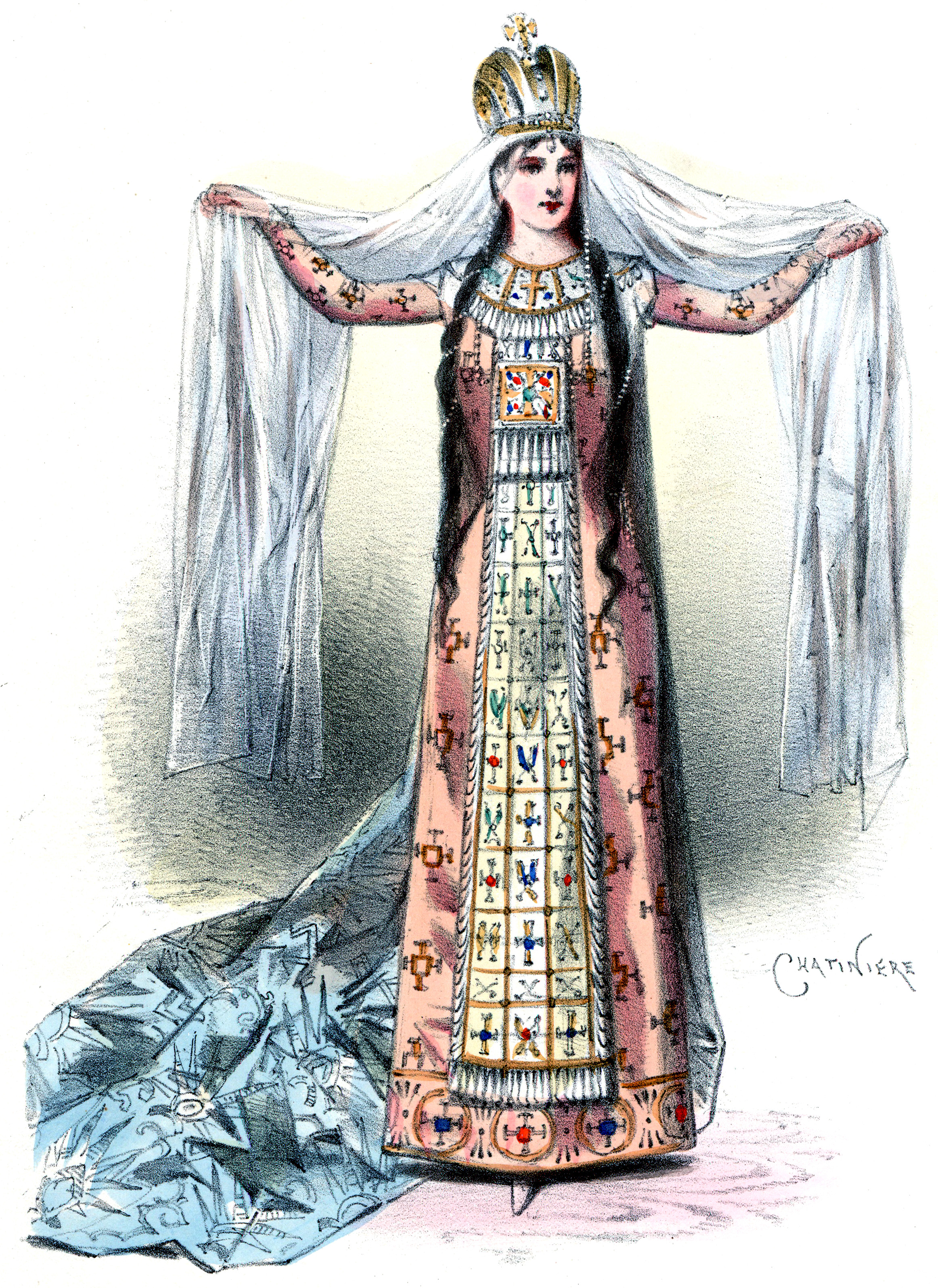
Esclarmonde
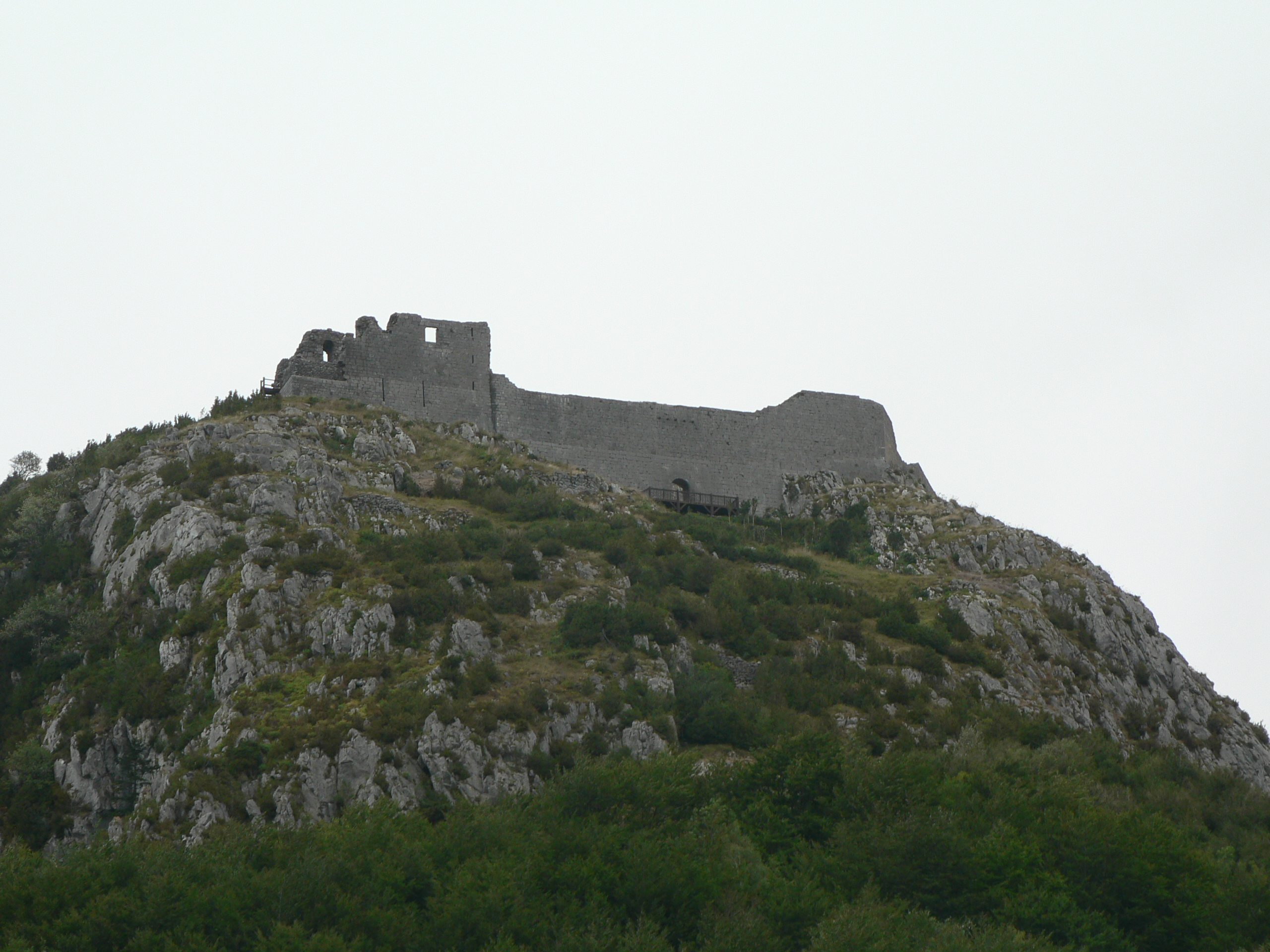
Château de Montségur
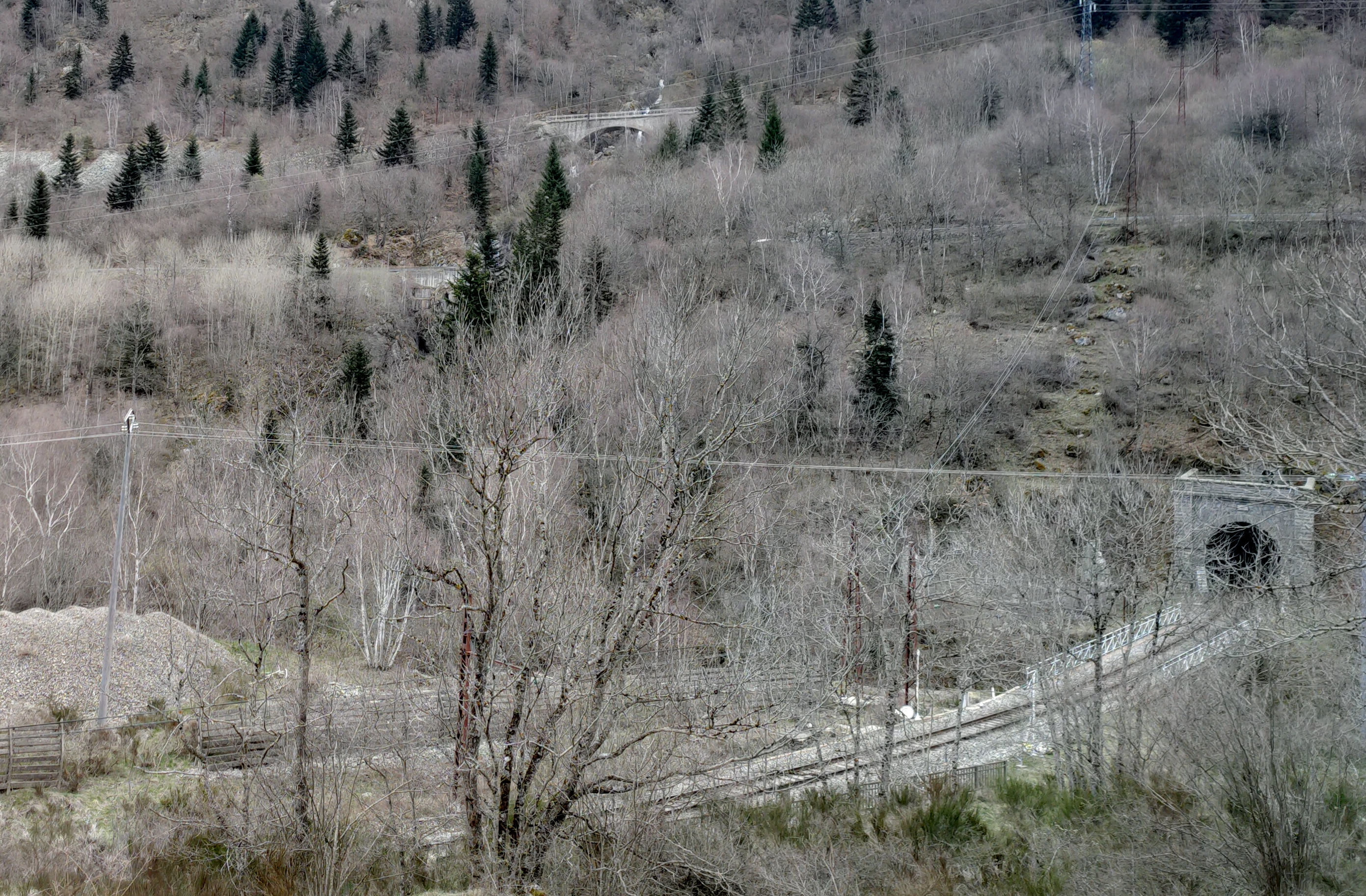
Les deux accès du tunnel hélicoïdal de Saillens

### Roussillon
- Aux marches de Gothie (Narbonne-Perpignan). La Vie du rail du 28 décembre 1969. Départ en car de Narbonne pour Gruissan, ballade à pied sur le Grau. Suggestion du professeur d'une promenade vélocipédique à l'intérieur des terres. Poursuite du voyage le lendemain en train sur la ligne qui suit un des grands itinéraires de l'Antiquité La Via Domitia.[25].
- Vagabondage en Roussillon (Parcours à vélo de Tautavel à Ille). La Vie du rail du 5 avril 1970. Parcours à vélo au départ de Tautavel, longeant la ligne des Fenouillèdes d'Axat à Rivesaltes fermée au service voyageurs puis suivant la vallée du Têt jusqu'à Ille.[26]
- Sardane autour de Perpignan. La Vie du rail du 26 juillet 1970. Promenade près du complexe touristique de Port Leucate en cours d'aménagement défendu par l'ingénieur Pillsach face au professeur Lorgnon ricanant. Visite de Perpignan puis d'Elne.[27].
- Le train dans un musée (Cerbère-Perpignan-La Tour de Carol). La Vie du rail du 30 août 1970. Après un première partie sur la ligne de Cerbère à Perpignan qui débute le long de la côte Vermeille, les trois pèlerins du rail et de la bicyclette, prennent la ligne du Conflent et descendent à Prades et enfourchent leurs vélos pour visiter l'abbaye Saint-Michel-de-Cuxa puis les églises romanes de Sahorre et Fuilla. Autres parcours à Nohèdes et remontée du ruisseau La Castellane. Départ ensuite par l'autorail du matin de Prades à Villefranche-de-Conflent, gare de correspondance avec le petit train Jaune ou ligne de Cerdagne. Cette ligne à voie métrique gravit des rampes de 60 ‰ pour atteindre la gare de Bolquère - Eyne, la plus haute de France à une altitude de 1 595 m. Le maintien de cette ligne extraordinaire alors menacée est défendu par un voyageur : « Cette ligne est l'honneur et la vie ǃ Et on veut nous la supprimer ǃ »[28].

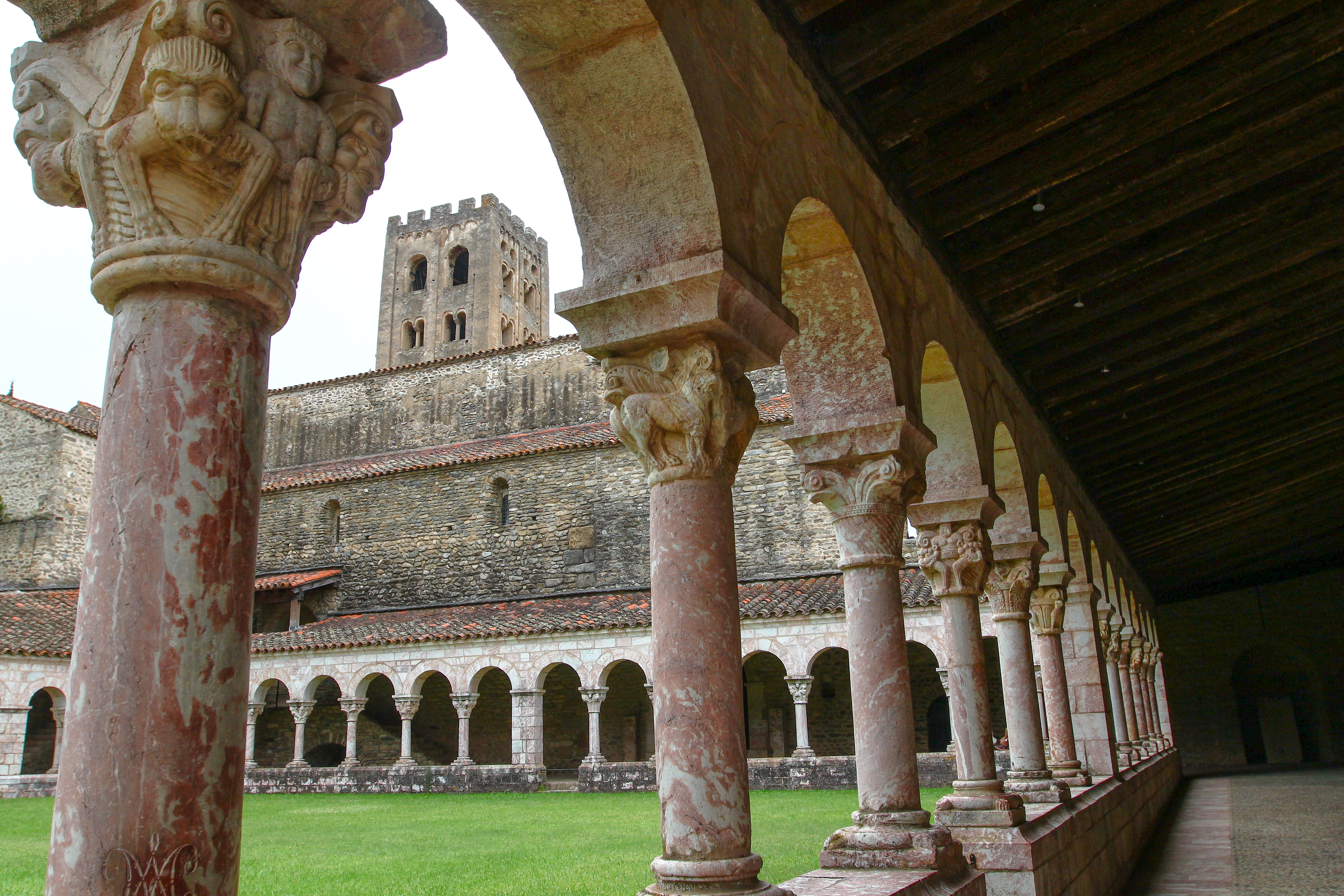
Cloître de Saint-Michel de Cuxa
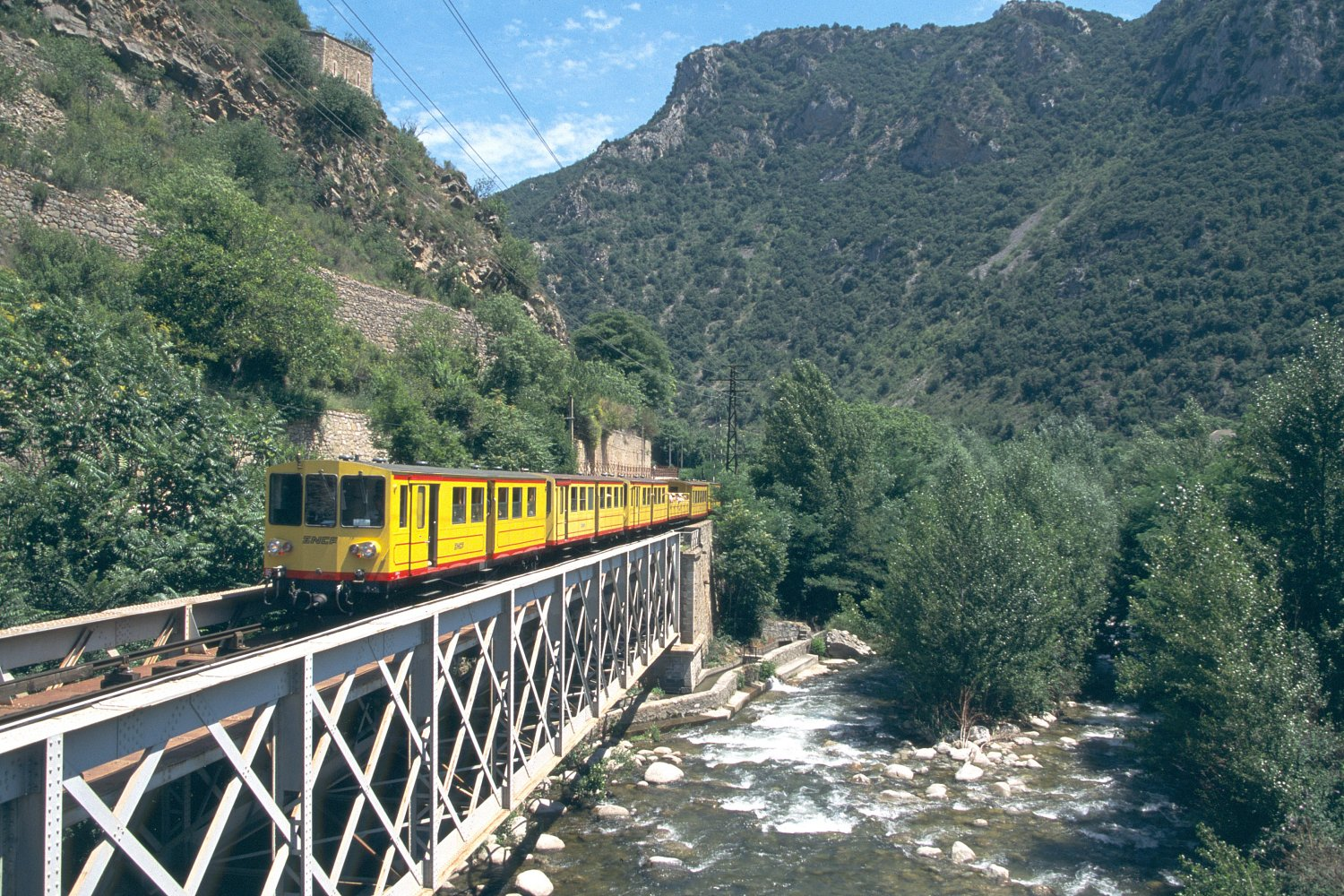
Train jaune
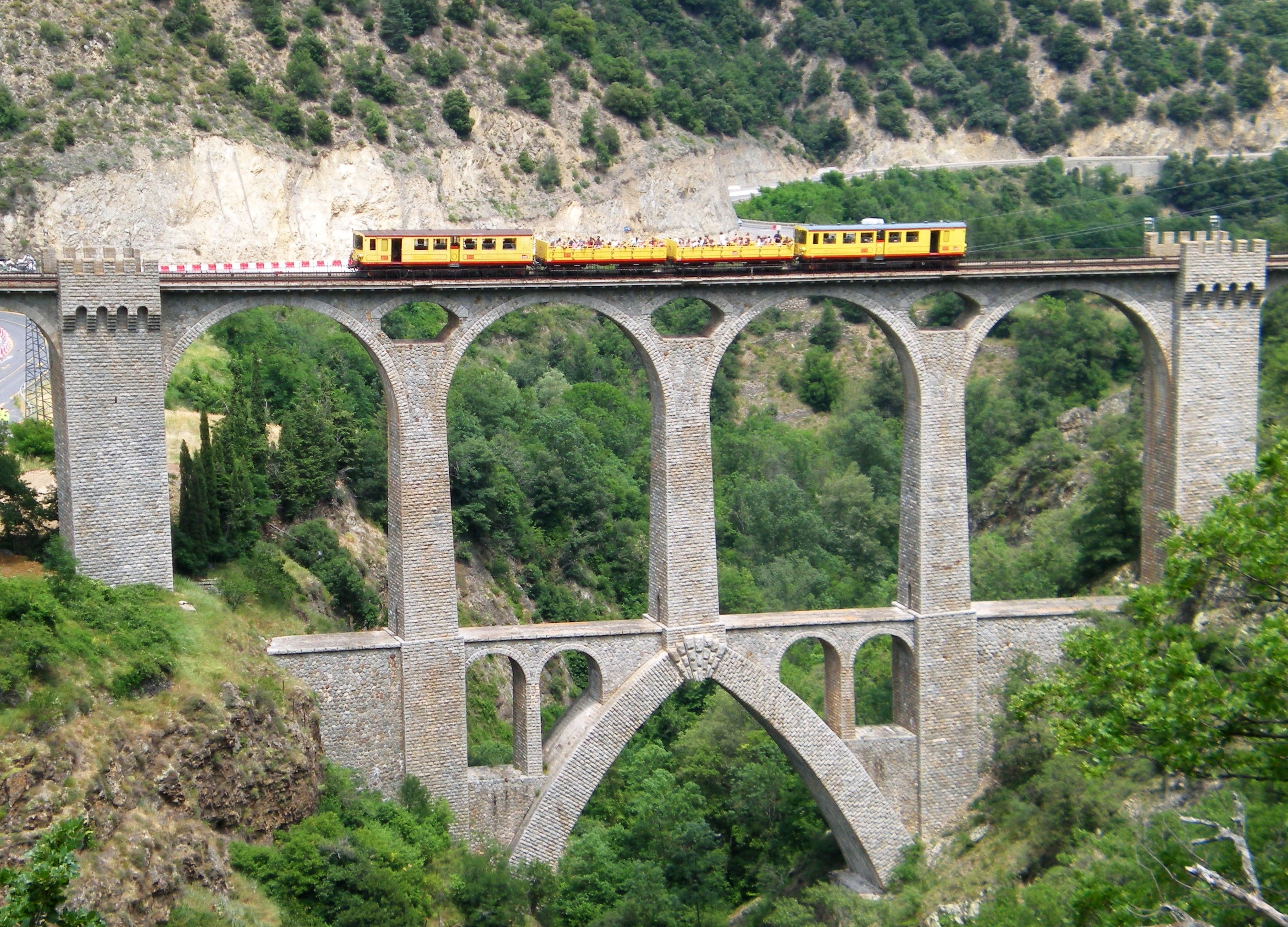
Viaduc Séjourné
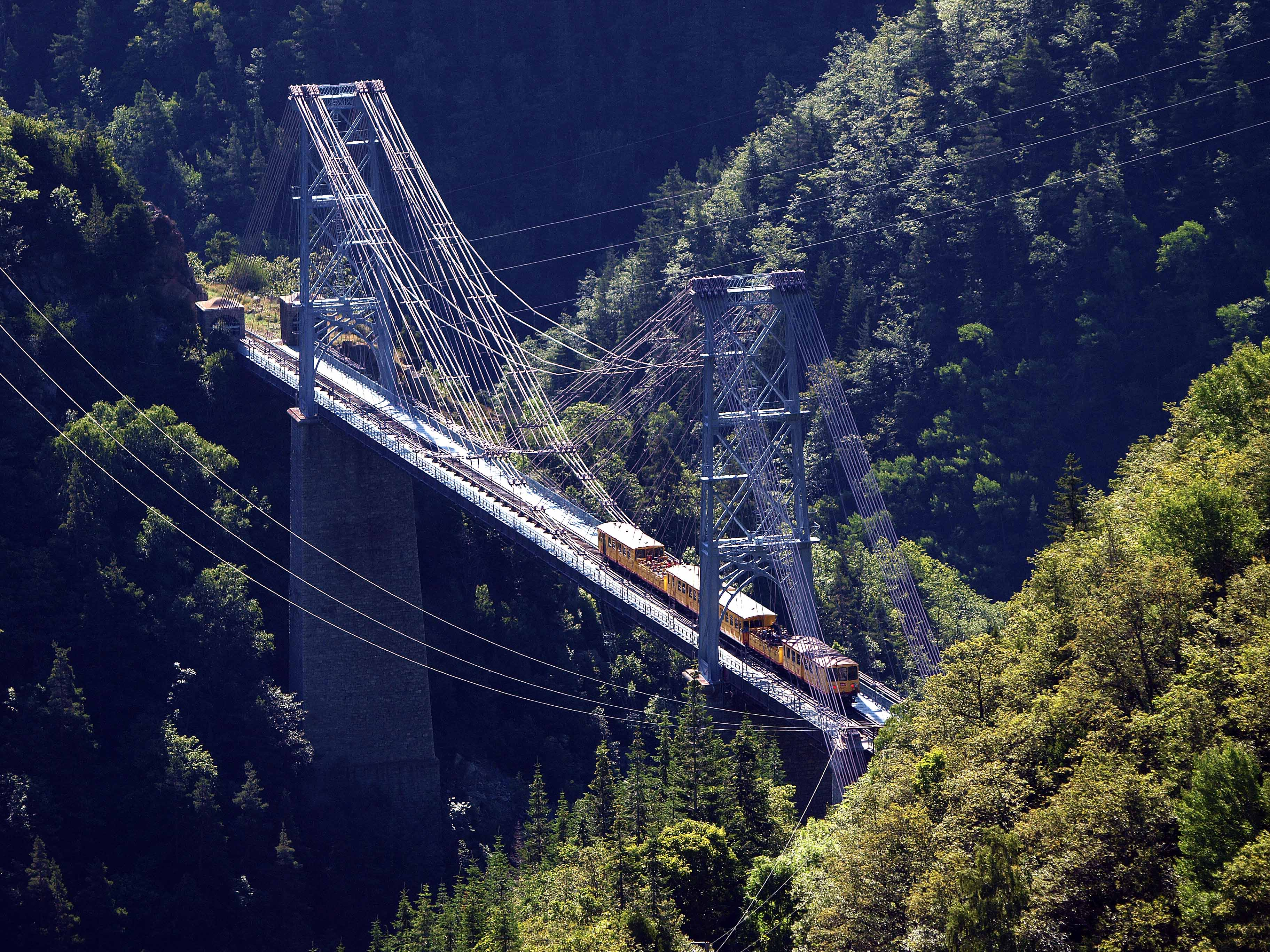
Pont Gisclard

### Languedoc

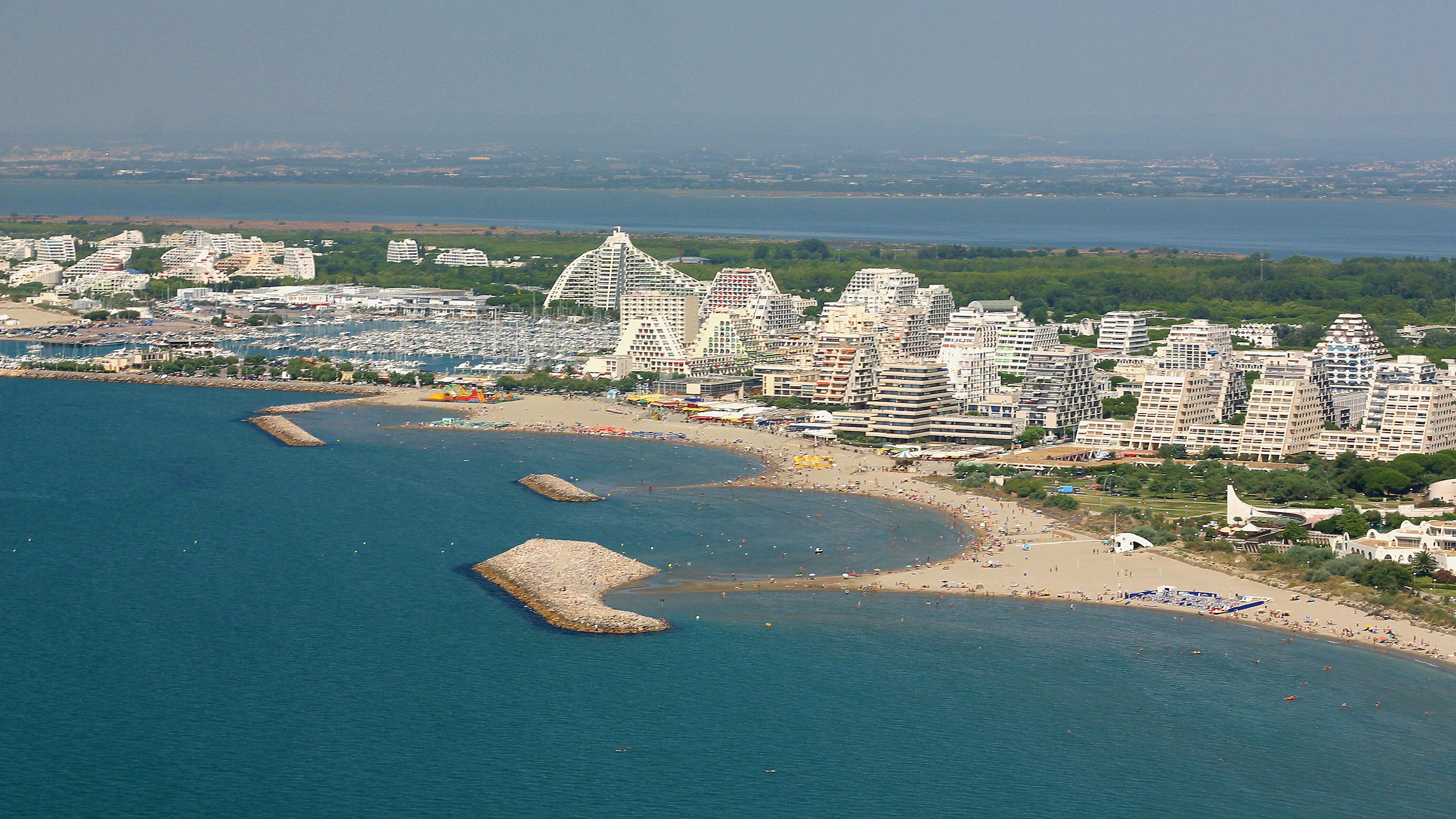
La Grande-Motte

- À la recherche du Languedoc-Roussillon. Un rêve de Lorgnon (Voyage en automobile de Nîmes à Maguelonne). La Vie du rail du 29 juin 1969. Cette expédition à l'initiative de l'ingénieur Pillsech qui avait collaboré à la Commission de démoustication du littoral Languedoc-Roussillon débute à l'arrivée à Nîmes du train de nuit au départ de Paris. Le professeur refusant d'abord de prendre place dans la voiture sans chauffeur pour visiter des « grands ensembles de tourisme » se laisse finalement entrainer. Le trio visite le village de Saint-Gilles et Aigues-Mortes, le Grau-du-Roi puis les constructions pyramidales des nouveaux ensembles qui firent dire à Lorgnon : « Les temples du soleil ǃ La civilisation aztèque ǃ L'Égypte ǃ Les pyramides ǃ En somme, cette idée n'est pas mauvaise ǃ Tous ces estivants qui viendront ici, ne sont-ils pas de nouveaux adorateurs du soleil ?... » Le circuit se termine à Maguelone, lieu privilégié des sites à protéger et à restaurer et de la protection biologique. Plus tard, Lorgnon avait fermé les yeux puis s'était étendu sur le sol face au ciel. - « Lorgnon ǃ qu'avez-vous ? » - « Je rêve... Je vois les merveilleux circuits ferroviaires qu'on va pouvoir offrir à tous ces gens ǃ Je vois ces autorails panoramiques parcourir la ligne littorale mais aussi les lignes transversales, si belles ǃ Cette ligne des Cévennes, celle au départ de Béziers par Roquefort et Millau, la traversée du volcan par Neussargues et Aurillac ou la ligne qui va vers le merveilleux Lodève ǃ Ce peut être l'âge d'or du tourisme français et du tourisme ferroviaire ǃ » [29].
- Le Langue d’oc en profondeur (Montpellier-Le Vigan). La Vie du rail du 27 juillet 1969. Parcours par les lignes aujourd'hui disparues de Mas-des-Gardies aux Mazes-le-Crès et de de Quissac au Vigan en grande partie transformées en voies vertes existantes ou en cours d'aménagement en 2024. La partie ferroviaire avec changement de train à Sommières est suivie par un parcours en voiture dans l'arrière-pays[30].
- Rêveries littorales de La Gardiole à La Clape (Sète-Béziers). La Vie du rail du 31 août 1969. Parcours par la ligne littorale avec promenades à Sète, Agde et Béziers[31].
- La ligne aux quatre visages (Montpellier-Toulouse). La Vie du rail du 16 novembre 1969. Voyage ferroviaire sur les deux lignes disparues de Montpellier à Paulhan, de Paulhan à Faugères et raccordement vers Bédarieux, de Bédarieux à Mazamet, celle-ci en grande partie transformée en voie verte et sur la ligne encore en service de ligne de Mazamet à Toulouse par Saint-Sulpice-la-Pointe. Ce parcours ferroviaire de Montpellier à Toulouse, méconnu à cette époque, était le plus beau, le plus varié et le plus court (donc le moins coûteux à l'époque de la tarification kilométrique uniforme). Après l'agglomération de Montpellier, l'autorail traverse des vignes, se rapproche de l'anse de Balaruc au fond de l'étang de Thau puis se dirige vers l'intérieur des terres dans les garrigues, croise à Paulhan, la ligne de Vias à Lodève fermée aux voyageurs mais qui conservait un trafic fret (ligne actuellement inexploitée). Le train serpente ensuite dans des collines sèches et rejoint par un tunnel après la gare de Faugères, la ligne de Béziers à Neussargues. Après avoir passé la nuit à Bédarieux et admiré la grande marquise de la gare, nos amis reprennent l'omnibus de Toulouse qui parcourt des paysages escarpés, passe à la station thermale de Lamalou-les-Bains puis à la gare de Mons où l'arrêt permet d'admirer un site grandiose, à Olargues où la voie ferrée enjambe le Jaur sur pont métallique d'Eiffel. Après une halte gastronomique à Mazamet, ils reprennent un autorail pour Toulouse.[32].

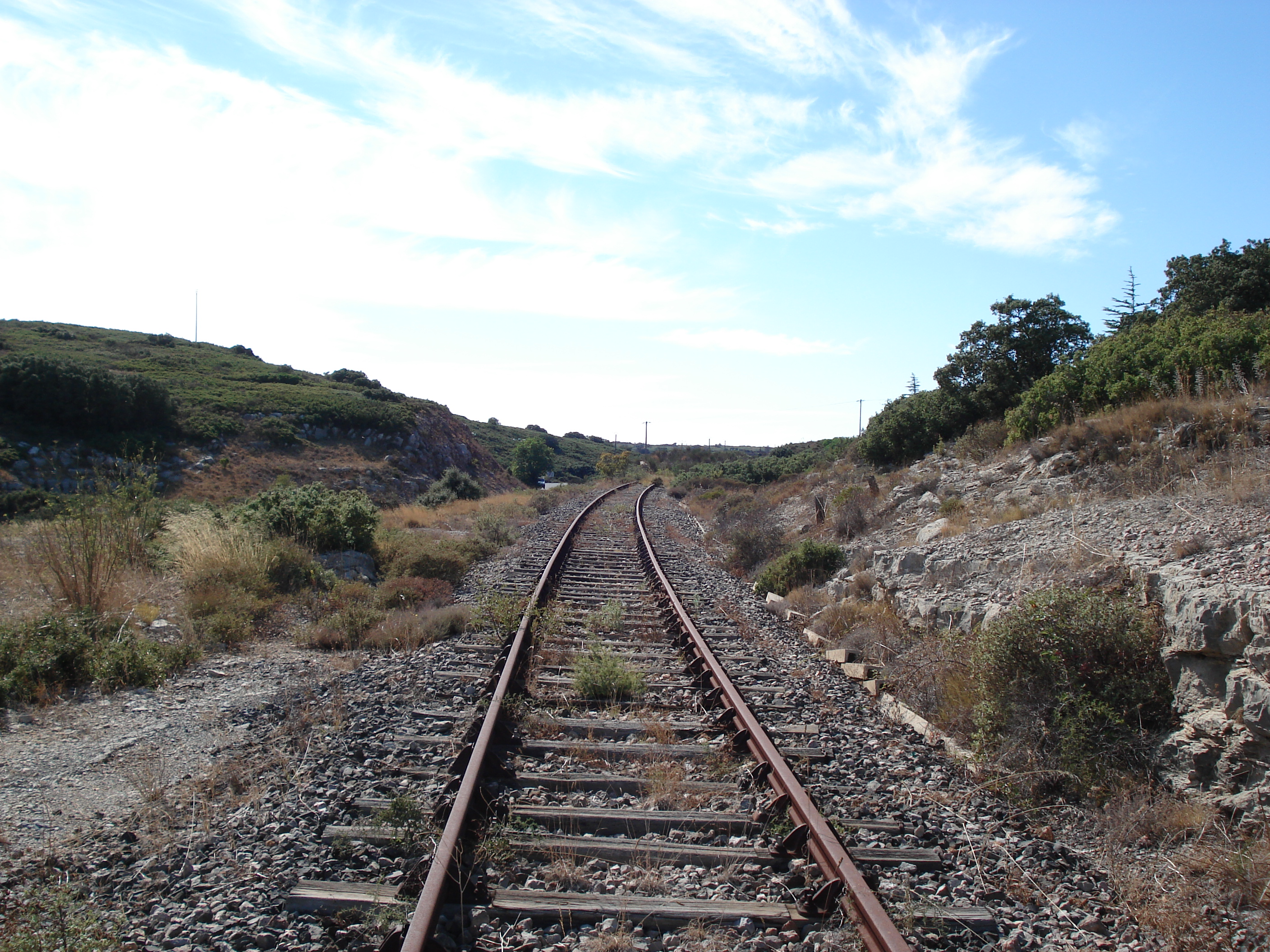
Dans la garrigue près de Montbazin
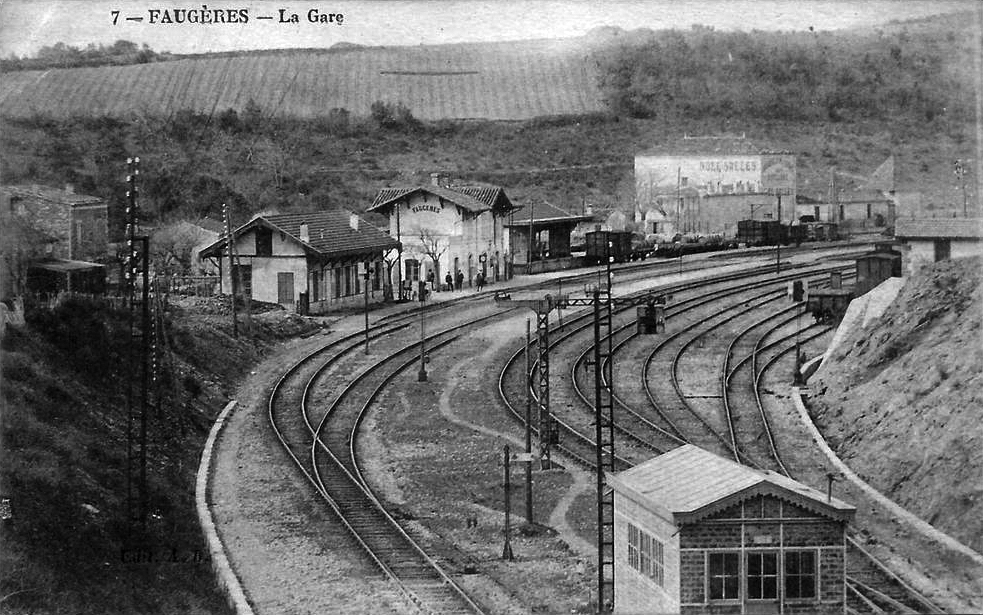
Gare de Faugère vers 1900
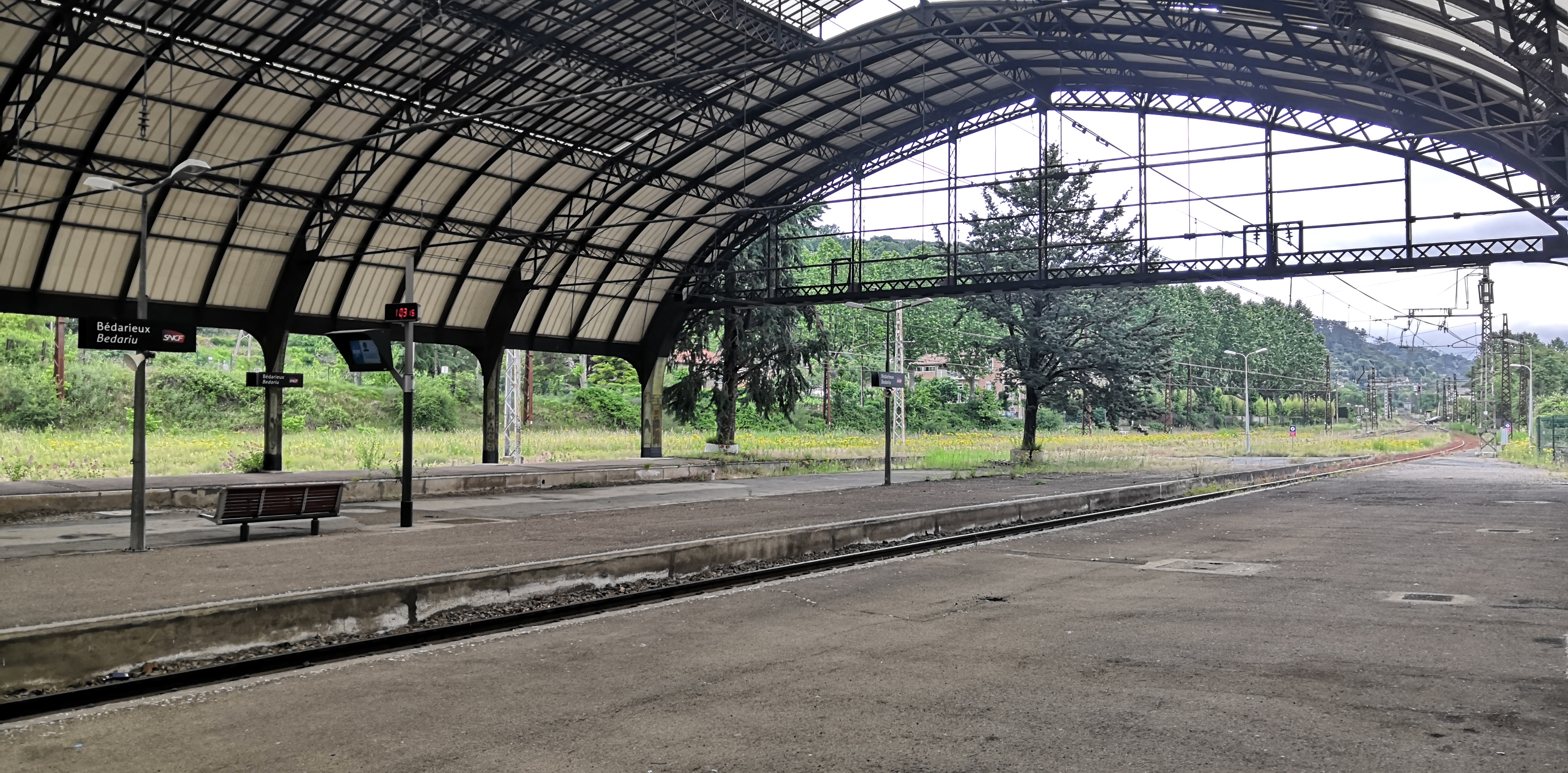
Gare de Bédarieux
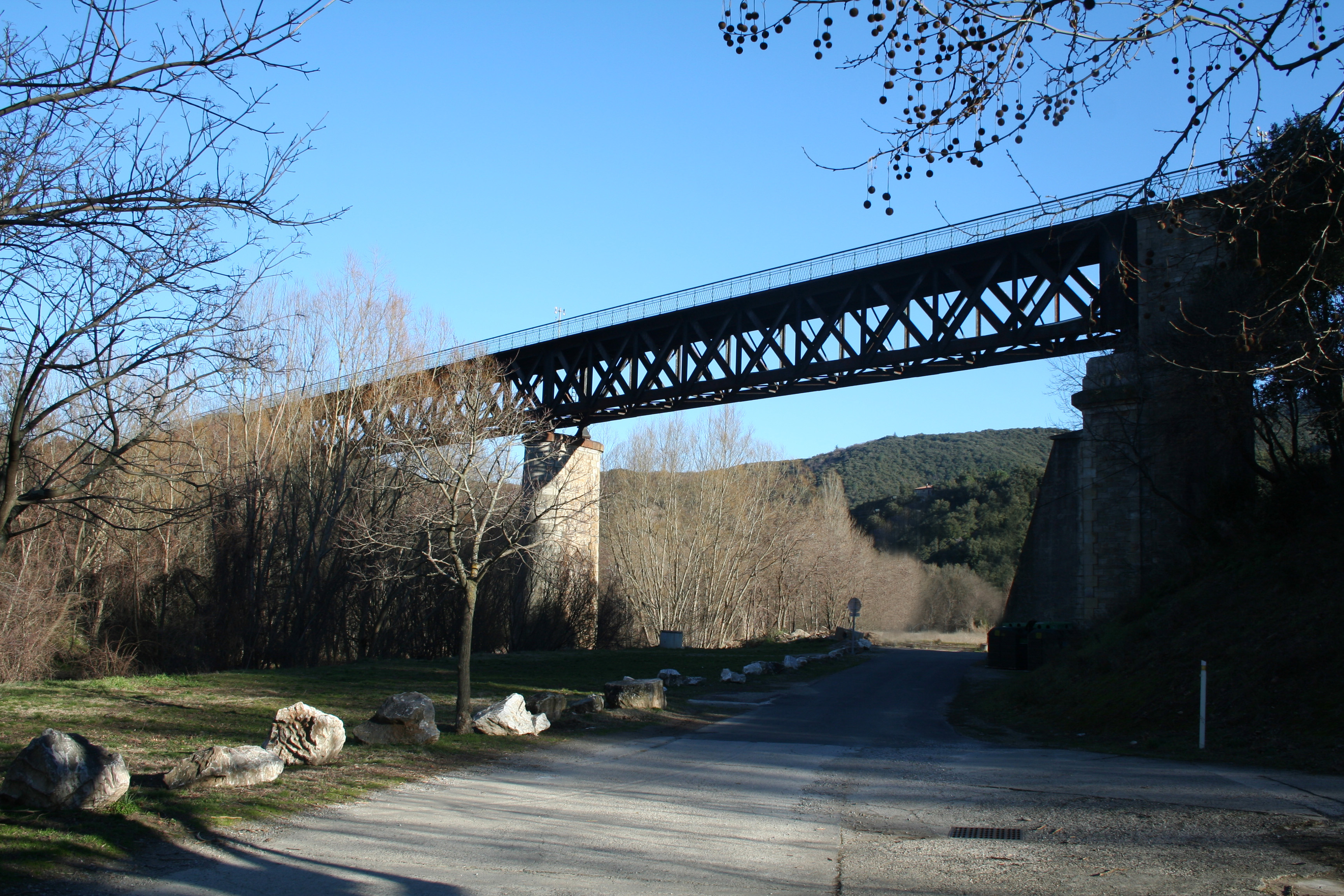
Pont ferroviaire à Olargues

## Voyages ferroviaires en France au XXIe siècle
Des voyages ferroviaires avec arrêts et visites de villes intermédiaires, éventuellement agrémentés de randonnées à vélo ou à pied, sont encore possibles sur les lignes TER.
Le guide « Vacances en train » décrit 40 voyages au départ de 9 grandes villes, d'une durée suggérée de 4 à 14 jours, un peu plus longs que ceux parus dans la Vie du Rail, quelques-unes correspondant à celles du professeur Lorgnon : Clermont-Aurillac (décrit d'Aurillac à Arvant dans un voyage du professeur Lorgnon, Le train dans un volcan) , Vannes-Quimper (partie du voyage de Rennes à Douarnenez), Limoges-Poitiers (voyage en nuances), Paris-Cherbourg  correspondant en partie au voyage Caen-Cherbourg-Coutances (promenade d'équinoxe), Bayonne-Saint-Jean-Pied-de-Port (de Labour en Navarre), ligne des Cévennes (Clermont-Nîmes, des fourmis dans les jambes), Sète-Béziers (partie du voyage Sète-Béziers, Rêveries littorales de La Gardiole à La Clape), Narbonne-Port-Bou (voyages Narbonne-Perpignan, aux marches de Gothie et partie du voyage de Cerbère à La Tour-de-Carol, un train dans un musée), Le train jaune. 
Plusieurs voyages du professeur Lorgnon ne sont désormais plus possibles, les lignes décrites ayant été supprimées : Auray-Saint-Brieuc (dans le cercle magique), Pau-Canfranc (la voie des durs), uniquement de Pau à Bedous mais on manque dans ce cas la plus belle partie du voyage, Puyoô-Mauléon (la ligne des trois mousquetaires), Gisors-Dieppe (du côté de Maupassant), uniquement de Gisors à Serqueux, la suite de la ligne de Serqueux à Dieppe ayant été aménagée en voie verte (avenue verte), Montpellier-Le Vigan (le Langue d'oc en profondeur), Montpellier-Toulouse par Bédarieux (la ligne aux quatre visages) dont une partie est transformée en voie verte. 
En revanche, un des voyages décrit dans le guide de 2022, Le train des merveilles n'aurait pas été possible dans les années 1960, la partie de la Ligne de Coni à Vintimille, de Breil à Tende, détruite au cours de la Seconde guerre mondiale ayant été reconstruite et rouverte en 1979.